# Mar

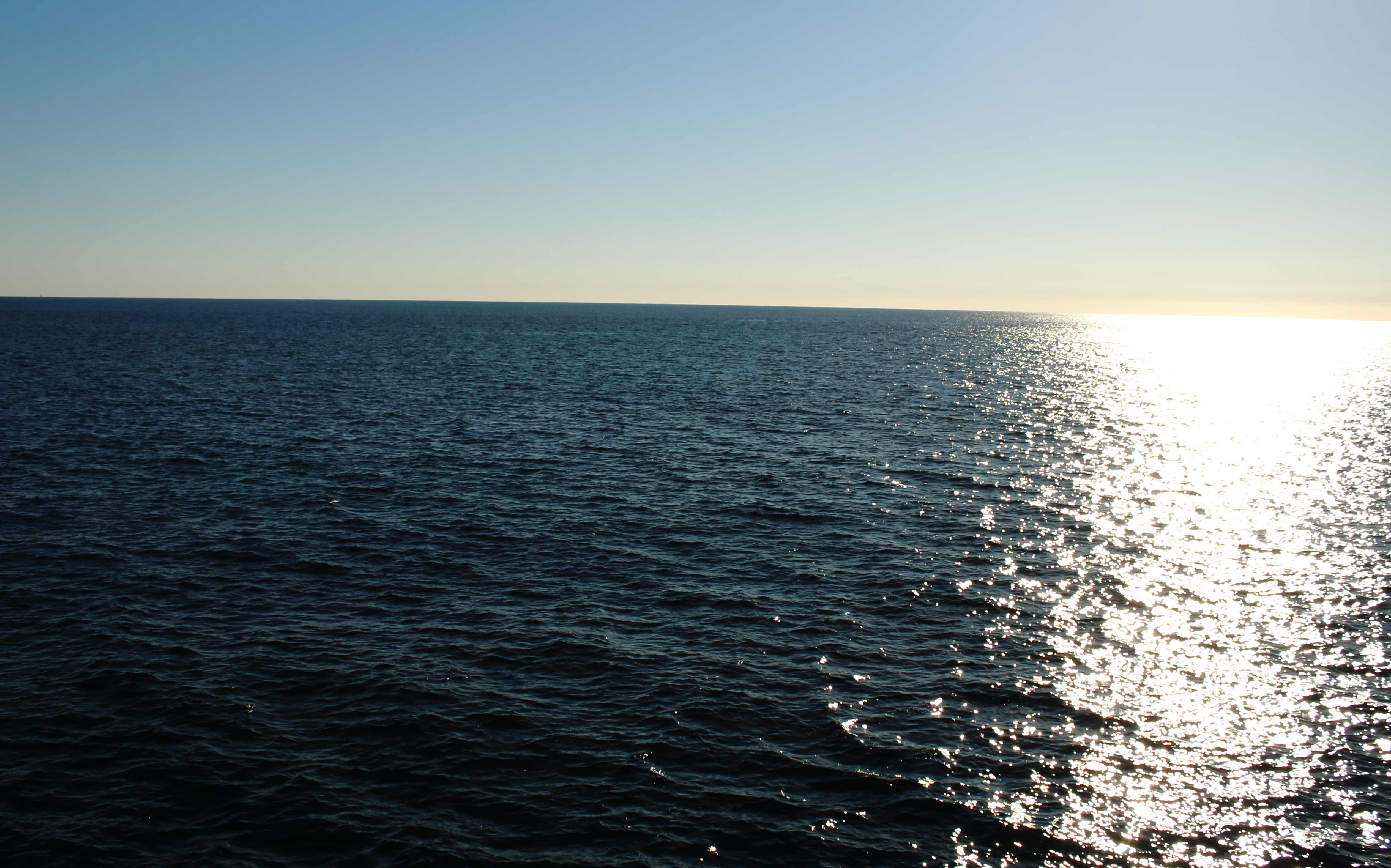
Vista del mar desde la playa de Newport, California (USA)

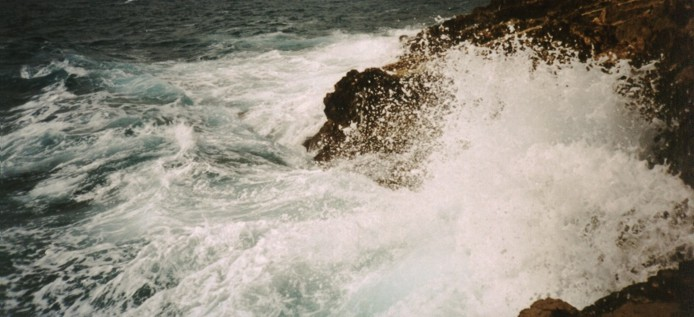
Olas en las costas del mar Mediterráneo

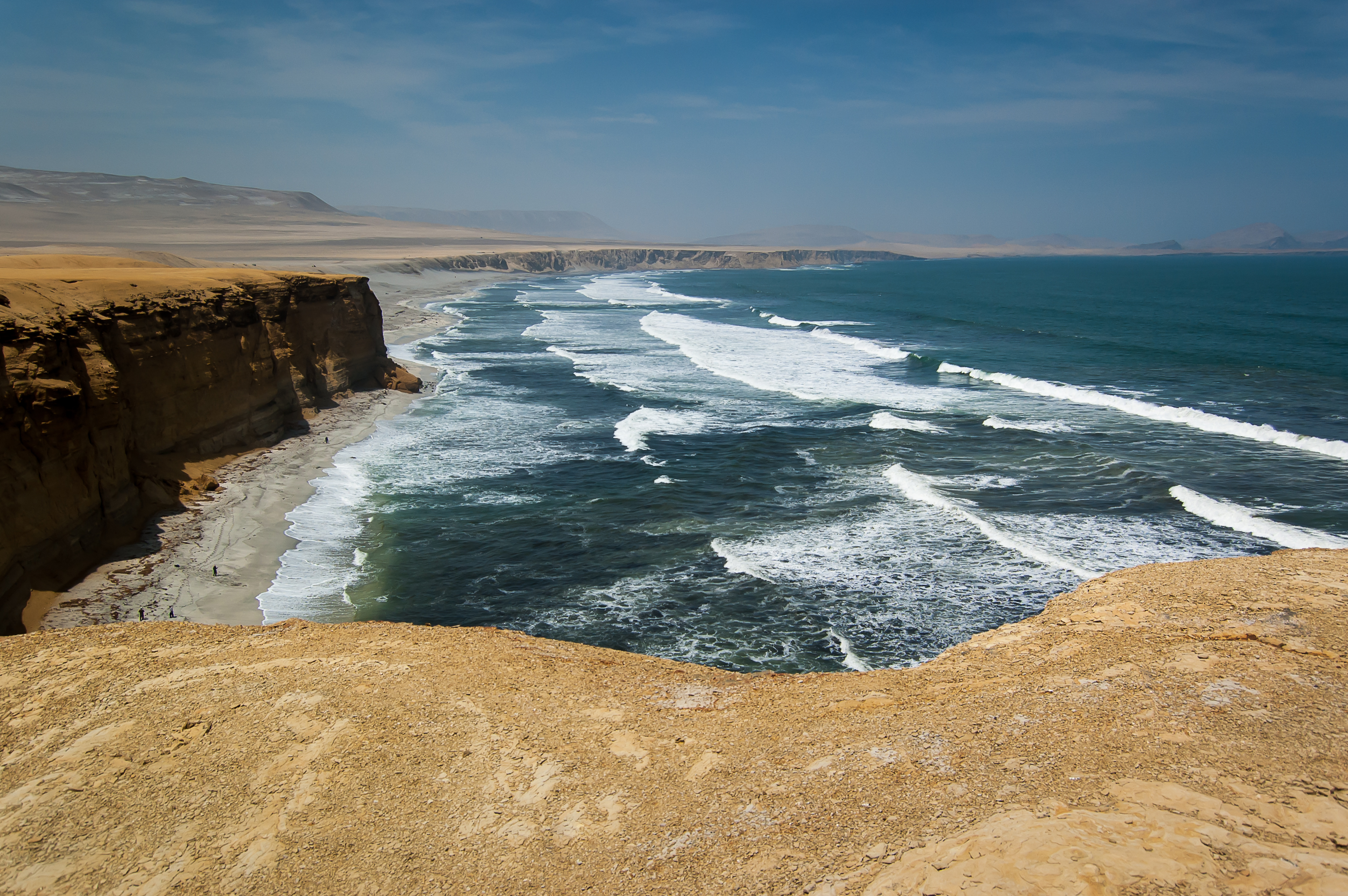
Olas costeras en la Reserva de Paracas, Ica (Perú)

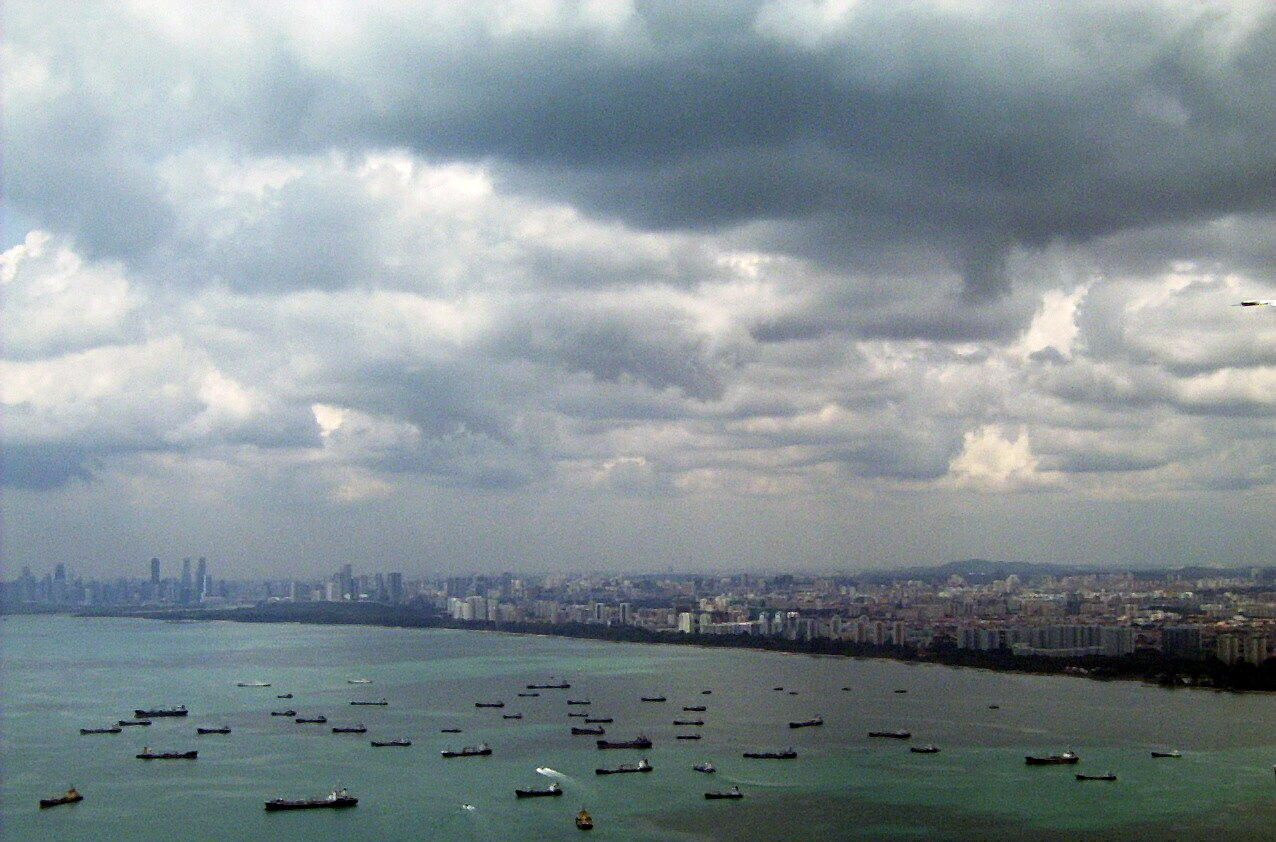
Los mares siempre han sido esenciales para el desarrollo humano y el comercio, como en Singapur con su puerto (el puerto de transbordo más activo del mundo) y las importantes rutas de flete a través del estrecho de Singapur y del estrecho de Malaca

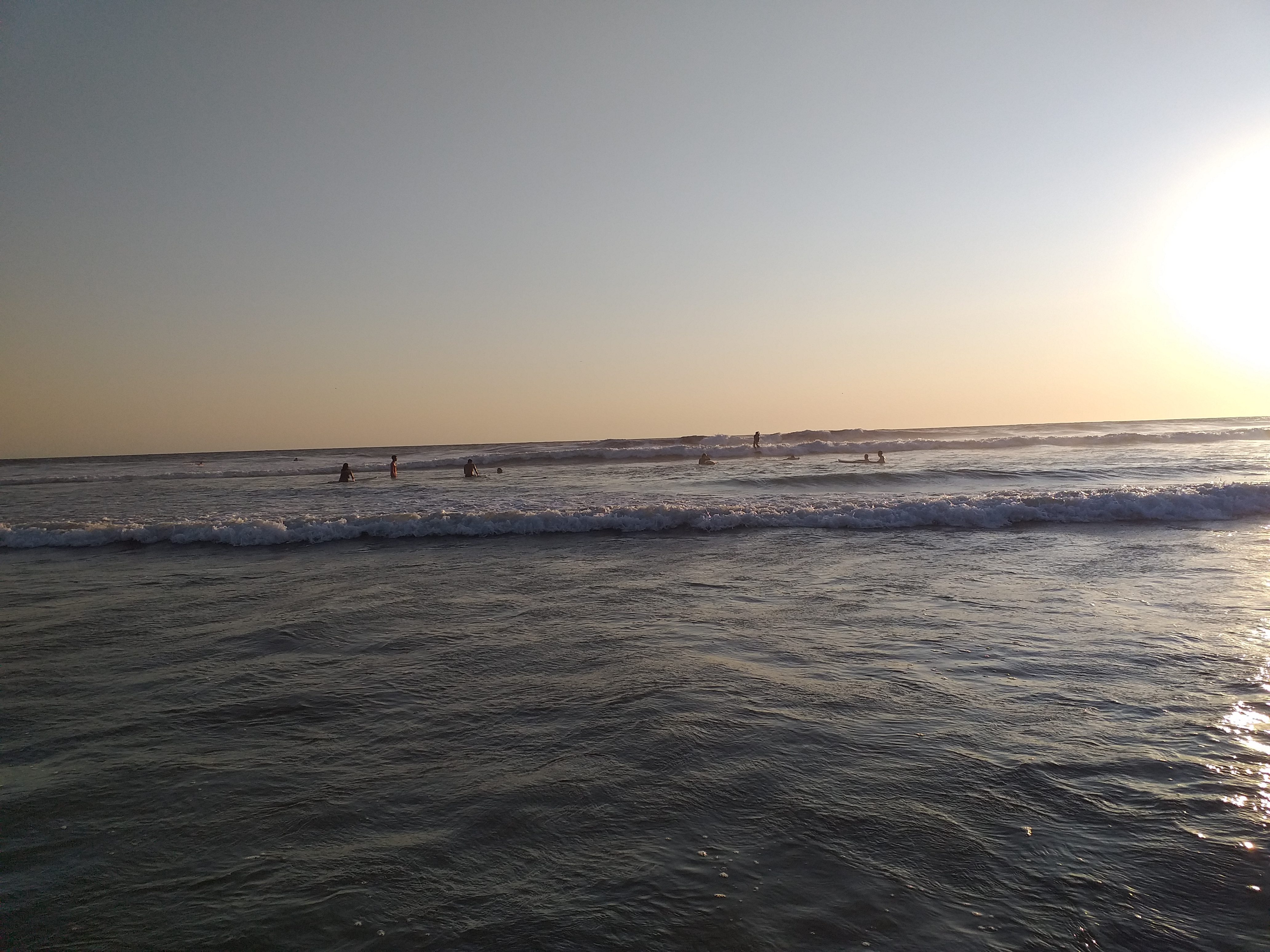
Foto del mar con atardecer de fondo

El mar —considerado de forma genérica como el conjunto de los mares y océanos—, también llamado océano mundial o simplemente el océano, es el cuerpo de agua salada interconectada que cubre más del 70% de la superficie de la Tierra (361 132 000 km², con un volumen total de aproximadamente 1 332 000 000 km³). Modera el clima del Planeta y tiene papeles importantes en los ciclos del agua, del carbono y del nitrógeno. Se ha viajado y explorado desde la Antigüedad, mientras que el estudio científico del mar, la oceanografía, se remonta a los viajes del capitán James Cook para explorar el océano Pacífico entre 1768 y 1779. 
La palabra «mar» también se usa para indicar secciones más pequeñas del océano, en parte interiores, y para algunos grandes lagos salados, totalmente interiores, como el mar Caspio, el mar Muerto o el mar de Aral; se habla entonces de mar cerrado o interior, aunque el término correcto sería el de lago endorreico.
Su salinidad varía ampliamente, siendo más baja cerca de la superficie y en las desembocaduras de los grandes ríos y más alta en las profundidades del océano; sin embargo, las proporciones relativas de sales disueltas varían poco en los océanos. El sólido disuelto en agua de mar más abundante es el cloruro de sodio. El agua del mar también contiene sales de magnesio, calcio y potasio, entre muchos otros elementos, algunos en concentraciones mínimas. Los vientos que soplan sobre la superficie del mar producen olas que se rompen cuando entran en aguas poco profundas. Los vientos también crean corrientes superficiales a través de la fricción, estableciendo circulaciones de agua lentas pero estables a través de los océanos. Las direcciones de la circulación se rigen por factores como las formas de los continentes y la rotación de la Tierra (el efecto Coriolis). Las corrientes de aguas profundas, conocidas como la cinta transportadora global, transportan agua fría desde cerca de los polos a todos los océanos. Las mareas, generalmente el aumento y la caída del nivel del mar dos veces al día, son causadas por la rotación de la Tierra y los efectos gravitacionales de la Luna y, en menor medida, del Sol. Las mareas pueden tener un rango muy alto en bahías o estuarios. Los terremotos submarinos que surgen de los movimientos de las placas tectónicas debajo de los océanos pueden provocar tsunamis destructivos, al igual que los volcanes, los grandes deslizamientos de tierra o el impacto de grandes meteoritos.
Una gran variedad de organismos, incluyendo bacterias, protistas, algas, plantas, hongos y animales, viven en el mar, que ofrece una amplia gama de hábitats y ecosistemas marinos, que se extienden, verticalmente, desde la superficie iluminada por el Sol y la costa hasta las grandes profundidades y presiones de la fría y oscura zona abisal, y latitudinalmente desde las frías aguas bajo los casquetes polares hasta la colorida diversidad de los arrecifes de coral en las regiones tropicales. Muchos de los principales grupos de organismos evolucionaron en el mar y la vida pudo haber comenzado allí.
El mar proporciona suministros sustanciales de alimentos para los humanos, principalmente peces, pero también mariscos, mamíferos y algas, ya sea capturados por pescadores o cultivados bajo el agua. Otros usos humanos del mar son el comercio, los viajes, la extracción de minerales, la generación de energía, la guerra y actividades de ocio como la natación, la vela y el buceo. Muchas de estas actividades crean contaminación marina.
El mar es importante en la cultura humana, con importantes apariciones en la literatura al menos desde La Odisea de Homero, en el arte marino, en el cine, en el teatro y en la música clásica y popular. Simbólicamente, el mar aparece en forma de monstruos como Scylla en la mitología y representa a la mente inconsciente en la interpretación de los sueños.
Ateniéndose al uso que de la palabra se hace en español, cabe observar que la gente de mar y los poetas tienden a atribuirle el género femenino (la mar). Fuera de esos dos ámbitos, se ha generalizado el uso masculino de la palabra (el mar).
El día internacional del mar es el 8 de junio y el Día Marítimo Mundial es el 26 de septiembre. En 2008 la Comisión Europea propuso la fecha del 20 de mayo para celebrar el mar en Europa, con el fin de promover la cultura y el patrimonio marítimo. Ese día podrá resultar en operaciones de «puertas abiertas» (puertos abiertos), acciones ambientales que involucren a museos y acuarios, conferencias, etc. La Comisión organiza cada año un Día Marítimo Europeo (en inglés: European Maritime Day, DME) en una ciudad diferente.

## Definición

Mapa animado que muestra las aguas oceánicas del mundo. Un cuerpo continuo de agua que rodea la Tierra, el océano Mundial está dividido en varias áreas principales con un intercambio relativamente sin constreñir entre ellas. Generalmente se definen cinco divisiones oceánicas: Atlántico, Pacífico, Índico, Meridional y Ártico; los dos últimos a veces se consideran en los tres primeros.

El mar es el sistema interconectado de todas las aguas oceánicas de la Tierra, incluidos los océanos Atlántico, Pacífico, Índico, Meridional y Ártico. Sin embargo, la palabra «mar» también puede usarse para designar ciertos cuerpos de agua específicos, mucho más pequeños, como el mar del Norte o el mar Rojo. Los océanos serían las mayores extensiones y vendrían luego, de diferentes tamaños, los mares. No existe una distinción clara entre mares y océanos, aunque en general los mares son más pequeños y a menudo están en parte (como los mares marginales) o totalmente (como los mares interiores) bordeados por tierra. Sin embargo, el mar de los Sargazos no tiene costas y se encuentra dentro de una corriente circular, el giro del Atlántico Norte. Los mares generalmente son más grandes que los lagos y contienen agua salada, pero el mar de Galilea es un lago de agua dulce.
La distinción entre mar y océano obedece a diversas causas, sobre todo cuando se habla de mares abiertos en que suele distinguirse atendiendo a la situación geográfica, generalmente enclavada entre dos masas terrestres o, a veces, las menos, a la posición de la plataforma continental. Algunos ejemplos de esto son: el mar del canal de la Mancha, que comunica con el océano Atlántico por el mar Céltico, pero que se distingue por su posición entre la costa sur de Inglaterra y la costa norte de Francia; el mar Mediterráneo, que comunica con el océano Atlántico por el estrecho de Gibraltar y se distingue claramente por estar enclavado entre Europa, Asia y África, al punto de que tiene unas condiciones marinas propias (diferentes temperaturas, diferente fauna y flora y mareas de diferente amplitud). Otro mar abierto, en este caso el de los Sargazos, con su acumulación de algas a lo largo de la Florida, se distingue del océano Atlántico de forma totalmente arbitraria.
La Convención de las Naciones Unidas sobre el Derecho del Mar establece que todo el océano es «mar».

## Clases de mares
Atendiendo al contacto con el océano, los mares se consideran de tres clases principales: mares litorales (o costeros), mares continentales y los mares cerrados.
- mar litoral o costero es aquel que puede ser considerado como un golfo, muy grande y ampliamente abierto, del océano. No está separado de este por ningún umbral submarino; no obstante se distingue de él por ser, en promedio, menos profundo, por la mayor amplitud de las mareas y por la temperatura más elevada de sus aguas. Son mares litorales el mar de Beaufort en el océano Ártico, el mar de Noruega en el Atlántico o el mar de Omán en el Índico, entre otros.

- mar epicontinental es aquel que se asienta sobre una plataforma continental, con su lecho submarino a una profundidad media de 200 m o menos; ejemplos de este tipo son el mar del Norte, o el mar Argentino. Durante el punto máximo de las glaciaciones, los mares epicontinentales desaparecieron, pasando a ser solo llanuras de los continentes aledaños.

- mar continental es aquel que se encuentra enteramente situado dentro de un continente, aunque comunicados con el océano por un estrecho cuya escasa profundidad crea un umbral que dificulta los intercambios; estos se producen, no obstante, en forma de corrientes de compensación y de descarga. Entre los mares continentales y el océano existen diferencias de temperaturas y de salinidad, que pueden llegar a ser considerables. Sus mareas son de tan escasa amplitud que en algunos lugares y épocas pasan desapercibidas. Son mares continentales el mar Mediterráneo, el mar Báltico, el mar Negro y el mar del Japón.

- mar cerrado o interior es aquel que ocupa extensas depresiones endorreicas. Se trata de lagos muy grandes, de agua más o menos salada, entre los que destacan el mar Muerto, el mar Caspio y el mar de Aral.

### Delimitación de mares y océanos de la IHO

Los mares y océanos de la IHO

La máxima autoridad internacional en materia de delimitación de mares, a efectos de regular el tráfico y seguridad marítima, es la Organización Hidrográfica Internacional (IHO/OHI), siendo la referencia mundial su publicación Limits of oceans and seas (Límites de océanos y mares) (3.ª edición de 1953).
Dicha publicación no establece diferencia alguna entre océanos y mares, sino que se limita a enumerar todos los océanos y mares del mundo, asignándoles un número, llegando hasta el 66, aunque como utiliza a veces números con letra, en realidad son 73. Son un total de 5 los océanos (el Atlántico y el Pacífico están divididos cada uno en dos, Norte y Sur) y 57 los mares, de ellos, dos divididos a su vez en dos cuencas: el mar Mediterráneo y el mar de China. Además algunos mares tienen mares interiores (que se numeran con una letra minúscula) como el Báltico (con 3), el Mediterráneo (con 8) y los mares del archipiélago de la India Oriental (con 13). La publicación considera además algunas grandes extensiones de agua salada, como golfos, bahías, canales y estrechos, y muchas veces, no resulta muy claro cuál es el criterio utilizado, ya que a veces es el simple uso de esos accidentes desde tiempos pasados.

#### Mares por continente
Aunque la mencionada publicación del IHO no considera los mares incluidos en los océanos —sino como algo aparte de modo que entre todos cubren toda la superficie marina— habitualmente siempre se han considerado así, obedeciendo a una consideración de ámbito más geográfico. A veces en algunos mares situados en los bordes entre dos océanos, hay discrepancia entre asignarlos a uno u otro, y depende de la publicación consultada. Por eso parece más oportuno clasificarlos de acuerdo al continente al que bañan, con las mismas salvedades en cuanto a la situación de borde. Se muestran primero los mares que se nombran como tales y luego los cuerpos marinos (golfos, bahías, estrechos...); entre paréntesis se recoge el número asignado por la IHO: los que no lo tienen no aparecen en su publicación, formando parte de otros más amplios.
| Mares de Europa | Mares de América | Mares de Asia | Mares de Oceanía | Mares de África | Mares de la Antártida                                                    |
| --- | --- | --- | --- | --- | ------------------------------------------------------------------------ |
| • Mar Báltico (1) • Mar del Norte (4) • Mar de Noruega (6) • Mar de Barents (7) • Mar Blanco (8) • Mar de las Hébridas (18) • Mar de Irlanda (19) • Mar Mediterráneo (28) — Mar de Alborán (28b) — Mar de Liguria (28d) — Mar Tirreno (28e) — Mar Jónico (28f) — Mar Adriático (28g) — Mar Egeo (28h) • Mar de Mármara (29) • Mar Negro (30) • Mar de Azov (31) ———— • Kattegat, Oresund, Pequeño Belt y Gran Belt (2) • Estrecho de Skagerrak (3) • Canal de Bristol (20) • Canal de la Mancha (21) • Golfo de Vizcaya (22) — Estrecho de Gibraltar (28a) — Mar Balear (28c) ———— Mar de Frisia Mar Céltico Mar Cantábrico Mar Menor | • Mar de Groenlandia (5) • Mar de Chukotka (12) • Mar de Beaufort (13) • Mar de Labrador (15A) • Bahía de Hudson (16) • Mar de Lincoln (1/A) • Golfo de México (26) • Mar Caribe (27) • Mar de Bering (55) • Mar de Cortés (60) ———— • Paso del Noroeste (14) • Bahía de Baffin (14A) • Estrecho de Davis (15) • Estrecho de Hudson (16A) • Golfo de San Lorenzo (24) • Bahía de Fundy (25) • Río de la Plata (33) • Golfo de Alaska (58) ----------- Mar de los Sargazos Mar Argentino Mar Chileno Mar de Grau | • Mar de Kara (9) • Mar de Láptev (10) • Mar de Siberia Oriental (11) • Mar Rojo (37) • Mar Arábigo (39) • Mar de Laquedivas (42) • Mar de Andamán (44) • Mar de Joló (48a) — Mar de Célebes (48b) — Mar de Molucas (48c) — Mar de Halmahera (48e) — Mar de Ceram (48f) — Mar de Banda (48g) — Mar de Arafura (48h) — Mar de Timor (48i) — Mar de Flores (48j) — Mar de Bali (48l) — Mar de Java (48n) — Mar de Savu (48o) • Mar de la China Meridional (49) • Mar de China Oriental (50) • Mar Amarillo (51) • Mar del Japón (52) • Mar Interior de Seto (53) • Mar de Ojotsk (54) • Mar de Bering (55) • Mar de Filipinas (56) ———— • Golfo de Omán (40) • Golfo Pérsico (41) • Bahía de Bengala (43) • Estrecho de Malaca (46a) • Estrecho de Singapur (46b) • Golfo de Tailandia (47) • Golfo de Tomini (48d) | • Mar de Arafura (48h) • Mar de Timor (48i) • Mar de Tasmania (63) • Mar del Coral (64) • Mar de Salomón (65) • Mar de Bismarck (66) ———— • Golfo de Boni (48k) • Estrecho de Macasar (48m) • Gran Bahía Australiana (62) • Estrecho de Bass (63) | ———— • Golfo de Guinea (34) • Golfo de Suez (35) • Golfo de Aqaba (36) • Golfo de Adén (38) • Canal de Mozambique (45A) | • Mar de Amundsen • Mar de Bellingshausen • Mar de Weddell • Mar de Ross |
| Océanos: Ártico (17) • Atlántico Norte (23) • Atlántico Sur (32) • Índico (45) • Pacífico Norte (57) • Pacífico Sur (61) • Antártico | | | | |                                                                          |

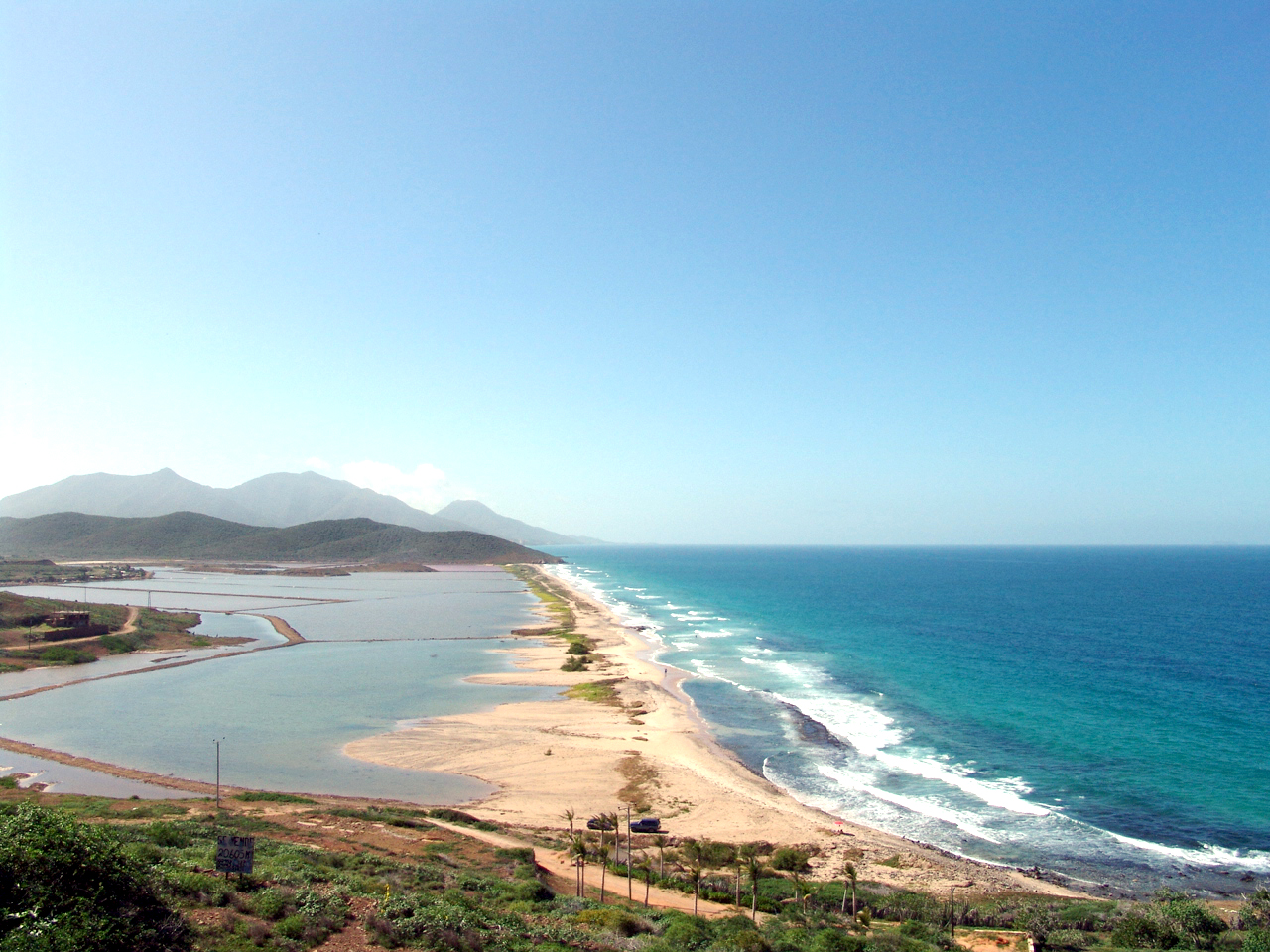
Costa del Mar Caribe en la Isla de Margarita, Venezuela
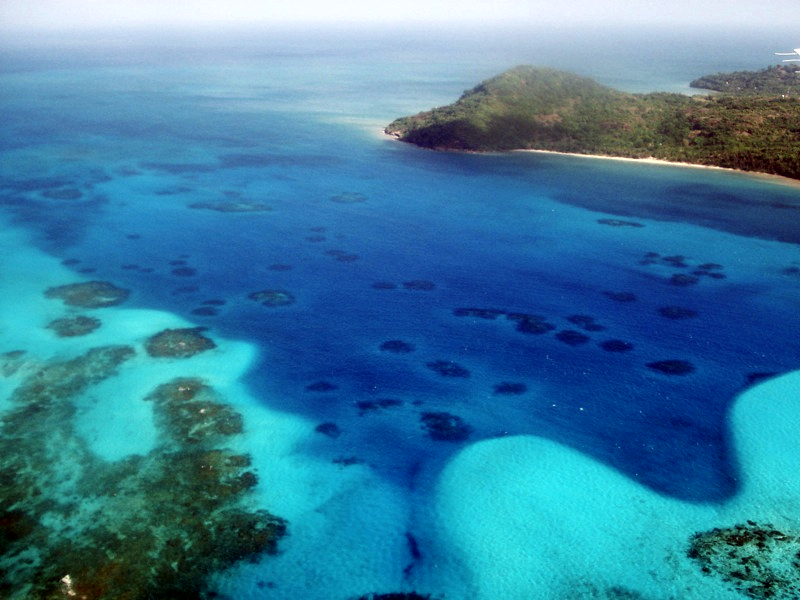
Costa de Isla de Providencia, Archipiélago de San Andrés, Providencia y Santa Catalina, Colombia
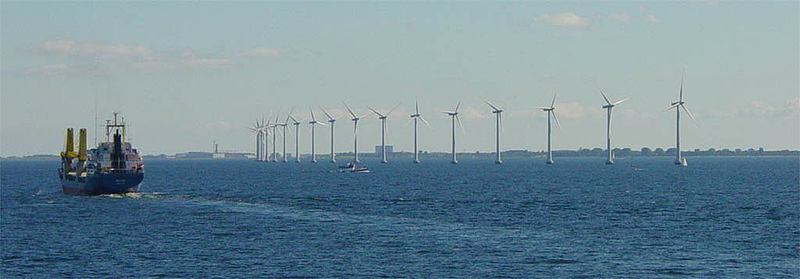
Turbinas eólicas en el mar del Norte
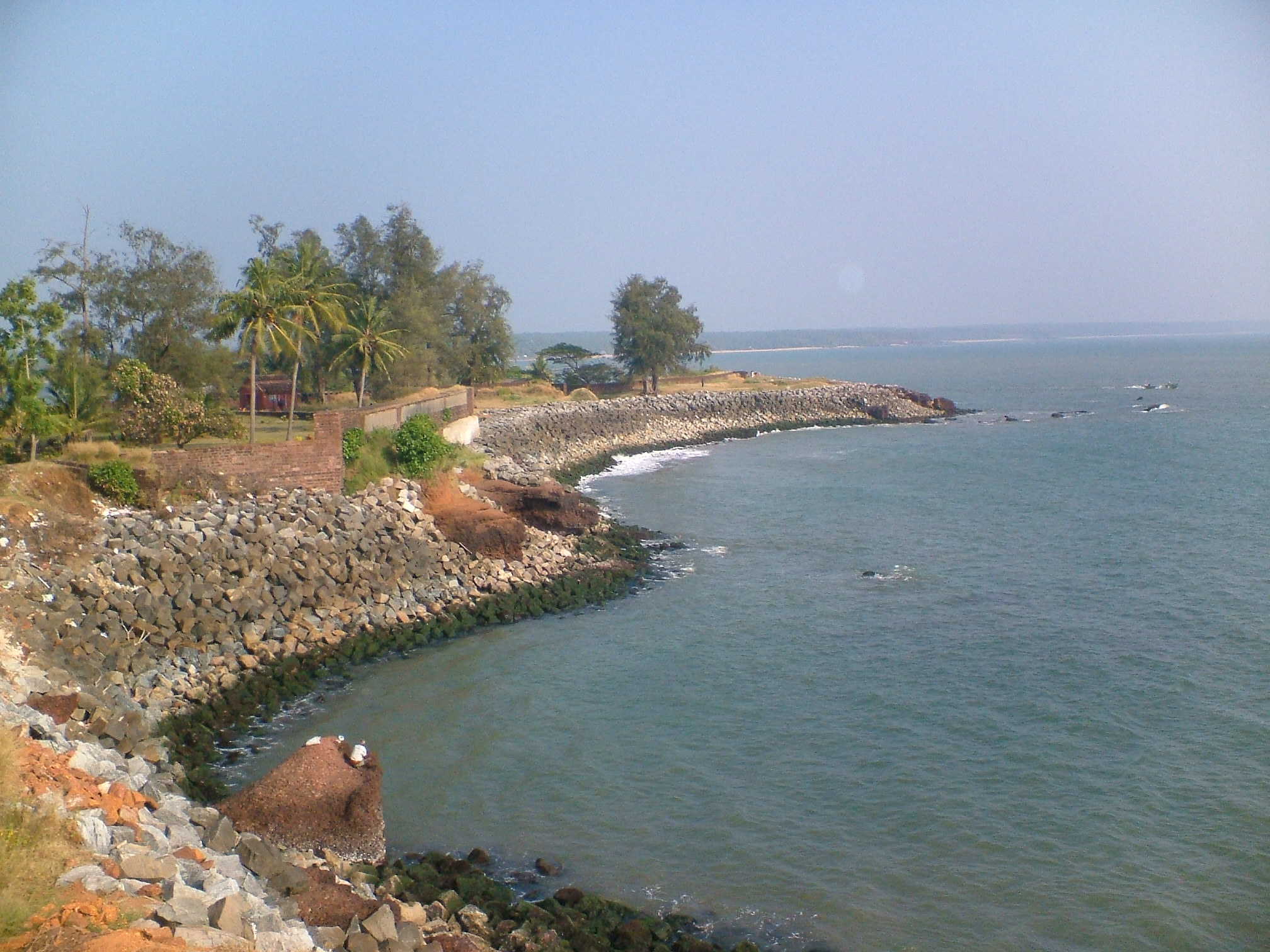
Litoral del mar Arábigo en Kerala, India
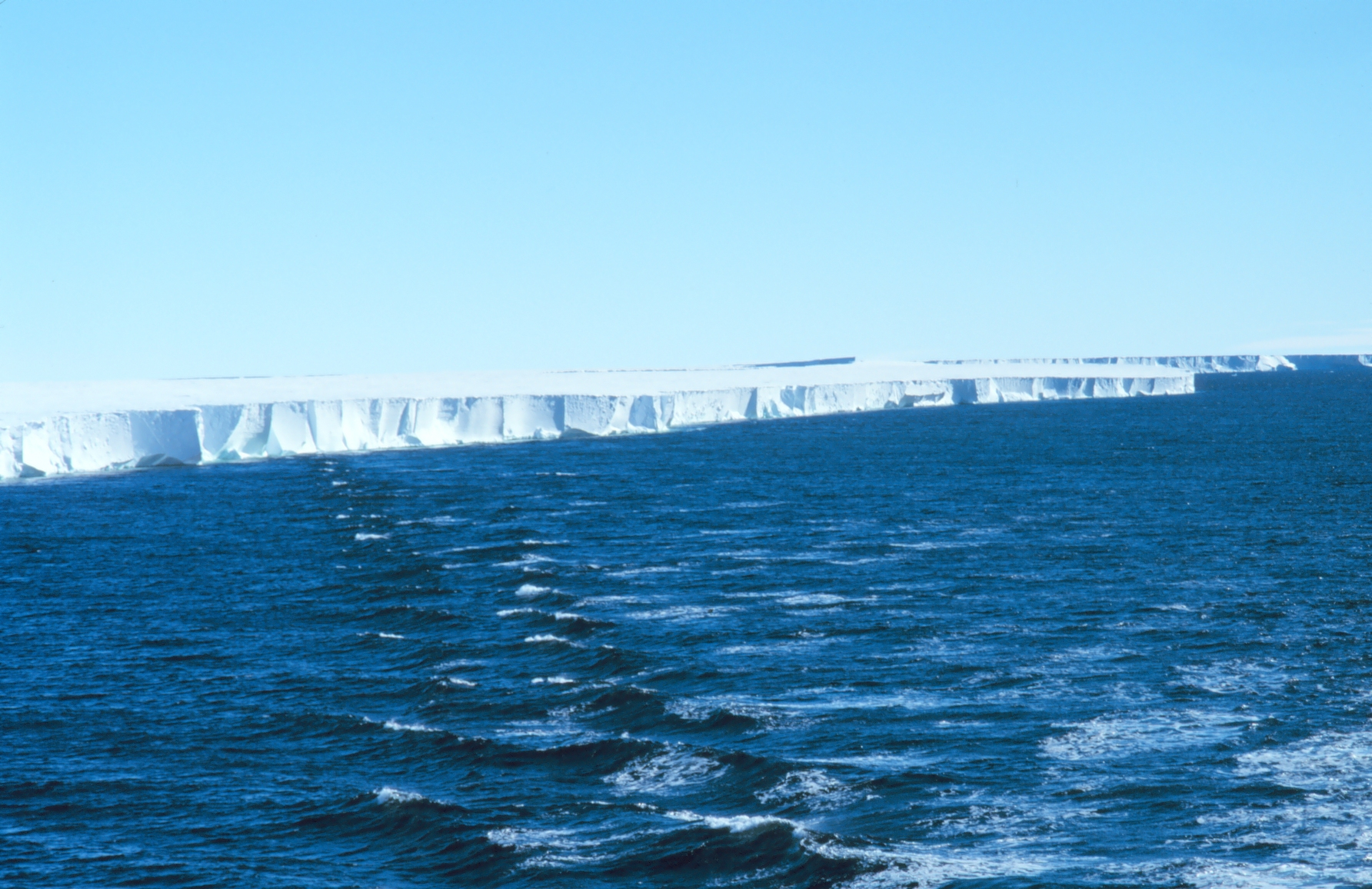
Mar de Ross, en la Antártida

## Mares extraterrestres

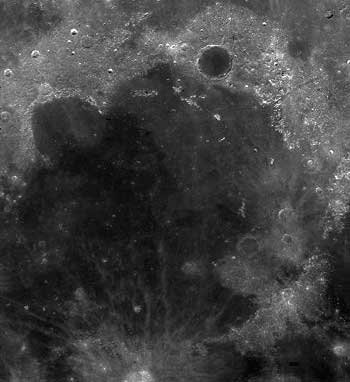
Imagen satelital del Mare Imbrium, en la superficie lunar.

Los mares lunares son vastas planicies basálticas en la Luna que fueron llamadas mares porque los primeros astrónomos pensaban que eran grandes masas de agua, por lo que se refirieron a ellas como mares.
Se estima que hay agua líquida sobre la superficie de muchos satélites naturales, como en Europa, una luna de Júpiter. También se piensa que hay hidrocarburos en estado líquido en la superficie de Titán, aunque han de ser considerados más bien «lagos» que «mares». La distribución de esas regiones líquidas será mejor comprendida después de la llegada de la sonda espacial Cassini-Huygens.

## Ciencias físicas

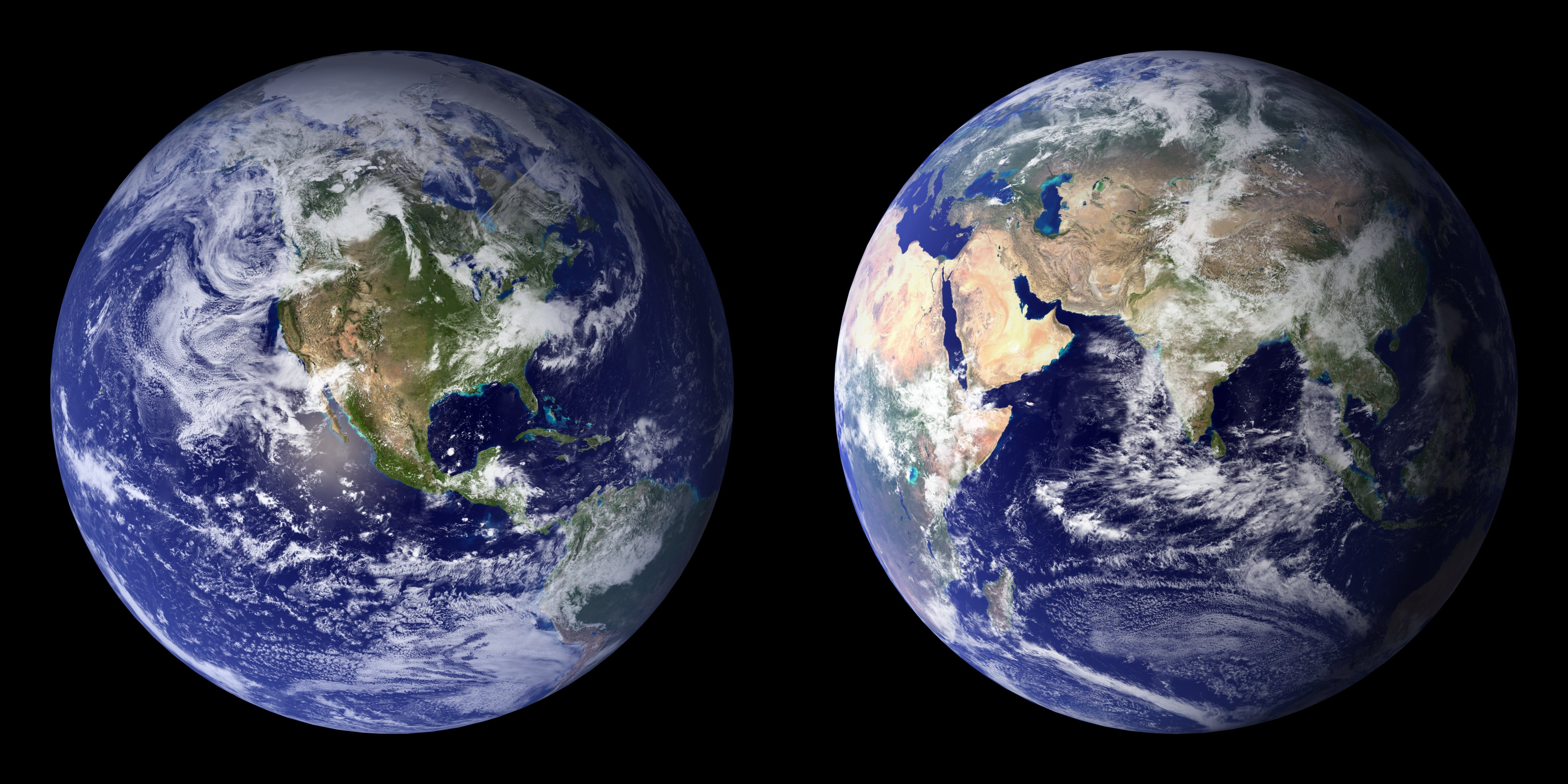
Imágenes compuestas de la Tierra creadas por la NASA en 2001

La Tierra es el único planeta conocido con mares de agua líquida en su superficie, aunque Marte tiene capas de hielo y varios planetas análogos en otros sistemas solares pueden tener océanos. Todavía no está claro de dónde proviene el agua de la Tierra, pero, visto desde el espacio, nuestro planeta aparece como una «canica azul» con sus diversas formas: océanos, casquetes polares, nubes. Los 1 335 000 000 km³ de mar de la Tierra contienen aproximadamente el 97.2% de su agua conocida y cubren más del 70% de su superficie. Otro 2.15% del agua de la Tierra está congelada, y se encuentra en el hielo marino que cubre el océano Ártico, en la capa de hielo que cubre la Antártida y sus mares adyacentes, y en varios glaciares y depósitos superficiales por todo el mundo. El resto (alrededor del 0,65% del total) forma depósitos subterráneos o varias etapas del ciclo del agua, que contiene el agua dulce encontrada y utilizada por la mayoría de la vida terrestre: vapor en el aire, las nubes que se forman lentamente, la lluvia que cae de ellas, y los lagos y ríos que se formaron espontáneamente a medida que sus aguas fluían una y otra vez hacia el mar. El dominio del mar sobre el planeta es tal que el autor británico Arthur C. Clarke señaló una vez que la «Tierra» habría sido mejor llamada «Océano».
El estudio científico del agua y del ciclo del agua de la Tierra es la hidrología; la hidrodinámica estudia la física del agua en movimiento. El estudio del mar en particular, más reciente, corresponde a la oceanografía. Esta comenzó como el estudio de la forma de las corrientes oceánicas pero desde entonces se ha expandido y ahora tiene un campo mayor y multidisciplinar: examina las propiedades del agua de mar; estudia las olas, las mareas y las corrientes; traza las líneas de costa y cartografía los fondos marinos; y estudia la vida marina. El subcampo que se ocupa del movimiento del mar, de sus fuerzas y de las fuerzas que actúan sobre él se conoce como oceanografía física. La biología marina (oceanografía biológica) estudia las plantas, los animales y otros organismos que habitan en los ecosistemas marinos. Ambas están informadas por la oceanografía química, que estudia el comportamiento de los elementos y moléculas dentro de los océanos: particularmente, en este momento, el papel del océano en el ciclo del carbono y el papel del dióxido de carbono en la creciente acidificación del agua de mar. La geografía marina y marítima traza la forma y formación del mar, mientras que la geología marina (oceanografía geológica) ha proporcionado evidencias de la deriva continental y de la composición y estructura de la Tierra, ha aclarado el proceso de sedimentación y ha ayudado al estudio del volcanismo y de los terremotos.

### Agua de mar

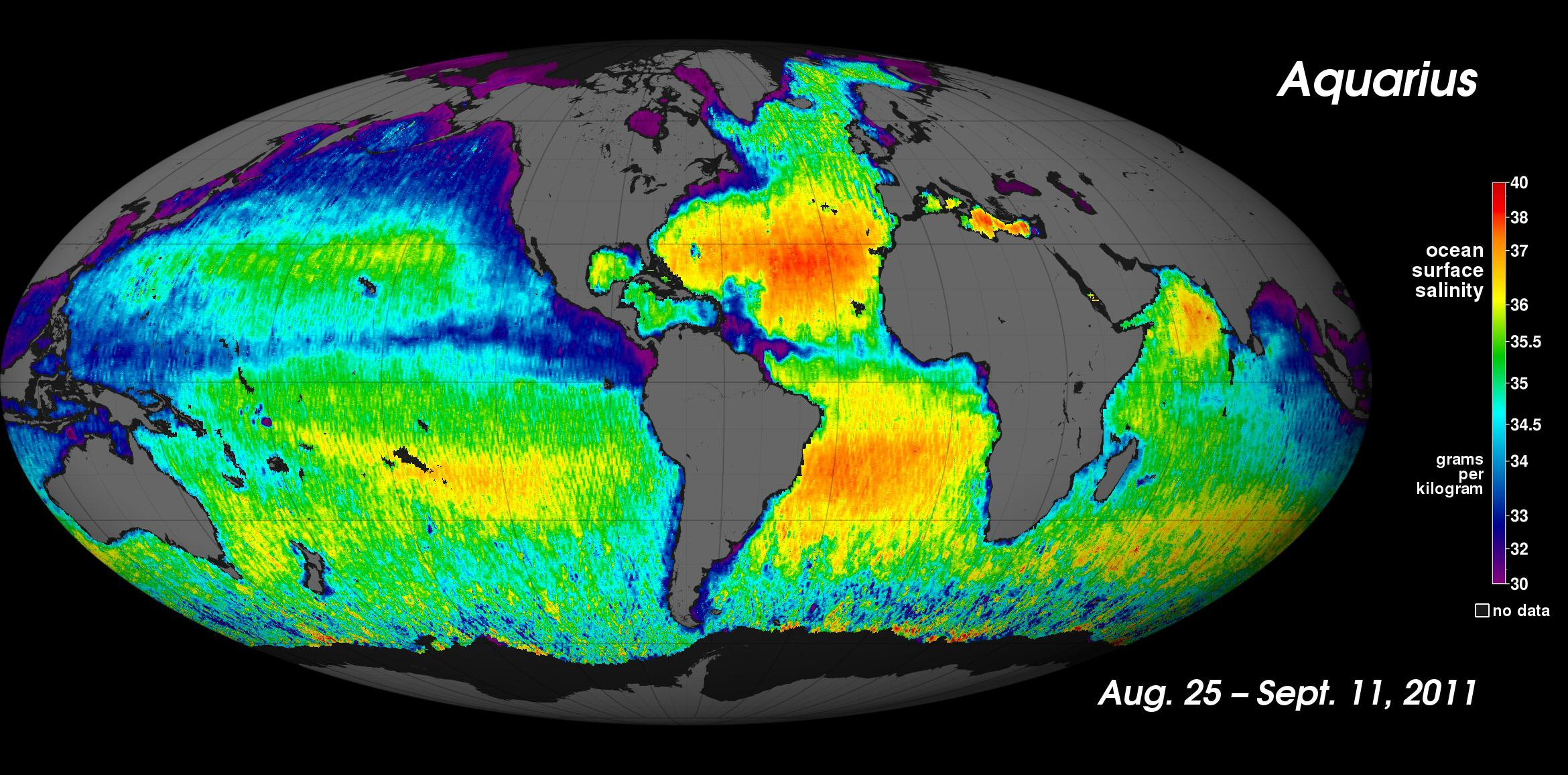
Mapa de salinidad tomado de la nave espacial Acuario. Los colores del arco iris representan niveles de salinidad: rojo = 40‰, púrpura = 30 ‰

Se pensaba que el agua en el mar provenía de los volcanes de la Tierra, en un proceso que habría comenzado hace 4000 millones de años por el que el agua era liberada por la desgasificación de la roca fundida. Un trabajo más reciente sugiere que gran parte del agua de la Tierra puede provenir de cometas. Una característica del agua de mar es que es salada. La salinidad generalmente se mide en partes por mil (‰), y el océano abierto tiene aproximadamente 35 g de sólidos por litro, una salinidad del 35 ‰. El mar Mediterráneo es ligeramente más alto, con 38 ‰, mientras que la salinidad del norte del mar Rojo puede llegar hasta el 41 ‰. Los componentes de la sal de mesa, sodio y cloruro, constituyen aproximadamente el 85% de los sólidos en solución, también hay otros iones metálicos como el magnesio y el calcio y los iones negativos, incluidos el sulfato, el carbonato y el bromuro. A pesar de las variaciones en los niveles de salinidad en diferentes mares, la composición relativa de las sales disueltas es estable en todos los océanos del mundo. El agua de mar es demasiado salina para que los humanos la ingieran de manera segura, ya que los riñones no pueden excretar orina tan salada como el agua de mar. En contraste, algunos lagos hipersalinos interiores tienen una salinidad mucho mayor, por ejemplo, el mar Muerto tiene 300 g de sólidos disueltos por litro (300 ‰).

Aunque la cantidad de sal en el océano permanece relativamente constante dentro de la escala de millones de años, varios factores afectan a la salinidad de un cuerpo de agua. La evaporación y el subproducto de la formación de hielo (conocido como "«rechazo de salmuera»") aumentan la salinidad, mientras que la precipitación, el derretimiento del hielo marino y la escorrentía de la tierra lo reducen.. El mar Báltico, por ejemplo, es un mar poco profundo que tiene muchos ríos que fluyen hacia él, por lo que el mar podría considerarse salobre. Mientras tanto, el mar Rojo es muy salado debido a su alta tasa de evaporación.
La temperatura del mar depende de la cantidad de radiación solar que cae sobre su superficie. En los trópicos, con el sol casi por encima, la temperatura de las capas superficiales puede elevarse a más de 30 °C, mientras que cerca de los polos la temperatura, en equilibrio con el hielo marino, es de aproximadamente −2 °C. Hay una circulación continua de agua en los océanos. Las corrientes cálidas superficiales se enfrían a medida que se alejan de los trópicos, y el agua se vuelve más densa y se hunde. El agua fría retrocede hacia el ecuador como una corriente de aguas profundas, impulsada por los cambios en la temperatura y en la densidad del agua, antes de volver a salir finalmente hacia la superficie. El agua del mar profundo tiene una temperatura entre −2 °C y 5 °C en todas partes del globo.
El agua de mar con una salinidad típica del 35 ‰ tiene un punto de congelación de aproximadamente −1,8 °C. Cuando su temperatura baja lo suficiente, se forman cristales de hielo en la superficie. Estos se rompen en pequeñas piezas y coalescen en discos planos que forman una suspensión gruesa conocida como frazil. En condiciones marinas tranquilas, este se congela en una delgada lámina plana conocida como nilas, que se espesa a medida que se forma hielo nuevo en su parte inferior. En mares más turbulentos, los cristales de frazil se unen en discos planos conocidos como panqueques. Estos se deslizan uno debajo del otro y coalencen para formar témpanos. En el proceso de congelación, el agua salada y el aire quedan atrapados entre los cristales de hielo. Las nilas puede tener una salinidad de 12−15 ‰, pero para cuando el hielo marino tiene un año, este cae a 4−6 ‰.
La cantidad de oxígeno que se encuentra en el agua de mar depende principalmente de las plantas que crecen en él. Estas son principalmente algas, incluido el fitoplancton, con algunas plantas vasculares como los pastos marinos. A la luz del día, la actividad fotosintética de estas plantas produce oxígeno, que se disuelve en el agua de mar y es utilizado por los animales marinos. Por la noche, la fotosíntesis se detiene y la cantidad de oxígeno disuelto disminuye. En las profundidades del mar, donde la luz penetra de forma insuficiente para que crezcan las plantas, hay muy poco oxígeno disuelto. En su ausencia, el material orgánico se descompone por bacterias anaeróbicas que producen sulfuro de hidrógeno. Es probable que el calentamiento global reduzca los niveles de oxígeno en las aguas superficiales, ya que la solubilidad del oxígeno en el agua cae a temperaturas más altas.. La cantidad de luz que penetra en el mar depende del ángulo del sol, de las condiciones climáticas y de la turbidez del agua. Mucha luz se refleja en la superficie, y la luz roja se absorbe en los primeros metros. La luz amarilla y verde alcanza mayores profundidades, y la luz azul y violeta puede penetrar hasta 1000 m. No hay suficiente luz para la fotosíntesis y el crecimiento de las plantas más allá de una profundidad de aproximadamente200 m.

### Olas

Cuando la ola entra en aguas poco profundas, se ralentiza y aumenta su amplitud (altura)

El viento que sopla sobre la superficie de un cuerpo de agua forma olas que son perpendiculares a la dirección del viento. La fricción entre el aire y el agua causada por una suave brisa en un estanque hace que se formen ondas. Un fuerte golpe sobre el océano provoca olas más grandes cuando el aire en movimiento empuja contra las crestas elevadas del agua. Las olas alcanzan su altura máxima cuando la velocidad a la que viajan casi coincide con la velocidad del viento. En aguas abiertas, cuando el viento sopla continuamente, como sucede en el hemisferio sur en los Rugientes Cuarentas, largas y organizadas masas de agua llamadas oleaje cruzan el océano. Si el viento disminuye, la formación de olas se reduce, pero las olas ya formadas continúan viajando en su dirección original hasta que se encuentran con la tierra. El tamaño de las olas depende del fetch, de la distancia que el viento ha soplado sobre el agua y de la fuerza y duración de ese viento. Cuando las olas se encuentran con otras que provienen de diferentes direcciones, la interferencia entre ambas puede producir mares rotos e irregulares. La interferencia constructiva puede causar olas individuales vagabundas o gigantes (inesperadas) mucho más altas de lo normal. La mayoría de esas olas tienen menos de 3 m de altura aunque no es inusual que en fuertes tormentas dupliquen o tripliquen esa altura; la construcción en alta mar, como en los parques eólicos y las plataformas petrolíferas, utilizan estadísticas meteocéanicas (abreviatura silábica de meteorología y oceanografía) a partir de mediciones para calcular las fuerzas de esas olas (debido, por ejemplo, a la ola de cien años) contra las que están diseñadas. Sin embargo, se han documentado olas vagabundas de alturas superiores a los 25 m.
La parte superior de una ola se conoce como la cresta, el punto más bajo entre las olas es el valle y la distancia entre las crestas es la longitud de onda. El viento empuja la ola a través de la superficie del mar, pero esto representa una transferencia de energía y no un movimiento horizontal del agua. A medida que las olas se acercan a la tierra y se mueven en aguas poco profundas, cambian su comportamiento. Si se acerca en ángulo, las olas pueden doblarse (refracción) o envolver rocas y promontorios (difracción). Cuando la ola alcanza un punto donde sus oscilaciones más profundas del agua entran en contacto con el fondo marino, comienzan a disminuir. Esto atrae las crestas más juntas y aumenta la altura de las olas, lo que se conoce como asomeramiento. Cuando la relación entre la altura de la ola y la profundidad del agua aumenta por encima de un cierto límite, se "rompe" y cae en una masa de agua espumosa. Esta se precipita en una hoja por la playa antes de retirarse en el mar bajo la influencia de la gravedad.

### Tsunami
Un tsunami es una forma inusual de ola causada por un evento poderoso poco frecuente, como un terremoto submarino, un deslizamiento de tierra, el impacto de un meteorito, una erupción volcánica o un colapso de tierra en el mar. Estos eventos pueden elevar o bajar temporalmente la superficie del mar en el área afectada, generalmente unos pocos pies. La energía potencial del agua de mar desplazada se convierte en energía cinética, creando una ola poco profunda, un tsunami, que irradia hacia afuera a una velocidad proporcional a la raíz cuadrada de la profundidad del agua y que, por lo tanto, viaja mucho más rápido en el océano abierto que en el océano sobre la placa continental. En el mar abierto, los tsunamis tienen longitudes de onda de alrededor de 130−480 km, viajan a velocidades de más de 970 km/h y generalmente tienen una altura de menos de 1 m, por lo que a menudo pasan desapercibidos en esa etapa. En contraste, las olas de la superficie del océano causadas por los vientos tienen longitudes de onda de unos pocos cientos de metros, viajan a hasta 105 km/h y tienen hasta 14 m de altura.
Un evento desencadenante en la plataforma continental puede causar un tsunami local en el lado terrestre y un tsunami distante que viaja a través del océano. La energía de la ola se disipa solo gradualmente, pero se extiende sobre el frente de la ola, de modo que a medida que la ola se aleja de la fuente, el frente se alarga y la energía promedio se reduce, por lo que las costas distantes, en promedio, serán golpeadas por olas más débiles Sin embargo, como la velocidad de la ola está controlada por la profundidad del agua, no viaja a la misma velocidad en todas las direcciones, y eso afecta a la dirección del frente de la ola —un efecto conocido como refracción— que puede enfocar la fuerza del avance del tsunami en algunas áreas y debilitarlo en otras según sea la topografía submarina.

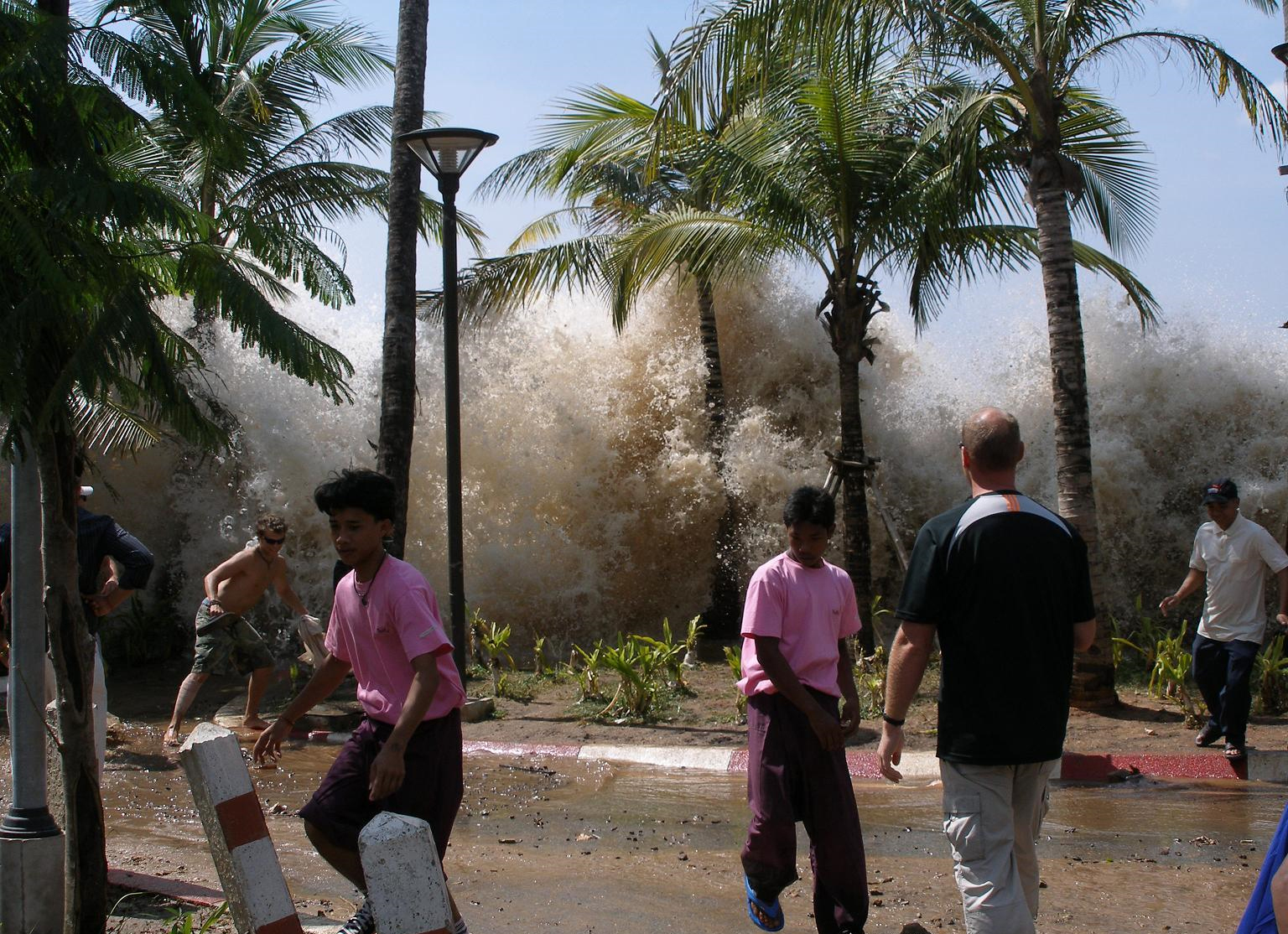
El tsunami de 2004 en Tailandia

A medida que un tsunami se mueve hacia aguas poco profundas, su velocidad disminuye, su longitud de onda se acorta y su amplitud aumenta enormemente, comportándose de la misma manera que una ola generada por el viento en aguas poco profundas, pero a una escala mucho mayor. Tanto el sumidero como la cresta de un tsunami pueden llegar primero a la costa. En el primer caso, el mar retrocede y deja expuestas las áreas submareales cercanas a la costa, lo que proporciona una advertencia útil para las personas en tierra. Cuando llega la cresta, generalmente no se rompe sino que se precipita tierra adentro, inundando todo a su paso. Gran parte de la destrucción puede ser causada por el agua de la inundación que regresa al mar después del tsunami, arrastrando escombros y personas con ella. A menudo, varios tsunamis son causados por un solo evento geológico y llegan a intervalos de entre ocho minutos y dos horas. La primera ola en llegar a la costa puede no ser la más grande ni la más destructiva. Ocasionalmente, un tsunami puede transformarse en un macareo, generalmente en una bahía poco profunda o en un estuario.

### Corrientes

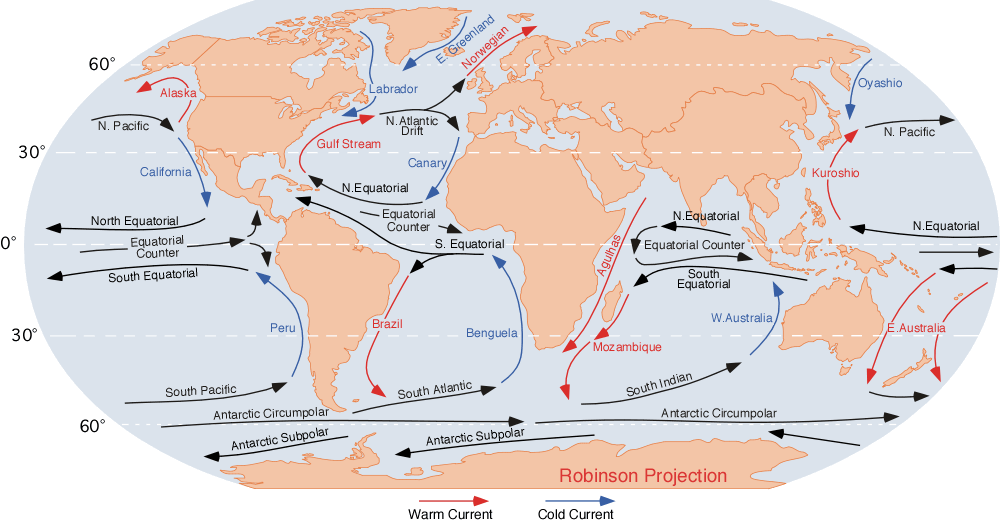
Corrientes superficiales: rojo-cálido, azul-frío

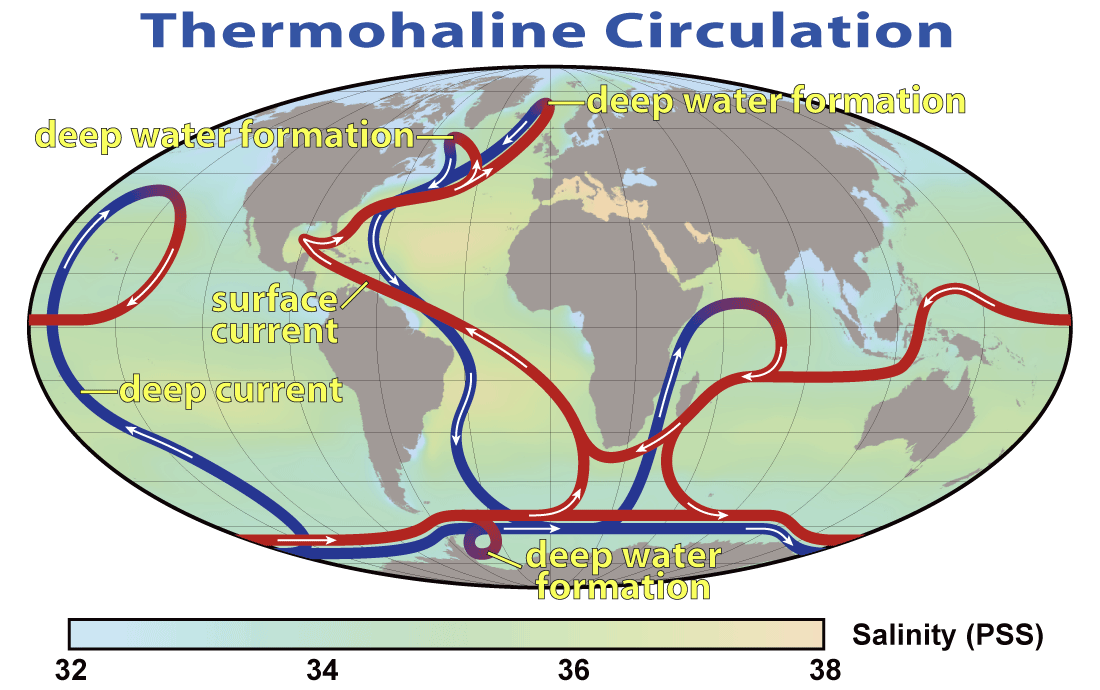
La cinta transportadora global se muestra en azul, con las corrientes superficiales más cálidas en rojo

El viento que sopla sobre la superficie del mar causa fricción en la interfaz entre el aire y el mar. Esto no solo hace que se formen olas, sino que también hace que el agua de mar superficial se mueva en la misma dirección que el viento. Aunque los vientos son variables, en cualquier lugar soplan predominantemente desde una única dirección y, por lo tanto, se puede formar una corriente superficial. Los vientos del oeste son más frecuentes en las latitudes medias, mientras que los vientos del este dominan en los trópicos. Cuando el agua se mueve de esta manera, otra agua fluye para llenar el vacío y se forma un movimiento circular de corrientes superficiales conocido como giro oceánico. Hay cinco giros principales en los océanos del mundo: dos en el Pacífico, dos en el Atlántico y uno en el océano Índico. Otros giros más pequeños se encuentran en mares menores y un solo giro fluye alrededor de la Antártida. Estos giros han seguido las mismas rutas durante milenios, guiados por la topografía de la tierra, la dirección del viento y el efecto Coriolis. Las corrientes superficiales fluyen en sentido horario en el hemisferio norte y en sentido antihorario en el hemisferio sur. El agua que se aleja del ecuador es cálida, y la que fluye en la dirección inversa ha perdido la mayor parte de su calor. Estas corrientes tienden a moderar el clima de la Tierra, enfriando la región ecuatorial y calentando regiones en latitudes más altas. El clima global y los pronósticos del tiempo se ven fuertemente afectados por el océano mundial, por lo que el modelado climático global utiliza modelos de circulación oceánica, así como modelos de otros componentes importantes como la atmósfera, las superficies terrestres, los aerosoles y el hielo marino. Los modelos oceánicos utilizan una rama de la física, la dinámica de fluidos geofísicos, que describe el flujo a gran escala de fluidos como el agua de mar.
Las corrientes superficiales solo afectan a los primeros cientos de metros superiores del mar, pero también hay flujos a gran escala en las profundidades del océano causados por el movimiento de las masas de aguas profundas. Una corriente principal del océano profundo fluye a través de todos los océanos del mundo y se conoce como circulación termohalina o cinta transportadora global. Este movimiento es lento y está impulsado por diferencias en la densidad del agua causadas por variaciones en la salinidad y en la temperatura. En latitudes altas, el agua se enfría por la baja temperatura atmosférica y se vuelve más salada a medida que el hielo marino se cristaliza. Ambos factores la hacen más densa y el agua se hunde. Desde las profundidades del mar, cerca de Groenlandia, esa agua fluye hacia el sur entre las masas continentales a ambos lados del Atlántico. Cuando llega a la Antártida, se le unen más masas de agua fría que se hunde y fluye hacia el este. Luego se divide en dos corrientes que se mueven hacia el norte en los océanos Índico y Pacífico. Aquí se calienta gradualmente, se vuelve menos densa, se eleva hacia la superficie y se enrolla sobre sí mismo. Algunos vuelven al Atlántico. Se necesitan mil años para completar este patrón de circulación.
Además de los giros, hay corrientes superficiales temporales que ocurren bajo condiciones específicas. Cuando las olas se encuentran con una costa en ángulo, se crea una deriva litoral a medida que el agua es empujada paralelamente a la costa. El agua se arremolina en la playa en ángulo recto con las olas que se aproximan, pero se drena directamente por la pendiente bajo el efecto de la gravedad. Cuanto más grandes sean las olas, más largas las playas y más oblicuo el acercamiento de la ola, más fuertes serán la corrientes de la costa. Estas corrientes pueden desplazar grandes volúmenes de arena o de guijarros, crear cordones litorales y hacer que las playas desaparezcan y los canales de agua se llenen de sedimentos. Una corriente de resaca puede ocurrir cuando el agua se acumula cerca de la costa de las olas que avanzan y se canaliza hacia el mar a través de un canal en el fondo del mar. Puede ocurrir en una brecha en un banco de arena o cerca de una estructura hecha por el hombre, como un espigón. Estas fuertes corrientes pueden tener una velocidad de 0,9 m/s, pueden formarse en diferentes lugares en diferentes etapas de la marea y pueden llevarse a bañistas desprevenidos. Las corrientes temporales de surgencia ocurren cuando el viento empuja el agua fuera de la tierra y el agua más profunda sube para reemplazarla. Esta agua fría a menudo es rica en nutrientes y crea una floración de fitoplancton y un gran aumento en la productividad del mar.

### Mareas

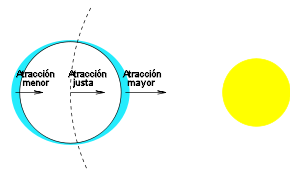
La fuerza de atracción asociada a la órbita y al período solamente se ejerce sobre puntos situados a la misma distancia que el centro de masas. Las zonas más lejanas están menos atraídas y las más cercanas lo están más.

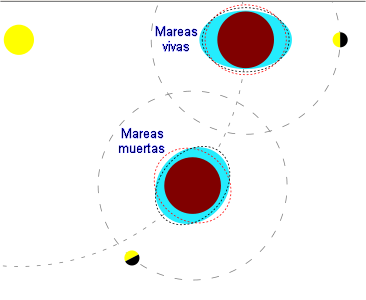
Cuando la Luna y el Sol están alineados, los elipsoides (en punteado) se refuerzan y las mareas son más grandes. Cuando la Luna está en cuadratura con el Sol, los elipsoides se cancelan parcialmente y las mareas son pequeñas.

Las mareas son el aumento y la caída regulares del nivel del agua que experimentan los mares y los océanos en respuesta a las influencias gravitacionales de la Luna y del Sol, y de los efectos de la rotación de la Tierra. Durante cada ciclo de marea, en cualquier lugar dado, el agua sube a una altura máxima conocida como "marea alta o pleamar" antes de disminuir nuevamente al nivel mínimo de "marea baja o bajamar". A medida que el agua retrocede, descubre más y más de la playa, también conocida como la zona intermareal. La diferencia de altura entre la pleamar y la bajamar se conoce como rango o amplitud de marea.
La mayoría de los lugares experimentan dos mareas altas cada día, que ocurren a intervalos de aproximadamente 12 horas y 25 minutos. Este tiempo es la mitad del período de 24 horas y 50 minutos que le lleva a la Tierra hacer una revolución completa y devolver la Luna a su posición anterior en relación con un observador. La masa de la Luna es unos 27 millones de veces más pequeña que el Sol, pero está 400 veces más cerca de la Tierra. La fuerza de la marea disminuye rápidamente con la distancia, por lo que la luna tiene un efecto sobre la marea más del doble que el del Sol. Se forma una protuberancia en el océano en el lugar donde la Tierra está más cerca de la Luna, porque también es donde el efecto de la gravedad de la Luna es más fuerte. En el lado opuesto de la Tierra, la fuerza lunar está en su punto más débil y esto hace que se forme otro bulto. A medida que la Luna gira alrededor de la Tierra, esos bultos oceánicos se mueven alrededor de la Tierra. La atracción gravitacional del Sol también está trabajando en los mares, pero su efecto en las mareas es menos poderoso que el de la Luna, pero cuando el Sol, la Luna y la Tierra están alineados (luna llena y luna nueva), el efecto combinado resulta en las altas "mareas vivas". Por el contrario, cuando el Sol está a 90° de la Luna como se ve desde la Tierra, el efecto gravitacional combinado en las mareas es menos fuerte, causante de las "mareas bajas" más bajas.
Los flujos de marea de agua de mar son resistidos por la inercia del agua y pueden verse afectados por las masas de tierra. En lugares como el golfo de México, donde las tierras que lo delimitan constriñen el movimiento de las protuberancias, solo puede ocurrir un conjunto de mareas cada día. En la costa de una isla puede haber un ciclo diario complejo con cuatro mareas altas. Los estrechos de las islas en Chalkis en Eubea experimentan fuertes corrientes que cambian abruptamente de dirección, generalmente cuatro veces al día, pero hasta 12 veces al día cuando la luna y el sol están separados 90 grados. Donde hay una bahía o estuario en forma de embudo, el rango de marea puede ampliarse. La bahía de Fundy es el ejemplo clásico de esto y puede experimentar mareas de primavera de 15 m. Aunque las mareas son regulares y predecibles, la altura de las mareas altas puede reducirse con los vientos marinos y elevarse con los vientos terrestres. La alta presión en el centro de un anticiclón empuja hacia abajo del agua y se asocia con mareas anormalmente bajas, mientras que las áreas de baja presión pueden causar mareas extremadamente altas. Una tormenta puede ocurrir cuando los fuertes vientos acumulan agua contra la costa en un área poco profunda y esto, junto con un sistema de bajas presiones, puede elevar la superficie del mar con marea alta dramáticamente. En 1900, Galveston, Texas, experimentó una oleada de 5 m durante un huracán que arrasó la ciudad, matando a más de 3500 personas y destruyendo 3636 hogares.

### Cuencas oceánicas

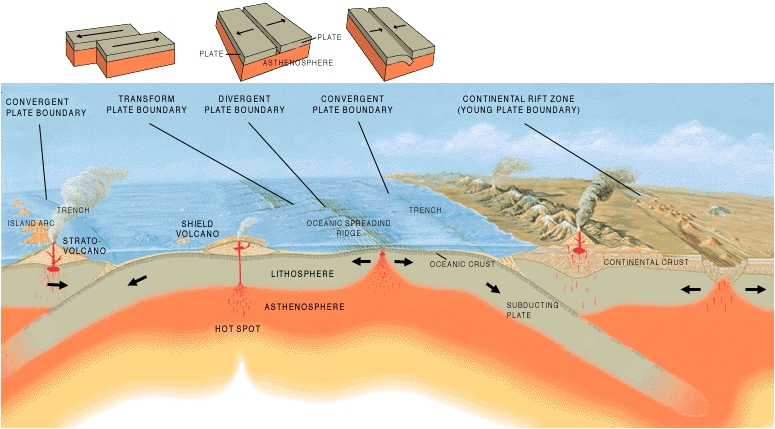
Tres tipos de límite de placa

La Tierra está compuesta por un núcleo central magnético, un manto en su mayoría líquido y una pesada capa externa rígida (o litosfera), que se compone de la corteza rocosa de la Tierra y de la capa externa más profunda y sólida del manto. En las partes donde no hay agua, en tierra, la corteza se conoce como corteza continental, mientras que bajo el mar se conoce como corteza oceánica. Esta última está compuesta de basalto relativamente denso y tiene un grosor de unos cinco a diez kilómetros. La litosfera relativamente delgada flota sobre el manto más débil y más caliente debajo y se fractura en varias placas tectónicas. En medio del océano, el magma está siendo empujado constantemente a través del lecho marino entre las placas adyacentes para formar las dorsales mediooceánicas y aquí las corrientes de convección dentro del manto tienden a separar las dos placas. Paralelamente a estas dorsales y más cerca de las costas, una placa oceánica puede deslizarse debajo de otra placa oceánica en un proceso conocido como subducción. Aquí se forman profundas fosas y el proceso se acompaña de fricción a medida que las placas se trituran juntas. El movimiento continúa en sacudidas que causan terremotos, produce calor y el magma se ve forzado a crear montes submarinos, algunas de las cuales pueden formar cadenas de islas volcánicas cerca de las fosas profundas. Cerca de algunos de los límites entre la tierra y el mar, las placas oceánicas ligeramente más densas se deslizan debajo de las placas continentales y se forman más fosas de subducción. A medida que se juntan, las placas continentales se deforman y se doblan causando la elevación de montañas y la actividad sísmica.
La fosa más profunda de la Tierra es la fosa de las Marianas, que se extiende por unos 2500 km a través del fondo del mar. Está cerca de las islas Marianas, un archipiélago volcánico en el Pacífico occidental, y aunque tiene un promedio de solo 68 km de ancho, su punto más profundo está a 10 994 km debajo de la superficie del mar. Una fosa aún más larga corre a lo largo de la costa de Perú y Chile, alcanzando una profundidad de 8065 m y extendiéndose aproximadamente 5900 km. Ocurre donde la placa oceánica de Nazca se desliza bajo la placa continental de América del Sur y está asociada con el empuje y la actividad volcánica de los Andes.

### Costas

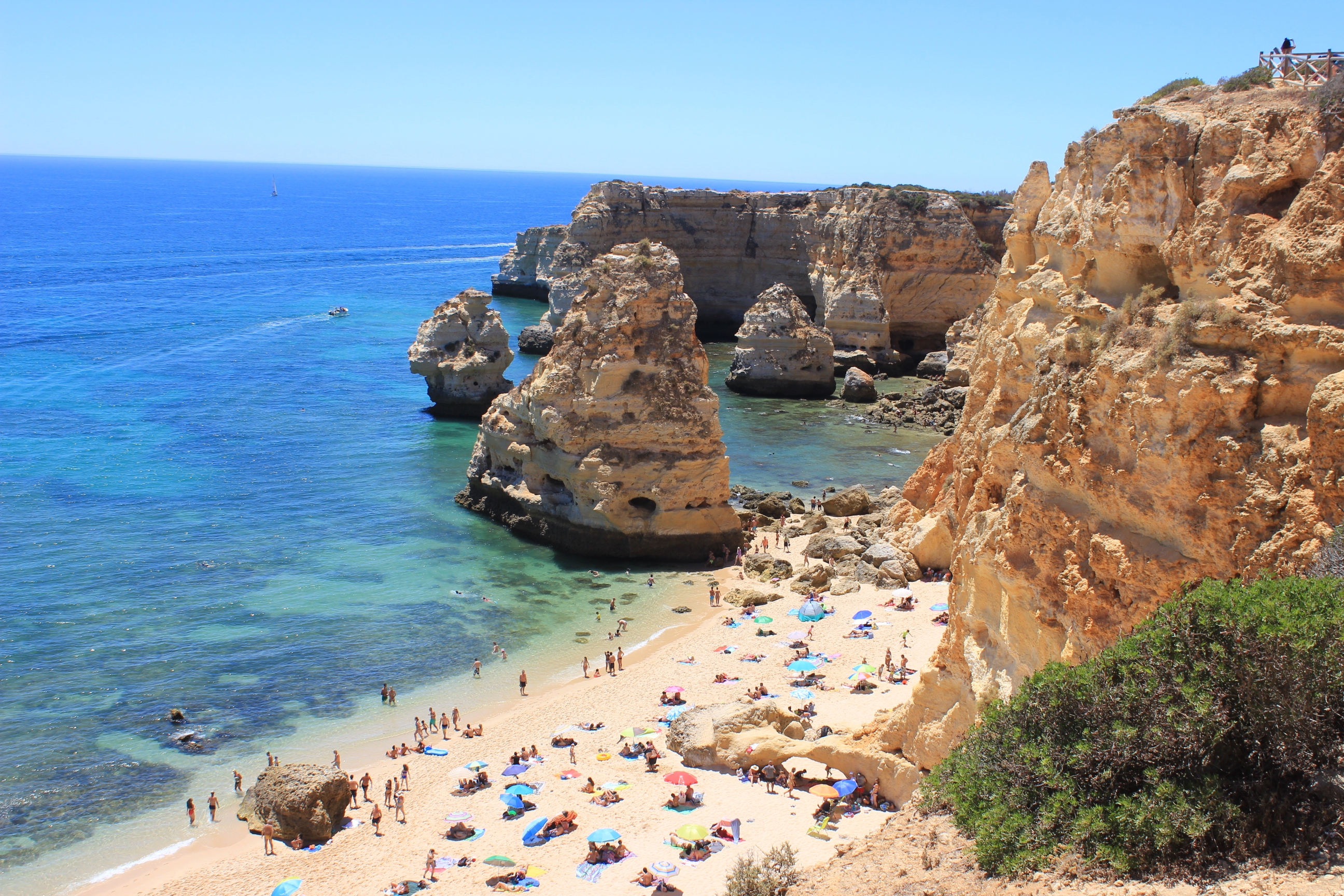
Praia da Marinha en el Algarve, Portugal

La zona donde la tierra se encuentra con el mar se conoce como la costa y la parte entre las mareas de primavera más bajas y el límite superior alcanzado por las olas es la orilla. Una playa es la acumulación de arena o de guijarros en la orilla. Un promontorio es un punto de tierra que se adentra en el mar y un promontorio más grande se conoce como un cabo La hendidura de una costa, especialmente entre dos promontorios, es una bahía, una pequeña bahía con una entrada estrecha es una ensenada y una gran bahía se puede denominar golfo. Las líneas de costa están influenciadas por una serie de factores que incluyen la fuerza de las olas que llegan a la costa, el gradiente del margen terrestre, la composición y la dureza de la roca costera, la inclinación de la pendiente de la costa y los cambios del nivel de la tierra debido a la elevación o la inmersión locales. Normalmente, las olas circulan hacia la orilla a una velocidad de seis a ocho por minuto y se conocen como olas constructivas, ya que tienden a mover el material hacia la playa y tienen poco efecto erosivo. Las olas de tormenta llegan a la costa en rápida sucesión y se conocen como olas destructivas ya que el rebalaje —reflujo y escurrimiento— mueve el material de la playa hacia el mar. Bajo su influencia, la arena y los guijarros en la playa se trituran y desgastan. Alrededor de la marea alta, el poder de una ola de tormenta que impacta en el pie de un acantilado tiene un efecto devastador, ya que el aire en las grietas y fisuras se comprime y luego se expande rápidamente con la liberación de presión. Al mismo tiempo, la arena y los guijarros tienen un efecto erosivo al ser arrojados contra las rocas. Esto tiende a socavar el acantilado, y los procesos de meteorización normales como la acción de las heladas siguen, causando una mayor destrucción. Gradualmente, se desarrolla una plataforma de corte de olas al pie del acantilado y esto tiene un efecto protector, reduciendo aún más la erosión de las olas.
El material usado desde los márgenes de la tierra finalmente termina en el mar. Aquí está sujeto a atrición debido a que las corrientes que fluyen paralelas a la costa recorren los canales y transportan arena y guijarros lejos de su lugar de origen. Los sedimentos transportados al mar por los ríos se depositan en el lecho marino y hacen que se formen deltas en los estuarios. Todos esos materiales se mueven de un lado a otro bajo la influencia de las olas, las mareas y las corrientes. El dragado elimina material y profundiza los canales, pero puede tener efectos inesperados en otras partes de la costa. Los gobiernos hacen esfuerzos para evitar la inundación de la tierra mediante la construcción de rompeolas, diques marinos y otras defensas contra el mar. Por ejemplo, la barrera del Támesis está diseñada para proteger a la ciudad de Londres de una marejada ciclónica, mientras que el fracaso de los diques y diques alrededor de Nueva Orleans durante el huracán Katrina causó una crisis humanitaria en los Estados Unidos. La recuperación de tierras en Hong Kong también permitió la construcción del Aeropuerto Internacional de Hong Kong mediante la nivelación y expansión de dos islas más pequeñas.

### Nivel del mar

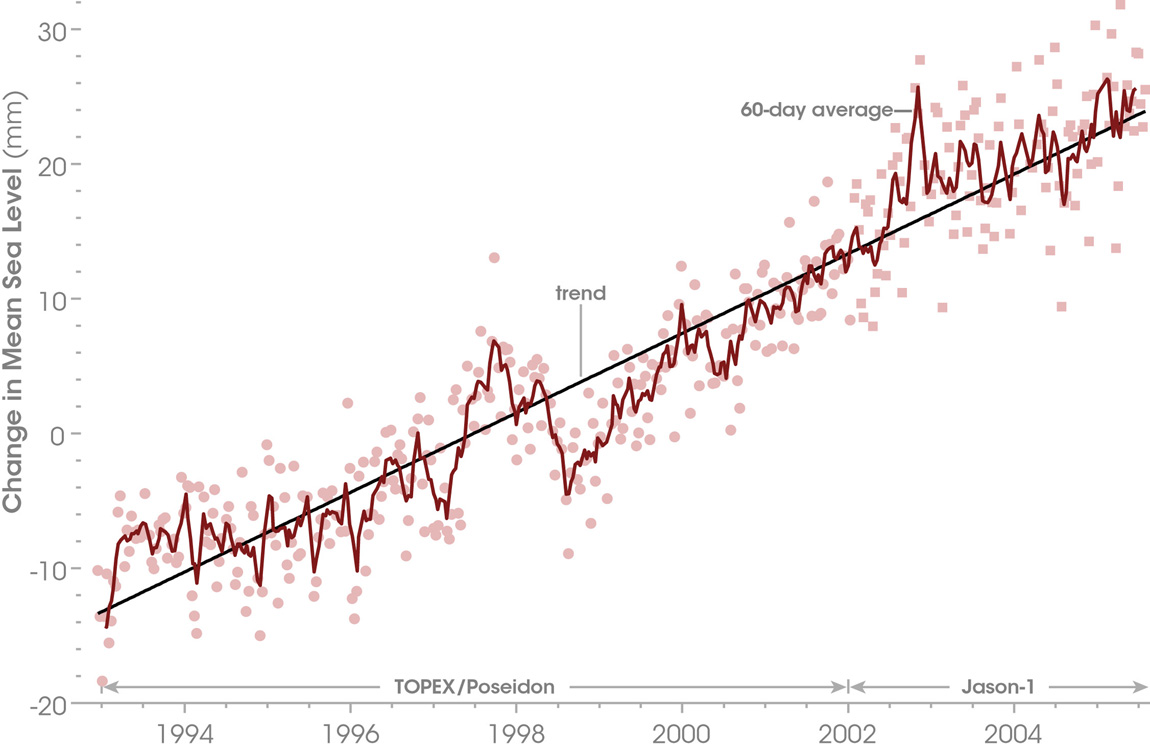
Mediciones de satélite del nivel del mar

Durante la mayor parte del tiempo geológico, el nivel del mar ha estado más alto de lo que está hoy. El principal factor que afecta al nivel del mar a lo largo del tiempo es el resultado de los cambios en la corteza oceánica, con una tendencia descendente que se espera que continúe a muy largo plazo. En el último máximo glacial, hace unos 20 000 años, el nivel del mar estaba 120 m por debajo de su nivel actual. Durante al menos los últimos 100 años, el nivel del mar ha aumentado a una tasa promedio de aproximadamente 1,8 mmpor año. La mayor parte de este aumento se puede atribuir a un aumento en la temperatura del mar y a la ligera expansión térmica resultante de los 500 m superiores de agua. Contribuciones adicionales, hasta una cuarta parte del total, provienen de las fuentes de agua sobre la tierra, como el derretimiento de la nieve y de los glaciares y la extracción de agua subterránea para riego y otras necesidades agrícolas y humanas. Se espera que la tendencia al alza del calentamiento global continúe al menos hasta el final del siglo XXI.

### Ciclo del agua

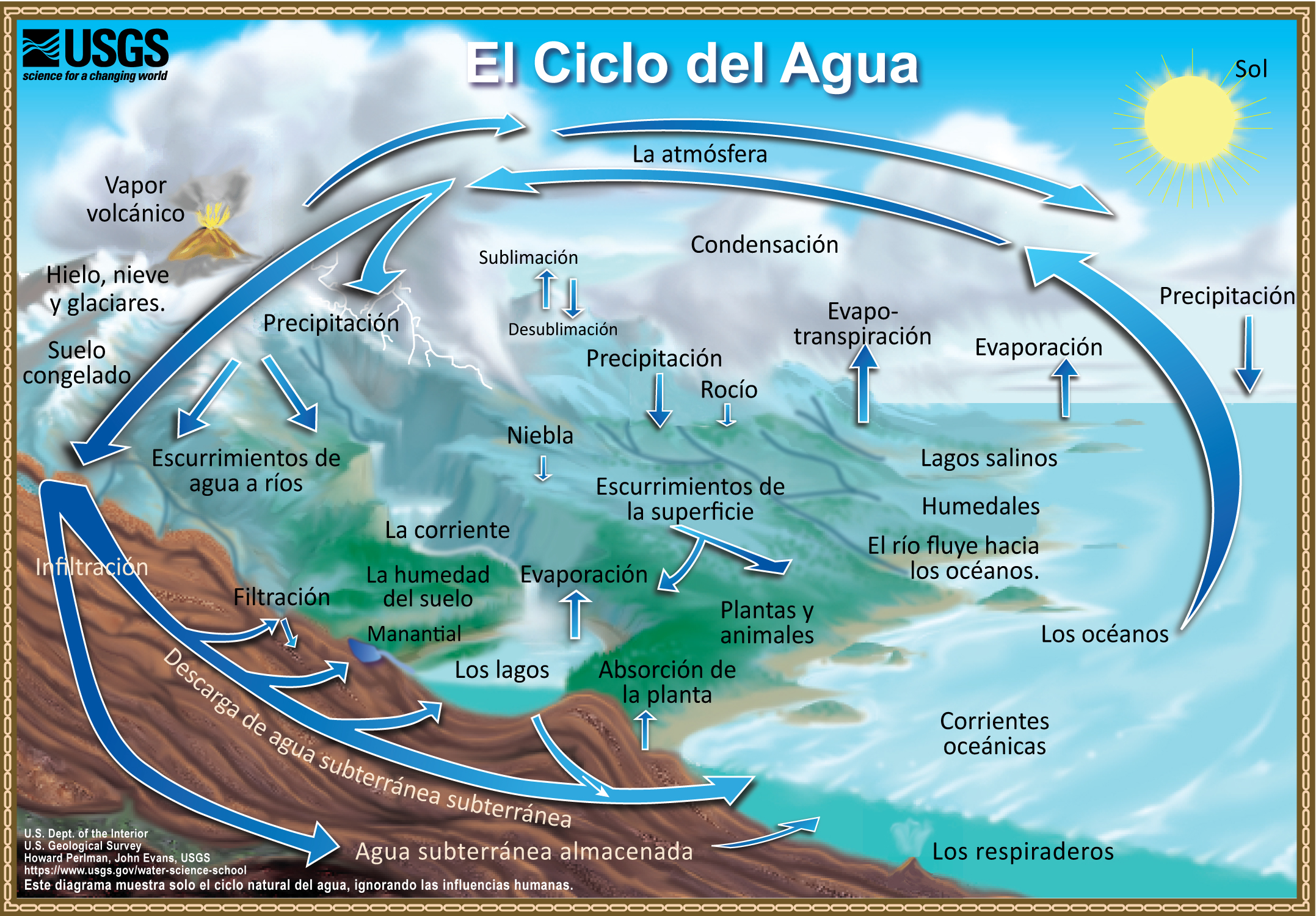
Ciclo del agua; fuente: USGS

El mar desempeña un papel en el ciclo hidrológico o del agua, en el que el agua se evapora del océano, viaja a través de la atmósfera en forma de vapor, se condensa, cae como lluvia o nieve, manteniendo así la vida en tierra y en gran medida regresa al mar.Incluso en el desierto de Atacama, donde cae muy poca lluvia, densas nubes de niebla conocidas como la camanchaca soplan desde el mar y sostienen la vida vegetal.
En Asia central y otras grandes masas de tierra, hay cuencas endorreicas que no tienen salida al mar, separadas del océano por montañas u otros accidentes geológicos naturales que impiden que el agua drene. El mar Caspio es el mayor de ellos. Su afluencia principal proviene del río Volga, no hay flujo de salida y la evaporación del agua lo hace salino a medida que se acumulan los minerales disueltos. El mar de Aral, en Kazajistán y Uzbekistán, y el lago Pyramid, en el oeste de los Estados Unidos, son otros ejemplos de grandes cuerpos de agua salina interiores sin drenaje. Algunos lagos endorreicos son menos salados, pero todos son sensibles a las variaciones en la calidad del agua entrante.

### Ciclo del carbono

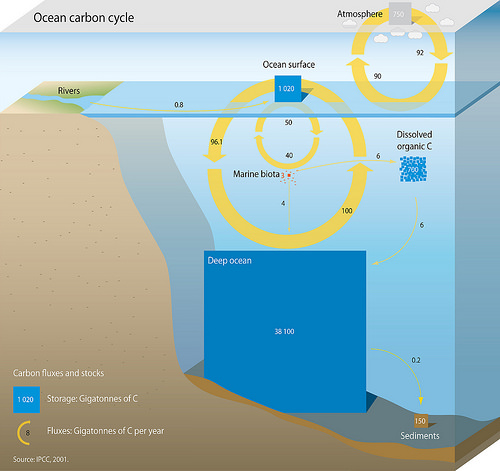
Ciclo oceánico del carbono; fuente: IPCC

Los océanos contienen la mayor cantidad de carbono de ciclo activo en el mundo y solo son superados por la litosfera en la cantidad de carbono que almacenan. La capa superficial de los océanos contiene grandes cantidades de carbono orgánico disuelto que se intercambia rápidamente con la atmósfera. La concentración de carbono inorgánico disuelto en las capas profundas es aproximadamente un 15% más alta que la de la capa superficial y permanece allí durante períodos de tiempo mucho más largos. La circulación termohalina intercambia carbono entre estas dos capas.
El carbono ingresa en el océano a medida que el dióxido de carbono atmosférico se disuelve en las capas superficiales y se convierte en ácido carbónico, carbonato y bicarbonato:
CO2(gas)  CO2(aq)
CO2(aq) + H2O  H2CO3
H2CO3  HCO3− + H+
HCO3−  CO32− + 2 H+
También puede ingresar a través de los ríos como carbono orgánico disuelto y es convertido por los organismos fotosintéticos en carbono orgánico. Este puede intercambiarse a lo largo de la cadena alimentaria o precipitarse en las capas más profundas y ricas en carbono como tejido blando muerto o en conchas y huesos como carbonato de calcio. Circula en esta capa durante largos períodos de tiempo antes de depositarse como sedimento o regresar a las aguas superficiales a través de la circulación termohalina.

### Acidificación

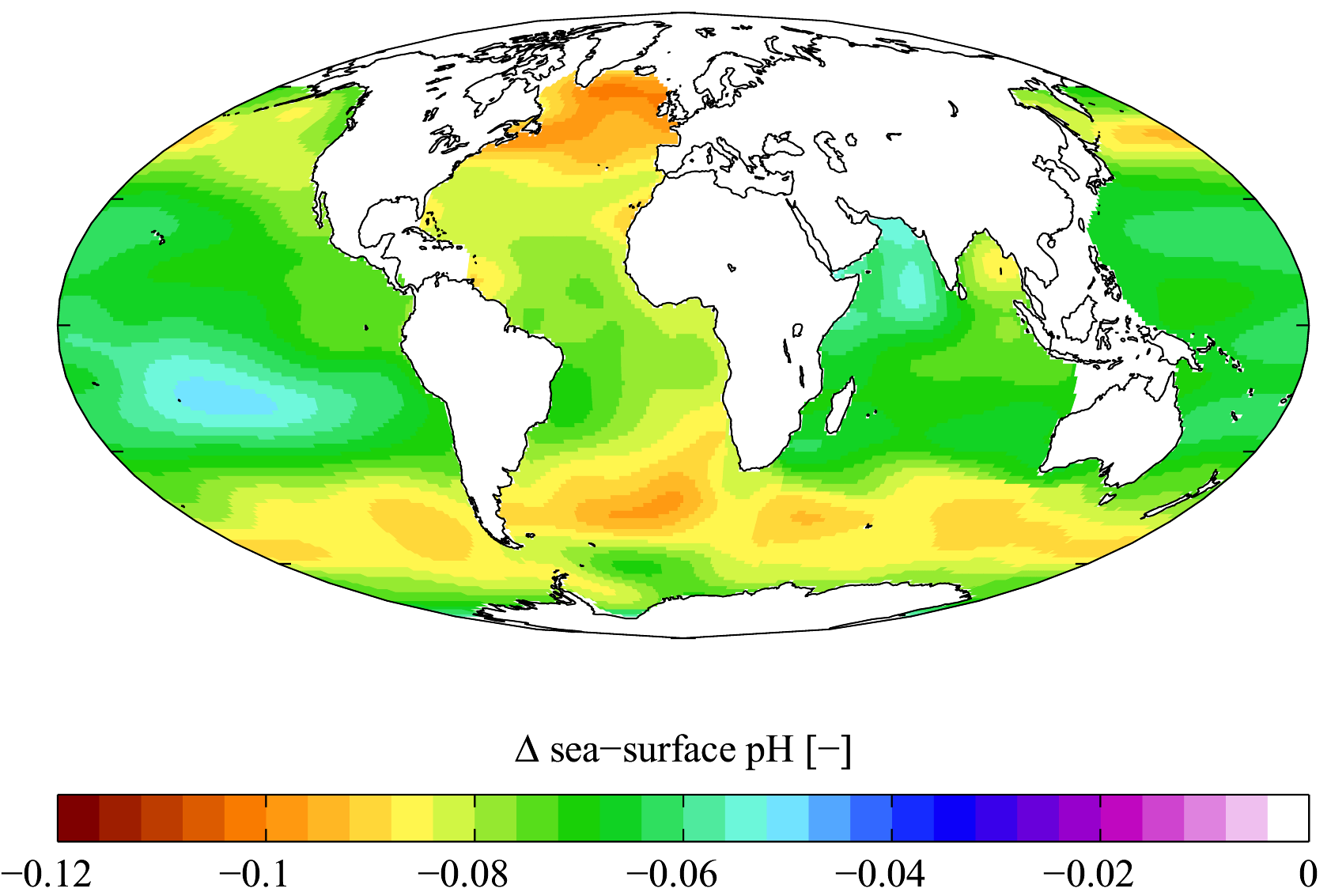
Variación del pH en la superficie de los océanos provocado por el de origen antrópico entre los años 1700 y los años 1990

El agua de mar es ligeramente alcalina y tuvo un pH promedio de aproximadamente 8.2 en los últimos 300 millones de años. Más recientemente, las actividades antropogénicas han aumentado constantemente el contenido de dióxido de carbono de la atmósfera; Los océanos absorben alrededor del 30-40% del CO2 agregado, formando ácido carbónico y bajando el pH (ahora por debajo de 8.1) a través de un proceso llamado acidificación oceánica. Se espera que el pH alcance 7,7 (lo que representa un aumento de 3 veces en la concentración de iones de hidrógeno) para el año 2100, que es un cambio significativo en un siglo.
Un elemento importante para la formación de material esquelético en los animales marinos es el calcio, pero el carbonato de calcio se vuelve más soluble con la presión, por lo que los depósitos y esqueletos de carbonato se disuelven por debajo de su profundidad de compensación. El carbonato de calcio también se vuelve más soluble con un pH más bajo, por lo que es probable que la acidificación del océano tenga efectos profundos en los organismos marinos con conchas calcáreas, como las ostras, almejas, erizos de mar y corales, debido a que su capacidad para formar conchas se reducirá, y la profundidad de compensación del carbonato se elevará más cerca de la superficie del mar. Los organismos planctónicos afectados incluirán a los moluscos en forma de caracol conocidos como pterópodos y a las algas unicelulares llamadas coccolitofóridos y foraminíferos. Todos estos son partes importantes de la cadena alimentaria y una disminución en su número tendrá consecuencias significativas. En las regiones tropicales, es probable que los corales se vean gravemente afectados, ya que se hace más difícil construir sus esqueletos de carbonato de calcio, que a su vez afectan negativamente a otros habitantes de los arrecifes.
La tasa actual de cambio en la química del océano parece no tener precedentes en la historia geológica de la Tierra, por lo que no está claro cómo de bien podrán adaptarse los ecosistemas marinos a las condiciones cambiantes del futuro cercano. De particular preocupación es la forma en que la combinación de acidificación con los estresores adicionales esperados de temperaturas más altas y niveles de oxígeno más bajos impactarán en los mares.

## Vida en el mar

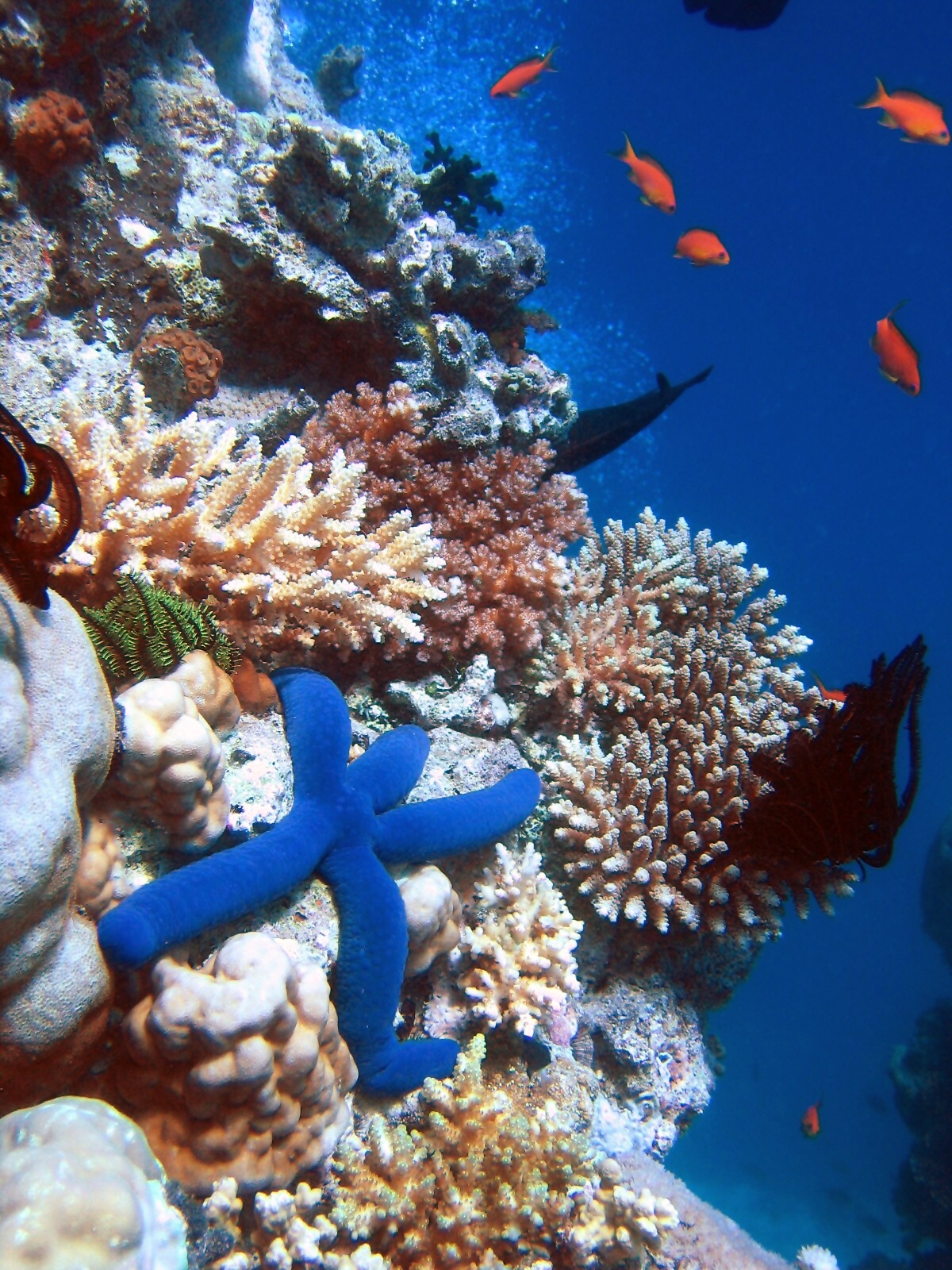
Los arrecifes de coral están entre los hábitats más biodiversos en el mundo.

Los océanos albergan una colección diversa de formas de vida que lo utilizan como hábitat. Dado que la luz solar ilumina solo las capas superiores, la mayor parte del océano está en la oscuridad permanente. Como las diferentes zonas de profundidad y de temperatura proporcionan hábitat para un conjunto único de especies, el entorno marino en su conjunto abarca una inmensa diversidad de vida. Los hábitats marinos varían desde las aguas superficiales hasta las fosas oceánicas más profundas, incluidos los arrecifes de coral, los bosques de algas, las praderas marinas, los pozas de marea, fondos marinos fangosos, arenosos y rocosos, y la zona pelágica abierta. Los organismos que viven en el mar varían desde ballenas de 30 metros de largo hasta fitoplancton y zooplancton microscópicos, hongos y bacterias y virus, incluidos bacteriófagos marinos recientemente descubiertos que viven como parásitos dentro de las bacterias. La vida marina juega un papel importante en el ciclo del carbono, ya que los organismos fotosintéticos convierten el dióxido de carbono disuelto en carbono orgánico y esto es económicamente importante para los humanos al proporcionar pescado para su uso como alimento.: 204–229 
La vida puede haberse originado en el mar y todos los principales grupos de animales están representados allí. Los científicos difieren en cuanto a dónde surgió la vida en el mar: el temprano experimento de Miller y Urey sugería una sopa química diluida en aguas abiertas, pero las evidencias más recientes apuntan a las aguas termales volcánicas, a los sedimentos de arcilla de grano fino o a las fumarolas negras de aguas profundas, todos ellos ambientes que habrían proporcionado protección contra la radiación ultravioleta dañina que no era bloqueada por la atmósfera de la Tierra primitiva.

### Hábitats marinos
Los hábitats marinos se pueden dividir:
- horizontalmente, en hábitats costeros y de océano abierto. Los hábitats costeros se extienden desde la costa hasta el borde de la plataforma continental. La mayor parte de la vida marina se encuentra en los hábitats costeros, a pesar de que el área de la plataforma ocupa solo el 7% del área total del océano. Los hábitats de océano abierto se encuentran en el océano profundo, más allá del borde de la plataforma continental.

- verticalmente, en hábitats pelágicos (aguas abiertas), demersales (justo por encima del fondo marino) y bentónicos (fondo marino).

- latitudinalmente, desde los mares polares con plataformas de hielo, hielo marino e icebergs, hasta las aguas templadas y tropicales.[Stow 8]

Los arrecifes de coral, los llamados «bosques tropicales del mar», ocupan menos del 0.1% de la superficie oceánica del mundo, pero sus ecosistemas incluyen el 25% de todas las especies marinas. Los más conocidos son los arrecifes de coral tropicales como la Gran Barrera de Coral de Australia, pero los arrecifes de agua fría albergan una amplia gama de especies, incluidos los corales (solo seis de los cuales contribuyen a la formación de arrecifes).

### Algas y plantas
Los productores primarios marinos —plantas y organismos microscópicos en el plancton— están ampliamente extendidos y son esenciales para el ecosistema. Se ha estimado que la mitad del oxígeno del mundo es producido por el fitoplancton y alrededor del 45% de la producción primaria de material vivo del mar es aportada por las diatomeas. Las algas mucho mayores, comúnmente conocidas como macroalgas, son importantes a nivel local; Sargassum forma derivas flotantes, mientras que el kelp forma bosques de fondos marinos.: 246–255  Las plantas con flores en forma de pastos marinos crecen en "praderas" en aguas poco profundas arenosas, los manglares se alinean en la costa en las regiones tropicales y subtropicales y las plantas tolerantes a la sal prosperan en las marismas salinas regularmente inundadas. Todos estos hábitats son capaces de secuestrar grandes cantidades de carbono y mantener un rango biodiverso de vida animal cada vez más grande.
La luz solo puede penetrar en los 200 m superiores, por lo que esa es la única parte del mar donde pueden crecer las plantas. Las capas superficiales a menudo son deficientes en compuestos de nitrógeno biológicamente activos. El ciclo del nitrógeno marino consiste en transformaciones microbianas complejas que incluyen la fijación de nitrógeno, su asimilación, la nitrificación, anammox y desnitrificación. Algunos de estos procesos tienen lugar en aguas profundas, de modo que donde hay una corriente de aguas frías, y también cerca de los estuarios donde hay nutrientes de origen terrestre, el crecimiento de las plantas es mayor. Esto significa que las áreas más productivas, ricas en plancton y, por lo tanto, también en peces, son principalmente costeras.

### Animales y otra vida marina

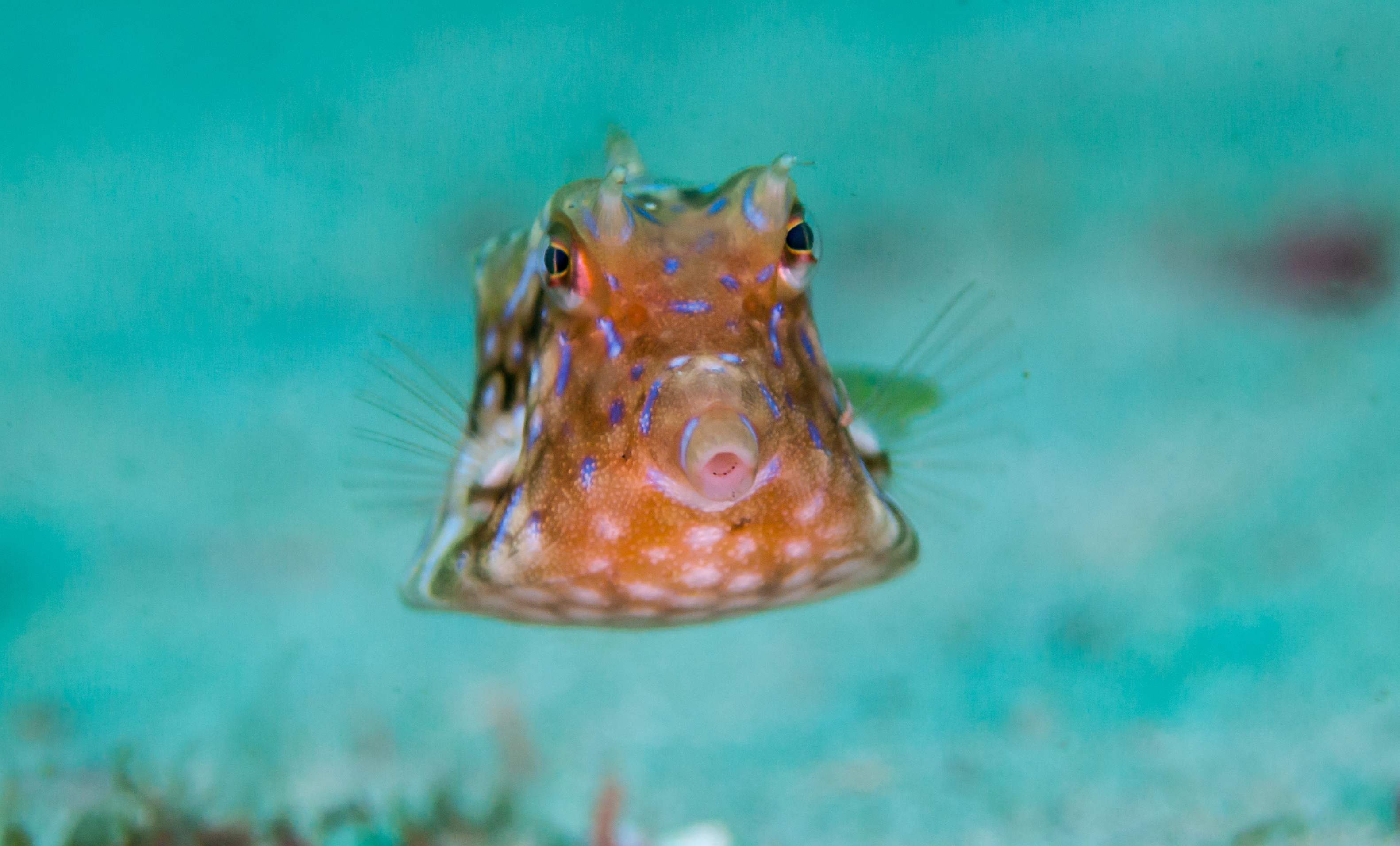
Un pez espino

Hay un espectro más amplio de taxones de animales superiores en el mar que en la tierra, muchas especies marinas aún no se han descubierto y el número conocido por la ciencia aumenta anualmente. Algunos vertebrados como las aves marinas, las focas y las tortugas marinas regresan a la tierra para reproducirse, pero los peces, los cetáceos y las serpientes marinas tienen un estilo de vida completamente acuático y muchos phyla de invertebrados son completamente marinos. De hecho, los océanos están llenos de vida y proporcionan muchos microhábitats diferentes. Una de estos es la película de superficie que, aunque se mueve por el movimiento de las olas, proporciona un ambiente rico y alberga bacterias, hongos, microalgas, protozoos, huevos de peces y varias larvas.
La zona pelágica contiene macro y microfauna y una miríada de zooplancton que derivan con las corrientes. La mayoría de los organismos más pequeños son las larvas de peces e invertebrados marinos que liberan sus huevos en grandes cantidades porque la posibilidad de que un embrión sobreviva hasta la madurez es mínima. El zooplancton se alimenta del fitoplancton y unos de otros, entre sí, y forma una parte básica de la compleja cadena alimentaria que se extiende a través de peces de diversos tamaños y otros organismos nectónicos hasta los grandes calamares, los tiburones, las marsopas, los delfines y las ballenas. Algunas criaturas marinas realizan grandes migraciones, ya sea a otras regiones del océano de forma estacional o migraciones verticales diariamente, a menudo ascendiendo para alimentarse por la noche y descendiendo a un lugar seguro durante el día. Los barcos pueden introducir o propagar especies invasoras a través de la descarga de agua de lastre o por el transporte de organismos que se han acumulado como parte de la comunidad de incrustaciones en los cascos de los buques.
La zona demersal soporta muchos animales que se alimentan de organismos bentónicos o que buscan protección contra los depredadores, ya que el fondo marino proporciona una variedad de hábitats en, o debajo de, la superficie del sustrato que utilizan las criaturas adaptadas a estas condiciones. La zona mareal, con su exposición periódica al aire deshidratante, es el hogar de percebes, moluscos y crustáceos. La zona nerítica tiene muchos organismos que necesitan luz para prosperar. Aquí, entre las rocas incrustadas de algas viven esponjas, equinodermos, gusanos poliquetos, anémonas de mar y otros invertebrados. Los corales a menudo contienen simbiontes fotosintéticos y viven en aguas poco profundas donde penetra la luz. Los extensos esqueletos calcáreos que extruyen se acumulan en los arrecifes de coral que son una característica importante del fondo marino. Estos proporcionan un hábitat biodiverso para los organismos que viven en los arrecifes. Hay menos vida marina en el fondo de los mares más profundos, pero la vida marina también florece alrededor de las montañas submarinas que se elevan desde las profundidades, donde los peces y otros animales se congregan para desovar y alimentarse. Cerca del fondo marino viven peces demersales que se alimentan principalmente de organismos pelágicos o invertebrados bentónicos. La exploración de las profundidades del mar mediante sumergibles reveló un nuevo mundo de criaturas que viven en el fondo del mar que los científicos no sabían que existían anteriormente. Algunos como los detritívoros dependen del material orgánico que cae al fondo del océano. Otros se agrupan alrededor de respiraderos hidrotermales de aguas profundas donde los flujos de agua ricos en minerales emergen del fondo marino, soportando comunidades cuyos productores primarios son bacterias quimioautotróficas oxidantes de sulfuro, y cuyos consumidores incluyen bivalvos especializados, anémonas de mar, percebes, cangrejos, gusanos y peces, que a menudo no se encuentra en ningún otro lugar. Una ballena muerta que se hunde en el fondo del océano proporciona alimento para un conjunto de organismos que también dependen en gran medida de las acciones de las bacterias reductoras de azufre. Dichos lugares soportan biomas únicos donde se han descubierto muchos nuevos microbios y otras formas de vida.

## La Humanidad y el mar

### Historia de la navegación y exploración

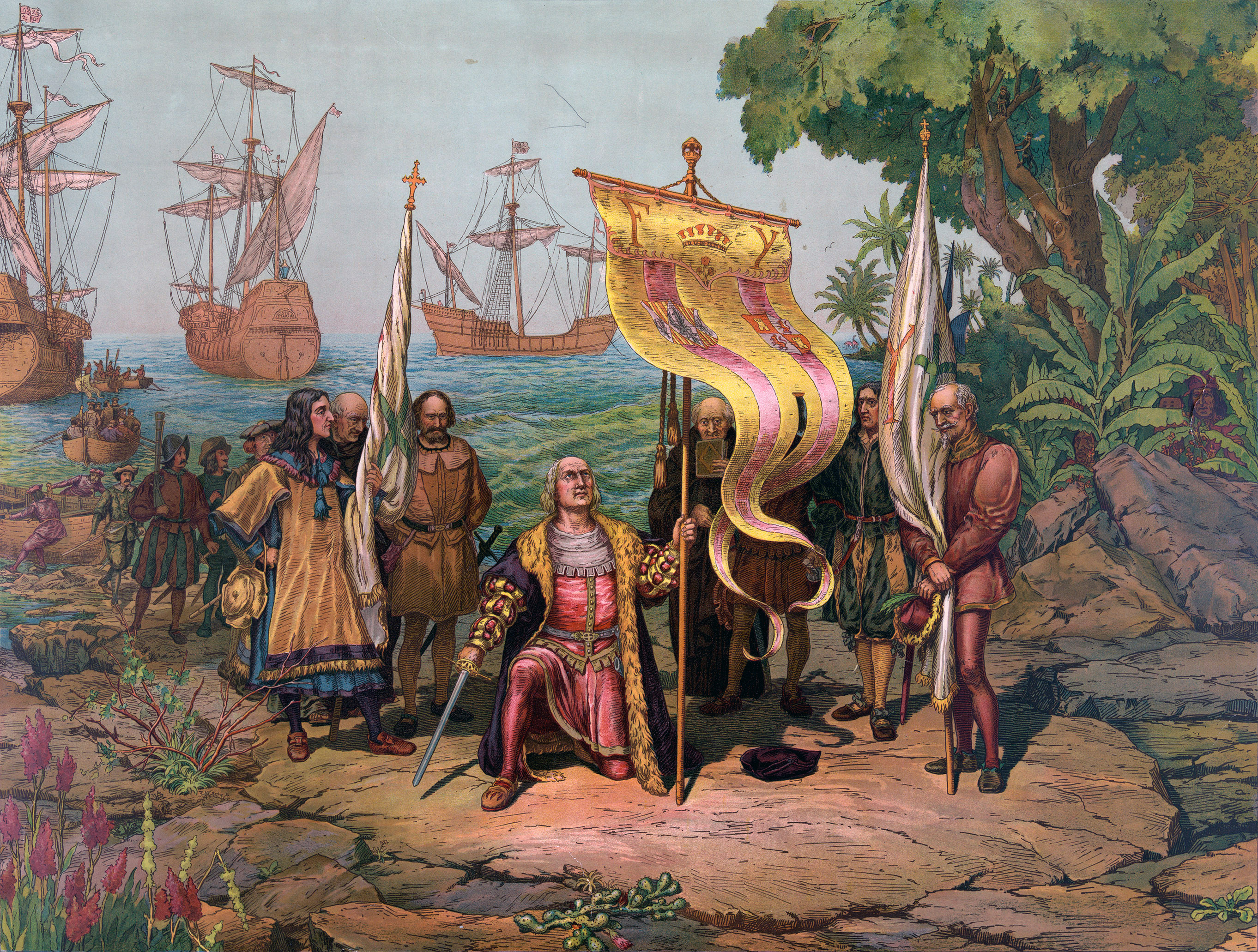
El 12 de octubre de 1492, Cristóbal Colón descubrió las Américas para el rey de España (pintura de 1893)

Los humanos han viajado por los mares desde la primera vez que construyeron embarcaciones marítimas. Los mesopotámicos usaban bitumen para calafatear sus botes de caña y, un poco más tarde, velas con mástiles. Hacia 3000 a. C., los austronesios en Taiwán comenzaron a extenderse por el sudeste marítimo de Asia. Posteriormente, los pueblos "lapita" austronesios realizaron grandes hazañas de navegación, llegando desde el archipiélago de Bismarck hasta lugares tan lejanos como las isla Fiyi, Tonga y Samoa. Sus descendientes continuaron viajando miles de millas entre pequeñas islas en canoas con balancín, y en el proceso encontraron muchas islas nuevas, incluyendo Hawái, Isla de Pascua (Rapa Nui) y Nueva Zelanda.
Los antiguos egipcios y fenicios exploraron el Mediterráneo y el mar Rojo; el egipcio Hannu llegó a la península arábiga y a la costa africana alrededor del 2750 a. C.. En el I milenio a. C. los fenicios y los griegos establecieron colonias en todo el Mediterráneo y el mar Negro. Alrededor de 500 a. C. el navegante cartaginés Hanno dejó un detallado periplo de un viaje por el Atlántico que llegó al menos a Senegal y posiblemente al monte Camerún. En el período medieval temprano los vikingos cruzaron el Atlántico Norte e incluso podrían haber llegado a las franjas del noreste de América del Norte. Los novgorodianos también habían navegado por el mar Blanco desde el siglo XIII o antes. Mientras tanto, los mares a lo largo de la costa oriental y del sur de Asia fueron utilizados por los comerciantes árabes y chinos. La dinastía china Ming tenía una flota de 317 barcos con 37 000 hombres bajo Zheng He a principios del siglo XV, navegando por los océanos Índico y Pacífico. A finales del siglo XV los marineros de Europa occidental comenzaron a realizar viajes más largos de exploración en busca de comercio. Bartolomeu Dias rodeó el cabo de Buena Esperanza en 1487 y Vasco da Gama llegó a India a través del Cabo en 1498. Cristóbal Colón zarpó de Cádiz en 1492, intentando llegar a las tierras orientales de India y Japón por los nuevos medios de viajar hacia el oeste. En su lugar, tocó tierra en una isla en el mar Caribe y unos años más tarde, el navegante veneciano John Cabot llegó a Terranova. El italiano Amerigo Vespucci, por quien fue nombrada América, exploró la costa sudamericana en viajes realizados entre 1497 y 1502, descubriendo la desembocadura del río Amazonas. En 1519, el navegante portugués Fernando Magallanes dirigió la primera expedición para navegar alrededor del mundo.

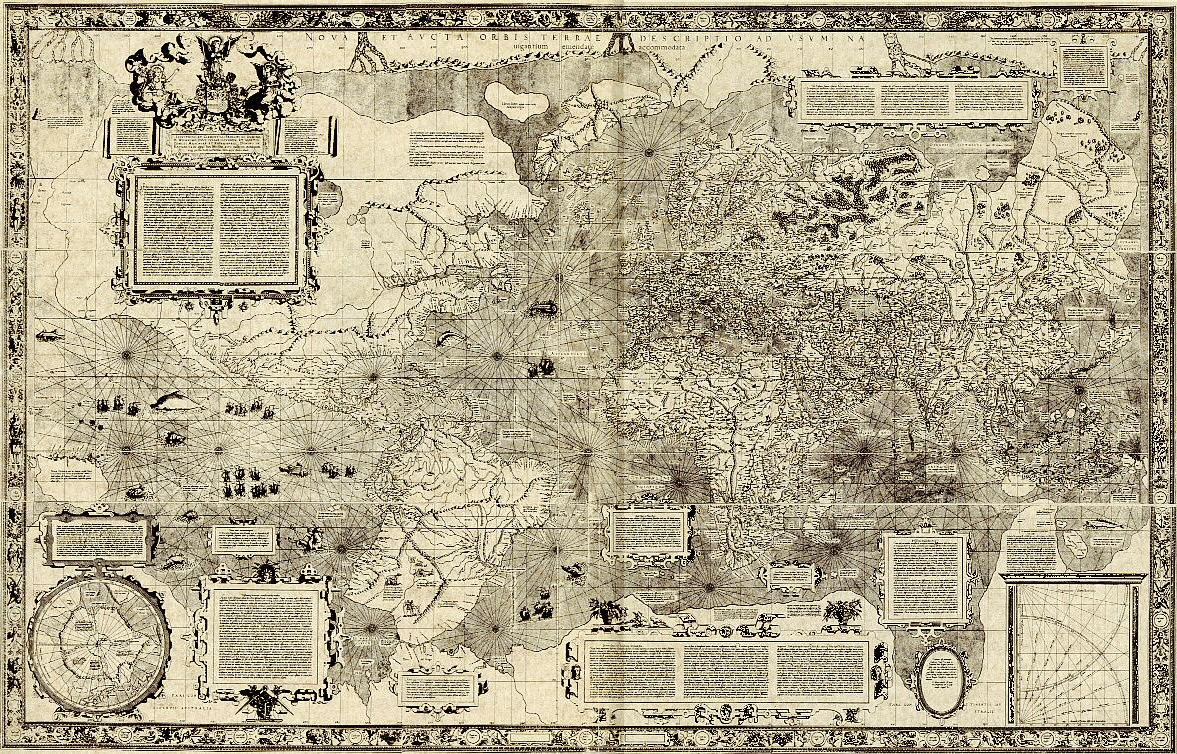
El mapamundi de Gerardus Mercator de 1569. La costa del viejo mundo está representada con bastante precisión, a diferencia de la de las Américas. Las regiones en latitudes altas (Ártico, Antártico) están muy ampliadas en esta proyección.

En cuanto a la historia de los instrumentos de navegación, los antiguos griegos y chinos usaron un compás por primera vez para mostrar dónde se encontraba el norte y la dirección a la que se dirigía el barco. La latitud (un ángulo que varía desde 0° en el ecuador a 90° en los polos) se determinaba midiendo el ángulo entre el Sol, la Luna o una estrella específica con respecto al horizonte mediante el uso de un astrolabio, del bastón de Jacob o del sextante. La longitud (una línea en el globo que une los dos polos) solo se pudo calcular con un cronómetro preciso para mostrar la diferencia horaria exacta entre el barco y un punto fijo como el meridiano de Greenwich. En 1759, John Harrison, un relojero, diseñó dicho instrumento y James Cook lo usó en sus viajes de exploración. Hoy en día, el Sistema de Posicionamiento Global (GPS) que utiliza más de treinta satélites permite una navegación precisa en todo el mundo.
Con respecto a los mapas, vitales para la navegación, Ptolomeo trazó en el siglo II un mapa de todo el mundo conocido desde las "Insulas Fortunatae", Cabo Verde o Canarias, hacia el este hasta el golfo de Tailandia. Este mapa se usó en 1492 cuando Cristóbal Colón emprendió sus viajes de descubrimiento. Posteriormente, Gerardus Mercator hizo un mapa práctico del mundo en 1538, con una proyección de mapa que convenientemente volvía rectas las líneas de rumbo. En el siglo XVIII se habían hecho mejores mapas y parte del objetivo de James Cook en sus viajes era seguir cartografiando el océano. El estudio científico ha continuado con los registros en profundidad del Tuscarora, la investigación oceánica de los viajes del Challenger (1872-1876), el trabajo de los marineros escandinavos Roald Amundsen y Fridtjof Nansen, la expedición de Michael Sars en 1910, la expedición alemana de meteoritos de 1925, el trabajo de reconocimiento antártico del Discovery II en 1932, y otros desde entonces. Además, en 1921, se creó la Organización Hidrográfica Internacional, que constituye la autoridad en topografía hidrográfica y cartografía náutica.

### Historia de la oceanografía y exploración de aguas profundas
La oceanografía científica comenzó con los viajes del capitán James Cook de 1768 a 1779, describiendo el Pacífico con una precisión sin precedentes desde los 71°S a los 71°N. Los cronómetros de John Harrison apoyaron la navegación precisa de Cook y la cartografía en dos de estos viajes, mejorando permanentemente el estándar alcanzable para los trabajos posteriores. Otras expediciones siguieron en el siglo XIX, desde Rusia, Francia, los Países Bajos y los Estados Unidos, así como más de Gran Bretaña. En el HMS Beagle, que proporcionó a Charles Darwin ideas y materiales para su libro de 1859 On the Origin of Species [Sobre el origen de las especies], el capitán del barco, Robert FitzRoy, cartografió los mares y las costas y publicó su informe en cuatro volúmenes sobre los tres viajes del barco en 1839. El libro de Edward Forbes de 1854, Distribution of Marine Life [Distribución de la vida marina], argumentó que no podría existir vida por debajo de unos 600 m. Esto fue demostrado erróneo por los biólogos británicos W. B. Carpenter y C. Wyville Thomson, quienes en 1868 descubrieron la vida en aguas profundas mediante el dragado. Wyville Thompson se convirtió en el científico jefe de la expedición Challenger de 1872-1876, que efectivamente creó la ciencia de la oceanografía.
En su viaje de 127 580 km alrededor del mundo, el HMS Challenger descubrió alrededor de 4700 especies marinas nuevas, e hizo 492 sondeos de aguas profundas, 133 dragas de fondo, 151 redes de arrastre en aguas abiertas y 263 observaciones en serie de la temperatura del agua. En el Atlántico sur, en 1898-1899, Carl Chun en el Valdivia trajo a la superficie muchas formas de vida nuevas desde profundidades de más de 4000 m. Las primeras observaciones de animales de aguas profundas en su entorno natural fueron hechas en 1930 por William Beebe y Otis Barton, quienes descendieron a 434 m en el esférico Bathysphere de acero. Este descenso se realizó mediante un cable, pero en 1960 el sumergible autopropulsado Trieste, desarrollado por Jacques Piccard, llevó a Piccard y a Don Walsh a la parte más profunda de los océanos de la Tierra, la fosa de las Marianas en el Pacífico, alcanzando una profundidad récord de aproximadamente 10 915 m, una hazaña que no se repitió hasta 2012 cuando el director de cine canadiense James Cameron pilotó el Deepsea Challenger a profundidades similares. Se puede usar un traje de buceo atmosférico para operaciones en aguas profundas, con un nuevo récord mundial establecido en 2006 cuando un buzo de la Marina de los EE. UU. Descendió a 610 m en uno de estos trajes articulados y presurizados.
A grandes profundidades, la luz solar no penetra a través de las capas de agua y la presión es extrema. Para la exploración en aguas profundas es necesario utilizar vehículos especializados, ya sea vehículos submarinos operados de forma remota con luces y cámaras o sumergibles tripulados. Los sumergibles Mir que funcionan con baterías tienen una tripulación de tres hombres y pueden descender a 6000 m. Tienen puertos de visualización, luces de 5000 vatios, equipos de video y brazos manipuladores para recoger muestras, colocar sondas o empujar el vehículo a través del lecho marino cuando los propulsores agitarían el sedimento en exceso.
La batimetría es la cartografía y estudio de la topografía del fondo del océano. Los métodos utilizados para medir la profundidad del mar incluyen ecosondas monohaz o multihaz, sondas de profundidad aerotransportadas por láser y el cálculo de profundidades a partir de datos de teledetección satelital. Esta información se utiliza para determinar el tendido de cables y tuberías submarinas, para elegir las ubicaciones adecuadas para emplazar las plataformas petroleras y las turbinas eólicas en alta mar y para identificar posibles nuevas pesquerías.
La investigación oceanográfica en curso incluye el estudio de las formas de vida marina, la conservación, el medio marino, la química del océano, el estudio y modelado de la dinámica del clima, el límite aire-mar, los patrones climáticos, los recursos oceánicos, la energía renovable, las olas y corrientes, y el diseño y desarrollo de nuevas herramientas y tecnologías para investigar en profundidad. Mientras que en los años 1960 y 1970 la investigación estaba centrada en la taxonomía y en la biología básica, en los años 2010 la atención se centra en temas más amplios como el cambio climático.. Los investigadores utilizan la teledetección satelital para las aguas superficiales, con barcos de investigación, observatorios amarrados y vehículos autónomos submarinos para estudiar y monitorear todas las partes del mar.

### Derecho del mar

Las zonas marítimas de acuerdo a la Convención

La «libertad de los mares» es un principio del derecho internacional que data del siglo XVII. Hace hincapié en la libertad de navegar por los océanos y desaprueba la guerra librada en aguas internacionales. Hoy, este concepto está consagrado en la Convención de las Naciones Unidas sobre el Derecho del Mar (United Nations Convention on the Law of the Sea, UNCLOS), suscrita en 1982 y cuya tercera versión entró en vigor en 1994. Es calificada como la Constitución de los océanos. El artículo 87(1) establece: «La alta mar está abierta a todos estados, ya sean costeros o sin litoral». El artículo 87(1) (a) a (f) ofrece una lista no exhaustiva de las libertades, que comportan la navegación, el sobrevuelo, el tendido de cables submarinos, la construcción de islas artificiales, la pesca y la investigación científica. La seguridad del transporte marítimo está regulada por la Organización Marítima Internacional (International Maritime Organization). Sus objetivos incluyen el desarrollo y mantenimiento de un marco regulatorio para el transporte marítimo, la seguridad marítima, las preocupaciones ambientales, los asuntos legales, la cooperación técnica y la seguridad marítima.
UNCLOS define varias áreas de agua. Las «aguas interiores» están en el lado de tierra de una línea de base y las embarcaciones extranjeras no tienen derecho de paso en ellas. Las «aguas territoriales» se extienden a 12 millas náuticas (22 km) de la costa y en estas aguas, el estado costero es libre de establecer leyes, regular el uso y explotar cualquier recurso. Una «zona contigua» que se extiende otras 12 millas náuticas permite el seguimiento de buques sospechosos de infringir las leyes en cuatro áreas específicas: aduanas, impuestos, inmigración y contaminación. Una «zona económica exclusiva» se extiende 200 millas náuticas (370 km) desde la línea de base. Dentro de esta área, la nación costera tiene derechos exclusivos de explotación sobre todos los recursos naturales. La «plataforma continental» es la prolongación natural del territorio terrestre hasta el borde exterior del margen continental, o 200 millas náuticas desde la línea de base del estado costero, la que sea mayor. Aquí la nación costera tiene el derecho exclusivo de extraer minerales y también recursos vivos «ligados» al fondo marino.

### Guerra en el mar

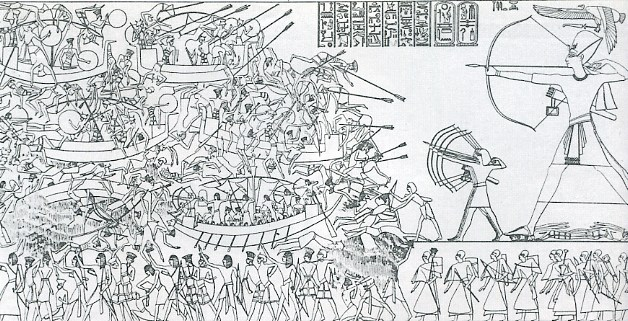
Escena en el templo de Medinet Habu que muestra la victoria de Ramsés II en la batalla del Delta (1175 a. C.), en que derrotó a los Pueblos del Mar rechazando una gran invasión en el delta del Nilo con una emboscada naval y arqueros en barcos y tierra.

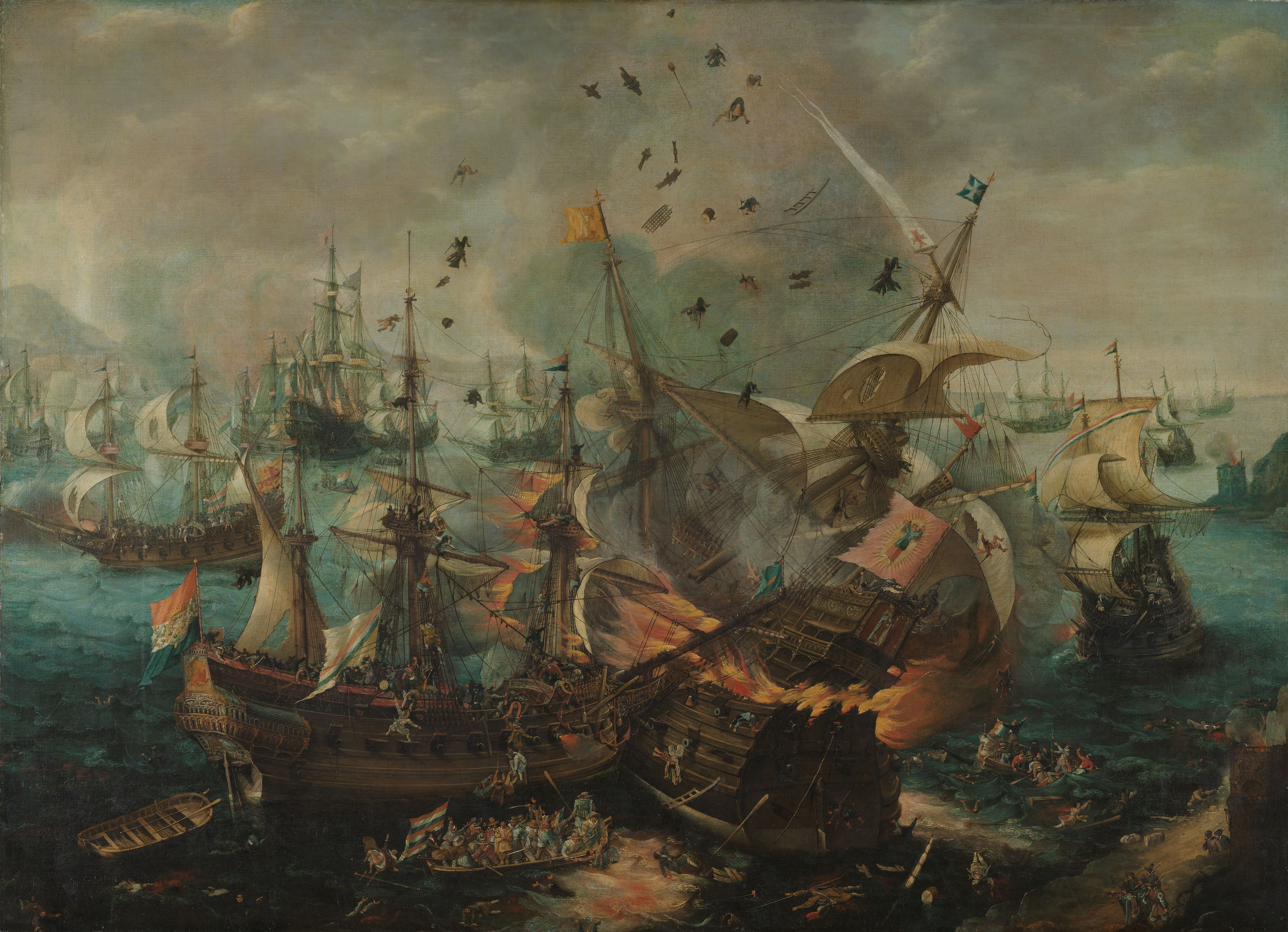
La explosión del buque insignia español durante la batalla de Gibraltar, 25 de abril de 1607, de Cornelis Claesz van Wieringen

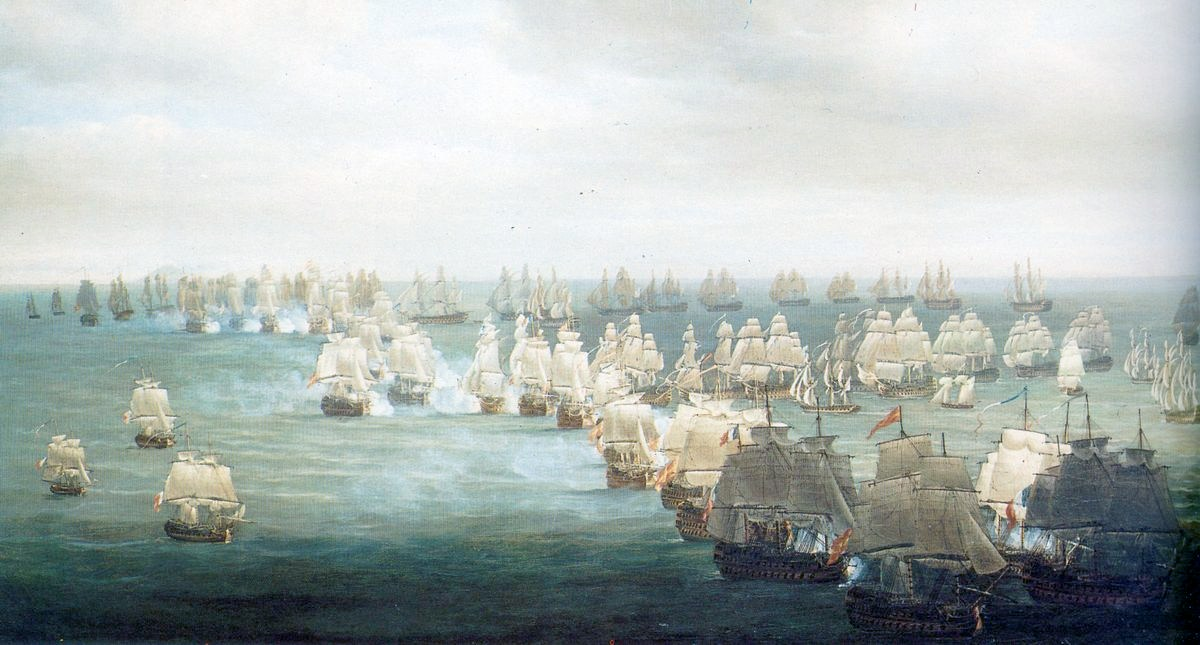
La batalla de Trafalgar (1805), la batalla culmen de la Edad de la Vela.

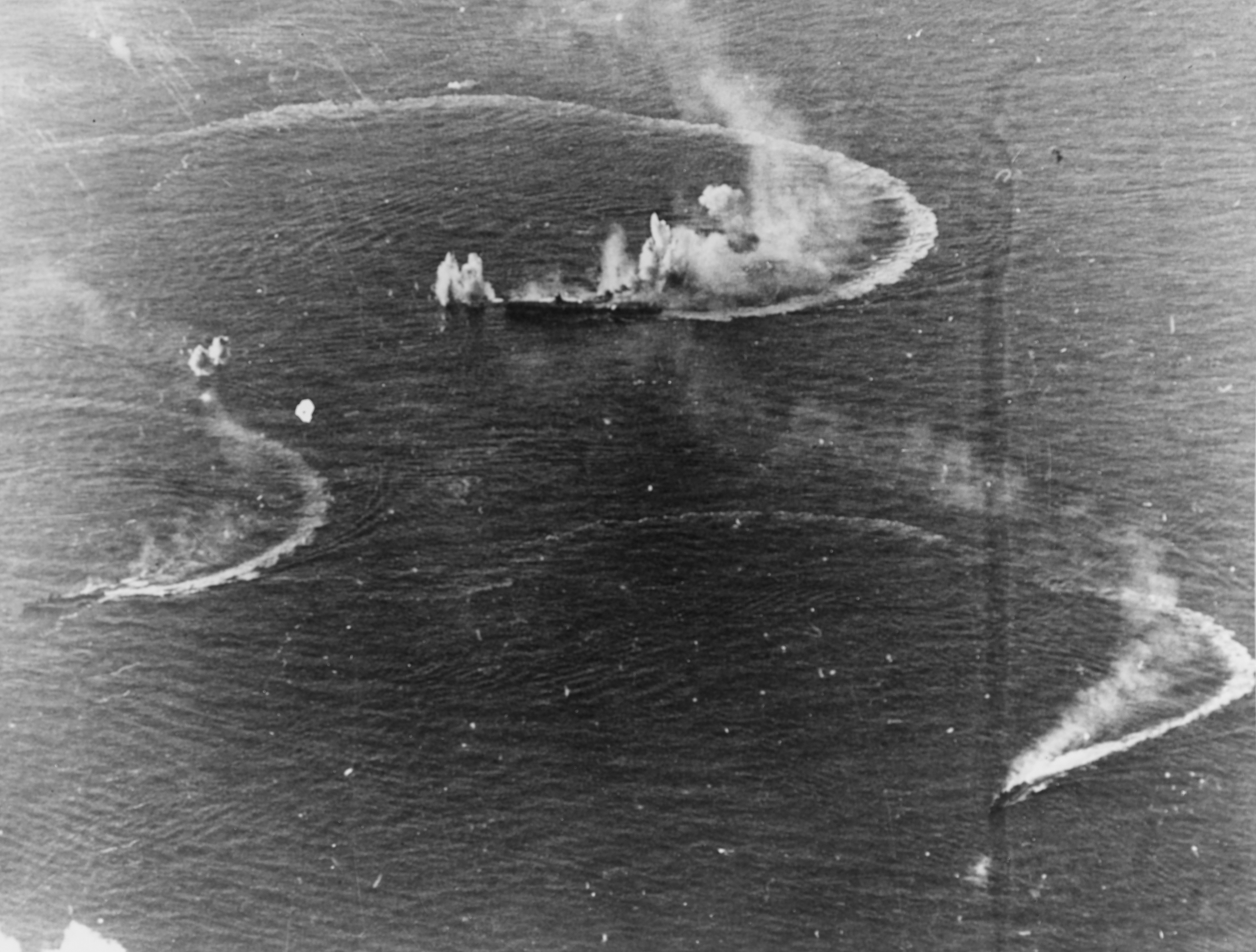
El portaaviones Zuikaku y dos destructores bajo el ataque de un portaaviones de estadounidense, en la batalla del Mar de Filipinas (20 de junio de 1944), una de las últimas grandes batallas navales

De la Prehistoria y las primeras épocas de la Historia Antigua se conservan numerosas referencias sobre la guerra en el mar. Destacan especialmente en las leyendas homéricas: la Ilíada, sobre la Guerra de Troya, y su continuación, la Odisea. El control del mar es importante para la seguridad de una nación marítima, y el bloqueo naval de un puerto se puede utilizar para cortar el abastecimiento de alimentos y suministros en tiempo de guerra. En el mar se han librado batallas durante más de 3000 años, estando datada la primera batalla naval registrada en documentos escritos hacia el año 1210 a. C.: Suppiluliuma II, rey de los hititas, se enfrentó con sus naves a una flota procedente de Alashiya (moderno Chipre), derrotándola e incendiando los barcos chipriotas en el mar.
El Imperio persa —fuerte y unido, pero sin un poder marítimo propio— no pudo vencer a los débiles y desunidos griegos, debido al poder de la flota ateniense. Reforzada por las flotas de otras polis (ciudades) más pequeñas, siempre consiguió frustrar los intentos persas de subyugar a las polei (ciudades-estado griegas). En la decisiva batalla de Salamina del 480 a. C., el general griego Temistocles atrapó a la flota mucho mayor del rey persa Jerjes II en un canal estrecho y la atacó vigorosamente, destruyendo 200 barcos persas por la pérdida de 40 buques griegos.
El poder y la influencia de las civilizaciones fenicia y egipcia, los de la púnica (basada en Cartago), e incluso los de Roma, dependieron en gran medida de su respectiva capacidad de controlar los mares (talasocracia). También la República de Venecia consiguió destacar sobre sus rivales entre las ciudades-estado de Italia, por su desarrollo naval. Pero su pujanza comercial se eclipsó por el declive del Mediterráneo en la Edad Moderna (las grandes rutas del comercio internacional se desarrollaron lejos de Venecia, en el océano Atlántico).
Algo similar le sucedió al poderío del Imperio otomano, ligado a la decadencia de la Ruta de la Seda y del Mediterráneo en general, durante los siglos XVII y XVIII. En otras épocas, el dominio del mar dio una gran relevancia a pueblos pequeños y comparativamente atrasados: durante tres siglos (del VI al IX), los hombres del norte, llamados comúnmente vikingos, asaltaron, saquearon e infestaron las costas europeas, llegando incluso a la Rusia central, a Ucrania y a Constantinopla. Remontaron los grandes ríos tributarios del mar Negro, el Danubio, el Don y el Volga, y cruzaron innumerables veces el estrecho de Gibraltar, considerado entre los grandes reinos europeos del momento, centrados en el Mediterráneo y menos avezados en los viajes oceánicos por el Atlántico, como las Columnas de Hércules, la puerta hacia un mar indómito, desconocido y lleno de peligros.
Al final de la Era de la navegación a vela, la armada inglesa, liderada por Horacio Nelson, rompió el poder de las flotas combinadas francesa y española en la batalla de Trafalgar en 1805.
Con el vapor y la producción industrial de chapa de acero, se produjo un gran aumento de la potencia de fuego en forma de barcos acorazados (dreadnought) armados con cañones de largo alcance. En 1905 la flota japonesa derrotó decisivamente a la flota rusa, que había viajado más de 33 000 km, en la batalla de Tsushima. Los acorazados lucharon de forma inconcluyente en la Primera Guerra Mundial en la batalla de Jutlandia de 1916 entre la Gran Flota de la Marina Real británica y la Flota de Alta Mar de la Marina Imperial alemana. En la Segunda Guerra Mundial, la victoria británica en la batalla de Taranto de 1940 mostró que el poder aéreo naval era suficiente para vencer a los mayores buques de guerra, presagiando las decisivas batallas navales de la Guerra del Pacífico, incluidas las batallas del Mar de Coral (942), de Midway (1942), del mar de Filipinas (1944) y la culminante batalla del Golfo de Leyte (1944), en la que los barcos dominantes ya fueron los portaaviones.
Los submarinos se hicieron importantes en la guerra naval en la Primera Guerra Mundial, cuando los submarinos alemanes, conocidos como U-boats, hundieron a cerca de 5000 barcos mercantes aliados, incluyendo sin embargo al RMS Lusitania, ayudando así a entrar en guerra a los Estados Unidos. En la Segunda Guerra Mundial, casi 35 000 barcos aliados fueron hundidos por submarinos que intentaban bloquear el flujo de suministros a Gran Bretaña, pero los Aliados rompieron el bloqueo en la batalla del Atlántico, que duró toda la longitud de la guerra, hundiendo 783 U-boats. Desde 1960, varias naciones han mantenido flotas de submarinos de misiles balísticos de propulsión nuclear, embarcaciones equipadas para lanzar misiles balísticos con ojivas nucleares desde el mar. Algunos de estos se mantienen permanentemente en patrulla.

### Viajes
Los veleros y paquebotes transportaban correo al extranjero, siendo uno de los primeros el servicio neerlandés a Batavia en la década de 1670. Pronto añadieron alojamiento para pasajeros, pero en condiciones de hacinamiento. Más tarde, se ofrecieron servicios programados, aunque el tiempo de viaje dependía mucho del clima. Cuando los barcos de vapor reemplazaron a los veleros, los navíos transatlánticos asumieron la tarea de transportar a las personas. A principios del siglo XX, cruzar el Atlántico tomaba alrededor de cinco días y las compañías navieras competían por tener los barcos más grandes y rápidos. El Blue Riband era un galardón no oficial otorgado al transatlántico más rápido que cruzase el Atlántico en servicio regular. Entregado por vez primera en 1830 al Columbia por una travesía de casi 16 días, el Mauretania retuvo el título con 4 d y 19 h (48,26 km/h) durante casi veinte años desde 1909. El Trofeo Hales, otro premio por la travesía comercial más rápida del Atlántico, fue ganado por el SS United States en 1952 por un viaje que llevó tres días, diez horas y cuarenta minutos.
Los grandes barcos de línea eran cómodos pero caros en combustible y en personal. La edad de los transatlánticos disminuyó a medida que se disponía de vuelos intercontinentales baratos. En 1958, un servicio aéreo regular programado entre Nueva York y París que demoraba siete horas condenó al servicio de ferry del Atlántico al olvido. Uno a uno, los barcos fueron apartados, algunos fueron desguazados, otros se convirtieron en cruceros para la industria del ocio y otros, incluso, en hoteles flotantes. El mar sigue siendo una ruta por la que los refugiados viajan en pequeñas embarcaciones, a veces poco aptas para navegar, a menudo habiendo pagado dinero a los traficantes de personas por su pasaje. Algunos pueden estar huyendo de la persecución, pero la mayoría son inmigrantes económicos que intentan llegar a países donde creen que sus perspectivas son mejores.

### Comercio

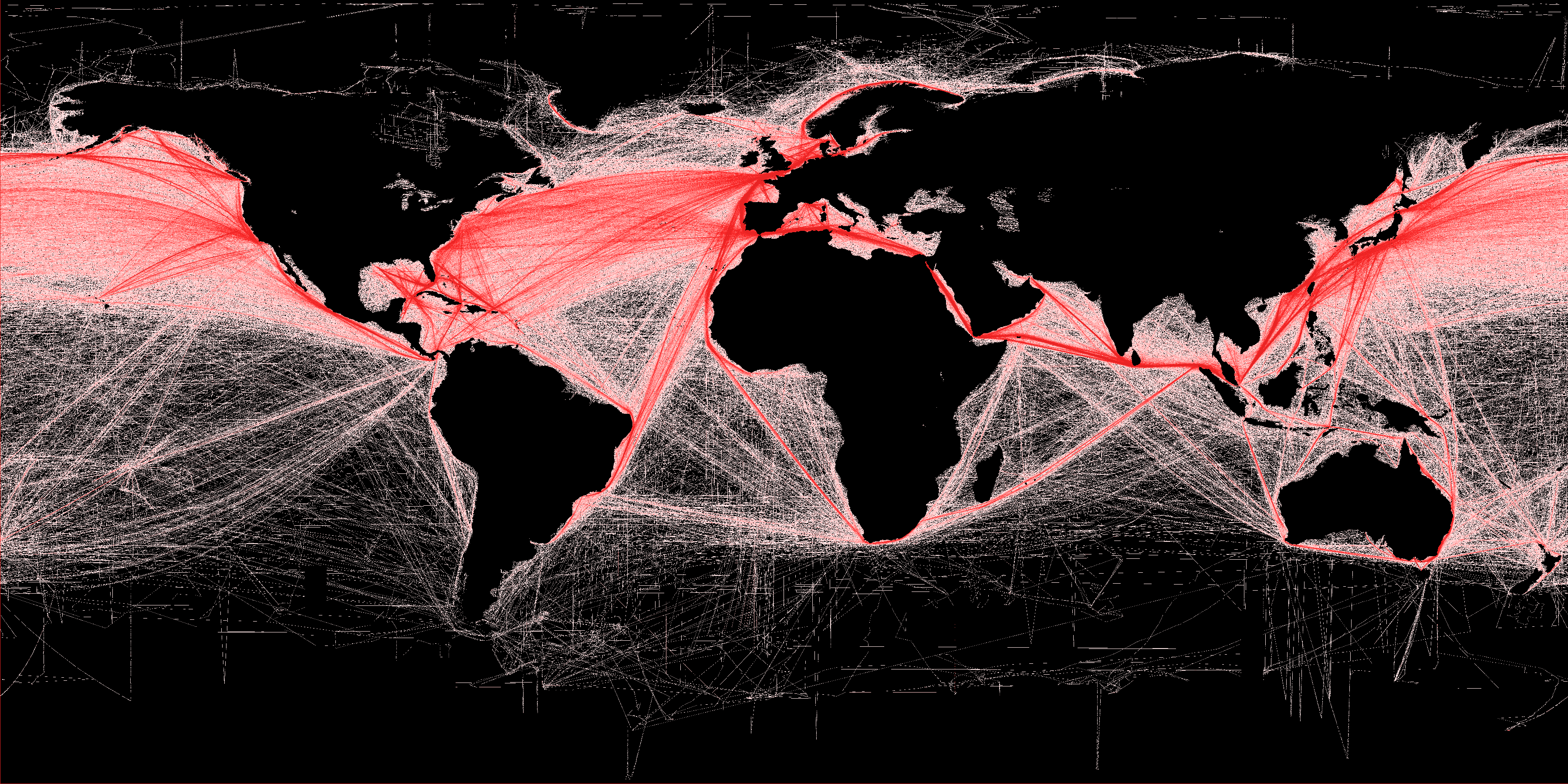
Rutas de fletes, que muestran la densidad relativa del flete comercial en todo el mundo

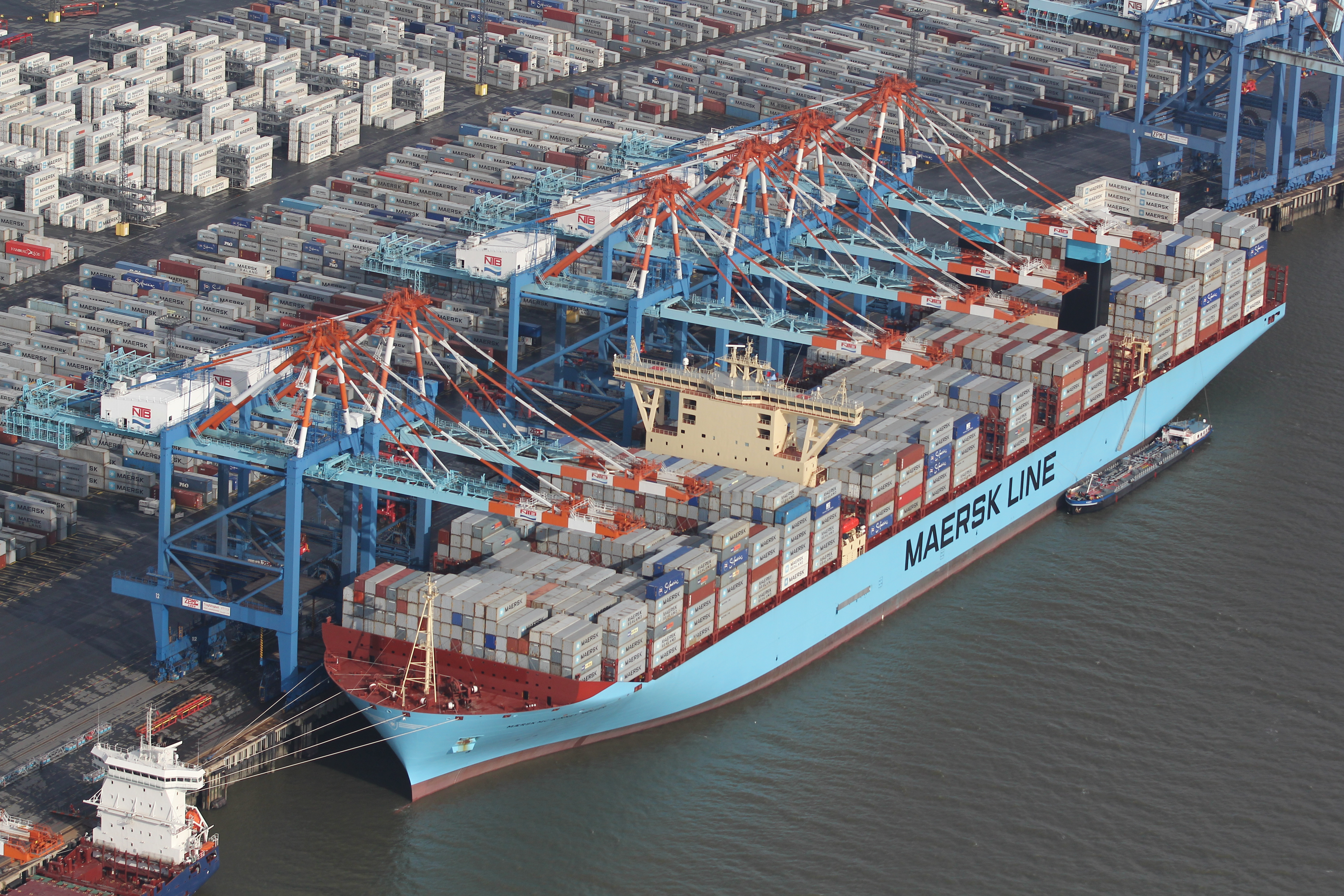
El Mærsk Mc-Kinney Møller,el mayor portacontenedores del mundo desde 2013, descargando en Bremerhaven

El comercio marítimo ha existido durante milenios. La dinastía ptolemaica había desarrollado el comercio con India utilizando los puertos del mar Rojo y en el I milenio a. C. los árabes, fenicios, israelitas e indios ya comerciaban con artículos de lujo como especias, oro y piedras preciosas. Los fenicios fueron conocidos comerciantes de mar y bajo los griegos y romanos, el comercio continuó prosperando. Con el colapso del Imperio romano, el comercio europeo disminuyó pero continuó floreciendo entre los reinos de África, Oriente Medio, India, China y el sudeste de Asia. Desde los siglos XVI al XIX, alrededor de 13 millones de personas fueron enviadas a través del Atlántico para ser vendidas como esclavas en las Américas.
Hoy en día, grandes cantidades de mercancías se transportan por mar, especialmente a través del Atlántico y alrededor de la cuenca del Pacífico. Una importante ruta comercial pasa por los Pilares de Hércules, cruza el Mediterráneo y el canal de Suez hasta el océano Índico y el estrecho de Malaca; gran parte del comercio también pasa por el canal de la Mancha. Las rutas marítimas son las rutas en mar abierto utilizadas por los buques de carga, que tradicionalmente utilizan vientos alisios y la corrientes. Más del 60% del tráfico mundial de contenedores circula por una de las veinte rutas comerciales más importantes. El aumento de la fusión del hielo del Ártico desde 2007 permite a los barcos viajar por el Paso del Noroeste durante algunas semanas en verano, evitando las rutas más largas a través del canal de Suez o el canal de Panamá. El flete se complementa con el flete aéreo, un envío más costoso reservado principalmente para cargas particularmente valiosas o perecederas. El comercio marítimo transportaba en 2013 más de 4 billones de dólares en bienes por año.
Hay dos tipos principales de carga, carga a granel (bulk cargo) y carga fraccionada o carga general (break bulk), la mayoría de las cual ahora se transporta en portacontenedores. Las mercancías en forma de líquidos, polvo o partículas se transportan sueltas en las bodegas de graneleros e incluyen petróleo, granos, carbón, mineral, chatarra, arena y grava. Los cargueros de carga a granel suele ser productos manufacturados y se transporta en paquetes, a menudo apilados en pallets. Antes de la llegada de la contenedorización en la década de 1950, estos productos se cargaban, transportaban y descargaban pieza a pieza. El uso de contenedores ha aumentado considerablemente la eficiencia y ha disminuido el costo de moverlos viajando ahora la mayoría de la carga en contenedores de tamaño estándar con cerradura, cargados en portacontenedores especialmente diseñados para atracar en terminales dedicadas exclusivamente a ellos. Las empresas de transporte de carga reservan la carga, organizan la recogida y entrega y gestionan la documentación.

### Alimentos

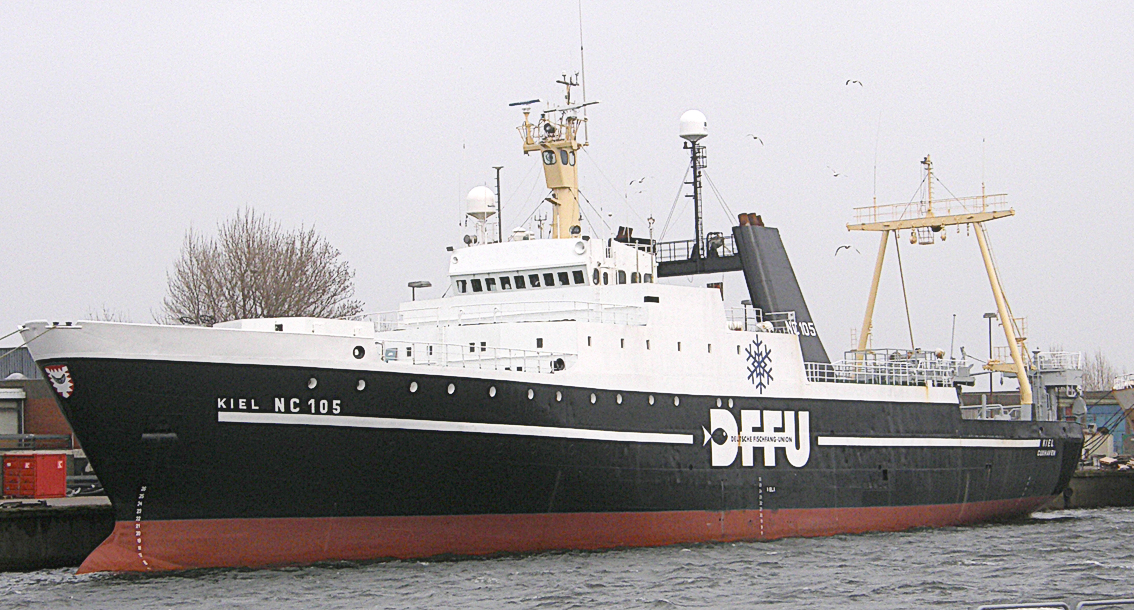
Barco factoría alemán, de 92 m de largo

El pescado y otros productos pesqueros se encuentran entre las fuentes más importantes de proteínas y otros nutrientes que son esenciales para una dieta humana equilibrada y una buena salud. En 2009, el 16,6% de la ingesta mundial de proteínas animales y el 6,5% de todas las proteínas consumidas provenían del pescado. Para satisfacer esta necesidad, los países costeros han explotado los recursos marinos en su zona económica exclusiva, aunque los buques pesqueros se aventuran cada vez más lejos para explotar las poblaciones en aguas internacionales. En 2011, la producción mundial total de pescado, incluida la acuicultura, se estimó en 154 Mto, de las cuales la mayoría fue para consumo humano. La captura de peces silvestres representó 90,4 Mto, mientras que el aumento anual de la acuicultura contribuye con el resto. El Pacífico noroccidental es, con mucho, el área más productiva con 20,9 Mto (el 27% de las capturas marinas mundiales) en 2010. Además, el número de buques pesqueros en 2010 alcanzó los 4,36 millones, mientras que el número de personas empleadas en el sector primario de producción pesquera, en el mismo año, fue de 54.8 millones.

Los buques pesqueros modernos incluyen arrastreros con una pequeña tripulación, arrastreros de popa, cerqueros, palangreros y grandes buques factoría diseñados para permanecer en el mar durante semanas, procesando y congelando grandes cantidades de pescado. El equipo utilizado para capturar los peces pueden ser redes de cerco, redes de arrastre, redes de enmalle y palangres y las especies de peces más capturadas con frecuencia son el arenque, el bacalao, la anchoa, el atún, el lenguado, el salmonete, los calamares y el salmón. La sobreexplotación misma se ha convertido en una seria preocupación y no solo porque causa el agotamiento de las poblaciones de peces, sino que también reduce sustancialmente la población de peces depredadores. Myers & Wworm estimó que «las pesquerías industrializadas generalmente reducen la biomasa comunitaria en un 80% a los 15 años de la explotación». Para evitar la sobreexplotación, muchos países han introducido cuotas en sus propias aguas. Sin embargo, los esfuerzos de recuperación a menudo conllevan costos sustanciales para las economías locales o el suministro de alimentos. No obstante, una investigación publicada en Nature en abril de 2018 encontró que el esfuerzo agresivo para reducir la pesca ilegal del Ministro de Asuntos Marítimos y Pesca de Indonesia, Susi Pudjiastuti, ha «reducido el esfuerzo total de pesca en al menos un 25%, (...) [potencialmente] generado un aumento del 14% en la captura y un aumento del 12% en las ganancias». Por lo tanto, el documento concluía que «muchas naciones pueden recuperar sus pesquerías al tiempo que evitan esos costos a corto plazo abordando con dureza la pesca ilegal, no declarada y no reglamentada (IUU)».

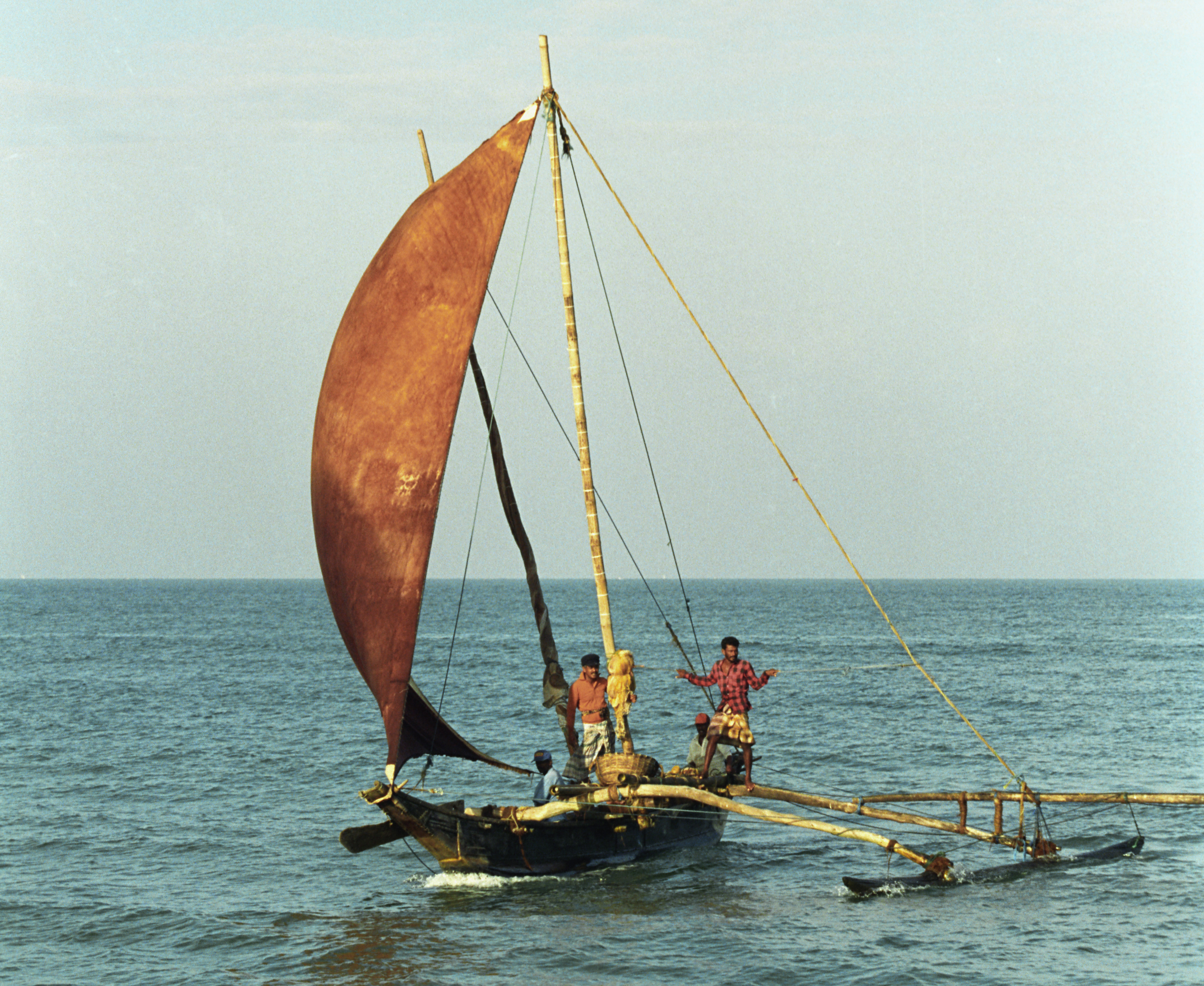
Barco de pesca en Sri Lanka

Los métodos de pesca artesanal incluyen la caña y la línea, los arpones, el buceo, las trampas y las redes de tiro y redes de arrastre. Los barcos de pesca tradicionales funcionan con motores de paleta, viento o fueraborda y operan en aguas cercanas a la costa. La Organización de las Naciones Unidas para la Agricultura y la Alimentación está fomentando el desarrollo de la pesca local para proporcionar seguridad alimentaria a las comunidades costeras y ayudar a aliviar la pobreza.
Además del inventario silvestre, la acuicultura produjo alrededor de 79 Mto de productos alimenticios y no alimenticios en 2010, un máximo histórico. Se cultivaron alrededor de seiscientas especies de plantas y animales, algunas para su uso en la siembra de poblaciones silvestres. Los animales criados incluyen peces, reptiles acuáticos, crustáceos, moluscos, pepinos y erizos de mar, ascidias y medusas. La maricultura integrada tiene la ventaja de que hay un suministro fácilmente disponible de alimentos planctónicos y los desechos se eliminan naturalmente. Se emplean varios métodos: los recintos de malla, para peces, se suspenden en mar abierto, las jaulas se usan en aguas más protegidas o los estanques se pueden refrescar con agua en cada marea alta; los camarones se crían en estanques poco profundos conectados al mar abierto; se cuelgan cuerdas en el agua para cultivar algas, ostras y mejillones; las ostras también se crían en bandejas o en tubos de malla; los pepinos de mar se crían en el fondo marino. Los programas de cría en cautividad han criado larvas de langosta para la liberación de alevines en la naturaleza, lo que ha aumentado la cosecha de langosta en Maine. Al menos 145 especies de algas marinas —algas rojas, verdes y marrones— se comen en todo el mundo, y algunas han sido cultivadas durante mucho tiempo en Japón y otros países asiáticos; hay un gran potencial para la algacultura adicional. Pocas plantas de floración marítima se usan ampliamente como alimento, pero un ejemplo es el samphire de pantano que se come crudo y cocido.. Una gran dificultad para la acuicultura es la tendencia hacia el monocultivo y el riesgo asociado de enfermedad generalizada. En la década de 1990, la enfermedad acabó con las vieiras y los camarones blancos cultivados en China y requirió su reemplazo por otras especies. La acuicultura también está asociada con riesgos ambientales; por ejemplo, la camaronicultura ha causado la destrucción de importantes manglares en todo el sudeste asiático.

### Ocio
El uso del mar para el ocio se desarrolló en el siglo XIX y se convirtió en una industria importante en el siglo XX. Las actividades de ocio marítimo son variadas e incluyen viajes autoorganizados de crucero, navegación de recreo o deportiva, regatas a motor y pesca recreativa; viajes organizados en cruceros comerciales; y viajes en embarcaciones más pequeñas para el ecoturismo como el avistamiento de cetáceos y la observación de aves costeras.
Los humanos gozan al aventurarse en el mar; los niños reman y chapotean en las aguas poco profundas y muchas personas disfrutan bañándose y relajándose en la playa. Este no fue siempre el caso, ya que el baño de mar se convirtió en moda en Europa en el siglo XVIII después de que el doctor William Buchan defendiera la práctica de la natación por razones de salud. El surfing es un deporte en el que un surfista cabalga a una ola, con o sin tabla de surf. Otros deportes acuáticos marinos son el kite surf, donde una cometa impulsa una tabla tripulada a través del agua, el windsurf, en el que la tracción es provista por una vela fija y maniobrable y el esquí acuático, donde se usa una lancha motora para tirar de un esquiador.

Buzo con mascarilla, aletas y aparato de respiración bajo el agua.

Bajo la superficie, el buceo libre está necesariamente restringido a descensos poco profundos. Los buceadores de perlas tradicionalmente se han engrasado la piel, se han puesto algodón en las orejas y pinzas en la nariz y se han zambullido hasta los 12 m con cestas para recolectar ostras. Los ojos humanos no están adaptados para su uso bajo el agua, pero la visión se puede mejorar usando una máscara de buceo. Otro equipo útil incluye aletas y tubos de snorkel, y el equipo de buceo permite la respiración bajo el agua y, por lo tanto, se puede pasar más tiempo debajo de la superficie. Las profundidades que pueden alcanzar los buzos y el tiempo que pueden permanecer bajo el agua está limitado por el aumento de la presión que experimentan a medida que descienden y la necesidad de prevenir la enfermedad de descompresión a medida que regresan a la superficie. Se aconseja a los buzos recreativos que se limiten a profundidades de 30 m más allá de las cuales aumenta el peligro de narcosis de nitrógeno. Las inmersiones más profundas se pueden realizar con equipos especializados y entrenamiento.

### Generación de energía

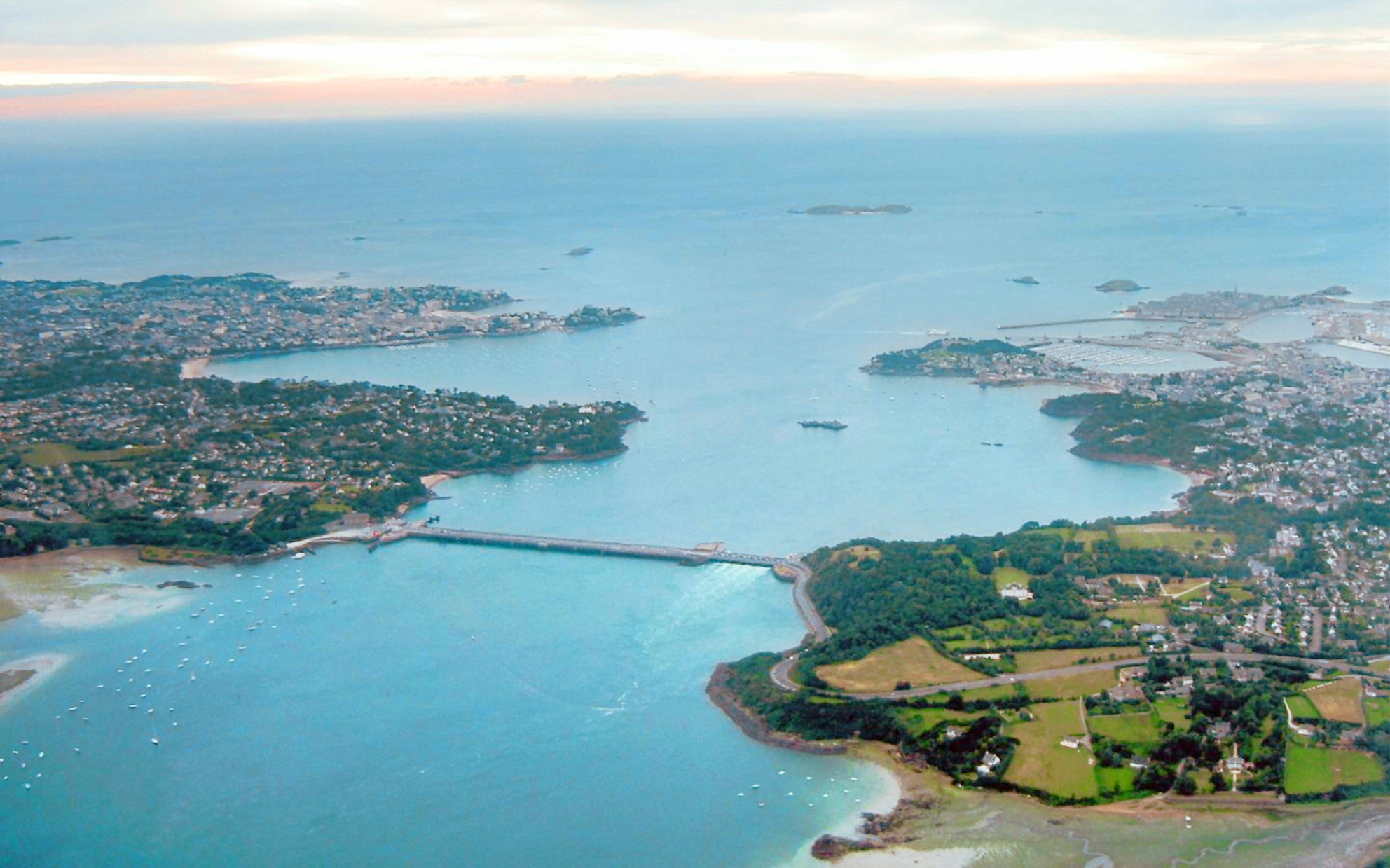
La central eléctrica de marea Rance, en Bretaña genera 0,5 GW, siendo la mayor del mundo entre 1966-2011

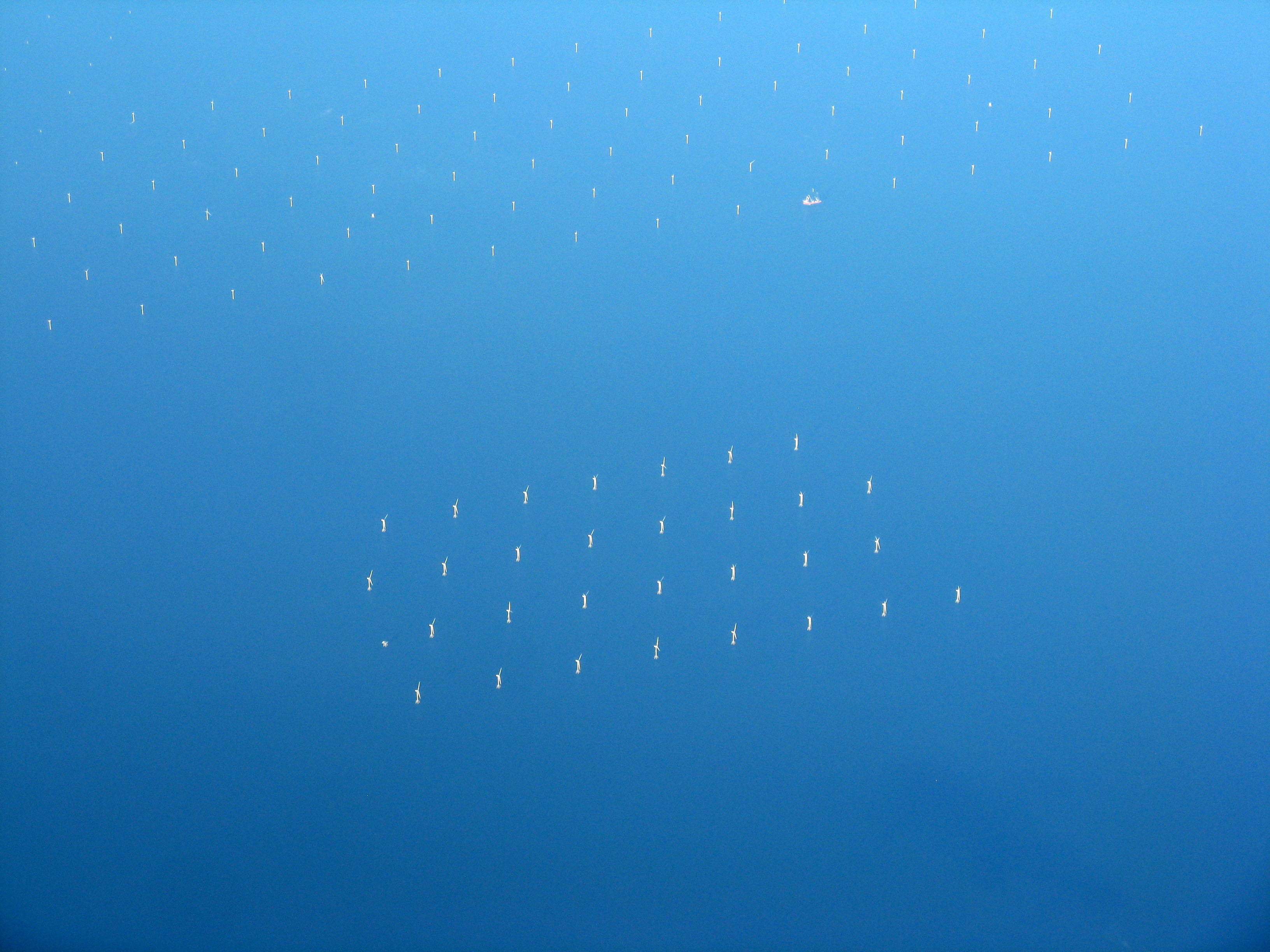
Walney Wind Farm, en el mar de Irlanda, la mayor granja eólica marina del mundo con 659 MW instalados, suministrados por 138 turbinas en un área de 73 km².

El mar ofrece un suministro muy grande de energía transportada por las olas oceánicas, las mareas, las diferencias de salinidad y las diferencias de temperatura del océano que se pueden aprovechar para generar electricidad. Formas de energía verde marina son la energía mareomotriz, energía de las corrientes marinas, energía osmótica, la energía maremotérmica y energía de las olas.
La energía de las mareas usa generadores para producir electricidad a partir de los flujos de las mareas, a veces usando una presa para almacenar y luego liberar el agua de mar. La presa de Rance, de 1 km de largo, cerca de Saint-Malo, en Bretaña, se inauguró en 1967, que genera alrededor de 0.5 GW, ha sido seguida por algunos esquemas similares.

La energía grande y altamente variable de las olas les da una enorme capacidad destructiva, lo que hace que el desarrollo de máquinas de olas asequibles y confiables sea problemático. Una pequeña planta de energía de olas comercial de 2 MW, "Osprey", se construyó en el norte de Escocia en 1995 a unos 300 metros de la costa. Pronto fue dañado por las olas, luego destruida por una tormenta. La energía de la corriente marina podría proporcionar a las zonas pobladas cercanas al mar una parte importante de sus necesidades energéticas. En principio, podría ser aprovechada por turbinas de flujo abierto; Los sistemas de fondos marinos están disponibles, pero limitados a una profundidad de aproximadamente 40 m.
La energía eólica marina es capturada por aerogeneradores ubicados en el mar; tiene la ventaja de que las velocidades del viento son más altas que en tierra, aunque los parques eólicos son más costosos de construir en alta mar. El primer parque eólico marino se instaló en Dinamarca en 1991, y la capacidad instalada de los parques eólicos marinos europeos alcanzó los 3 GW en 2010.
Las centrales eléctricas a menudo se encuentran en la costa o al lado de un estuario para que el mar se pueda usar como un disipador de calor. Un disipador de calor más frío permite una generación de energía más eficiente, lo cual es importante para las costosas centrales nucleares en particular.

### Industrias extractivas

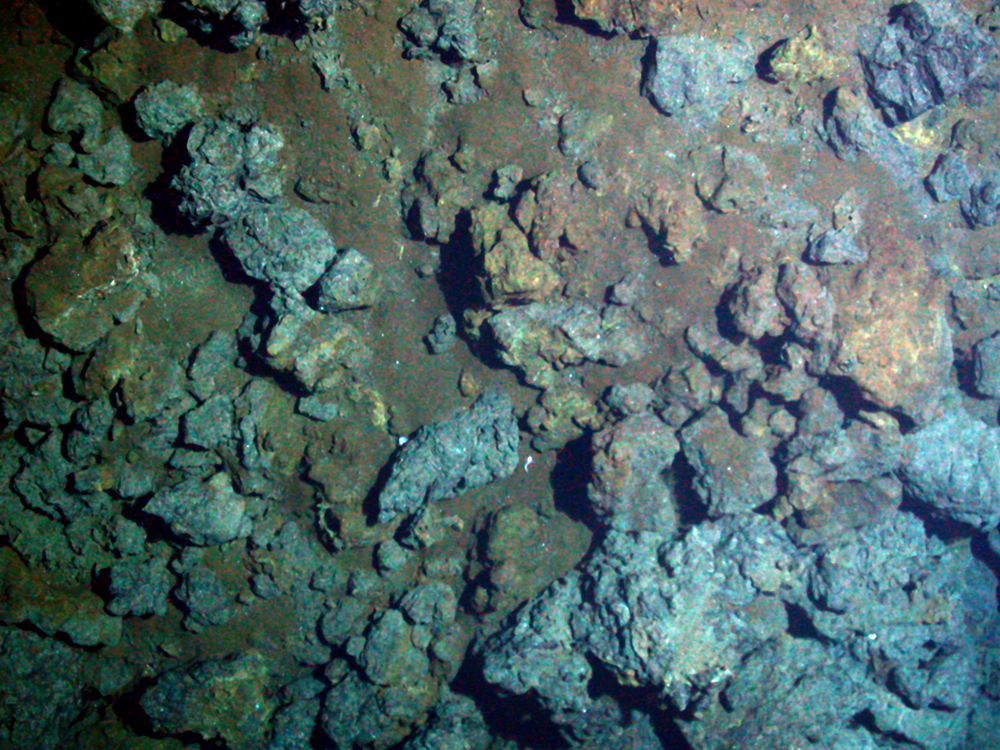
Minerales precipitados cerca de un respiradero hidrotermal

El fondo marino contiene enormes reservas de minerales que pueden explotarse mediante dragado. Esto tiene ventajas sobre la minería terrestre, ya que los equipos se pueden construir en astilleros especializados y los costos de infraestructura son más bajos. Las desventajas incluyen problemas causados por las olas y las mareas, la tendencia de las excavaciones a sedimentarse y el lavado de los montones de escombros. Existe el riesgo de erosión costera y daños ambientales.
Los depósitos de sulfuro masivos del fondo marino son fuentes potenciales de plata, oro, cobre, plomo y zinc y metales traza desde su descubrimiento en la década de 1960. Se forman cuando se emite agua calentada geotérmicamente por respiraderos hidrotermales de aguas profundas conocidos como "fumarolas negras". Los minerales son de alta calidad pero de extracción prohibitiva. La minería a pequeña escala del fondo marino se está desarrollando frente a la costa de Papúa Nueva Guinea utilizando técnicas robóticas, pero los obstáculos son formidables.
Hay grandes depósitos de petróleo y gas natural en las rocas debajo del fondo marino. Las plataformas marinas y las perforaciones rotatorias extraen el petróleo o el gas y lo almacenan para su transporte a tierra. La producción de petróleo y de gas en alta mar puede ser difícil debido al entorno remoto y hostil. La perforación de petróleo en el mar tiene impactos ambientales. Los animales pueden estar desorientados por las ondas sísmicas que se utilizan para localizar los depósitos, lo que probablemente provoque el varamiento de las ballenas. Se pueden liberar sustancias tóxicas como el mercurio, el plomo y el arsénico. La infraestructura puede causar daños y se puede derramar petróleo.
Hay grandes cantidades de clatrato de metano en el lecho marino y en los sedimentos oceánicos a una temperatura de alrededor de 2 °C y estos son de interés como fuente potencial de energía. Algunas estimaciones establecen la cantidad disponible entre 1 y 5 millones de km³. También en el fondo marino hay nódulos de manganeso formados por capas de hierro, manganeso y otros hidróxidos alrededor de un núcleo. En el Pacífico, estos pueden cubrir hasta el 30% del fondo del océano profundo. Los minerales precipitan del agua de mar y crecen muy lentamente. La extracción comercial de níquel se investigó en la década de 1970, pero se abandonó en favor de fuentes más convenientes. En lugares adecuados, los diamantes se recogen del fondo marino utilizando mangueras de succión para llevar la grava a tierra. En aguas más profundas, se utilizan rastreadores móviles del fondo marino y los depósitos se bombean a una embarcación arriba. En Namibia, ahora se recolectan más diamantes de fuentes marinas que por métodos convencionales en tierra.

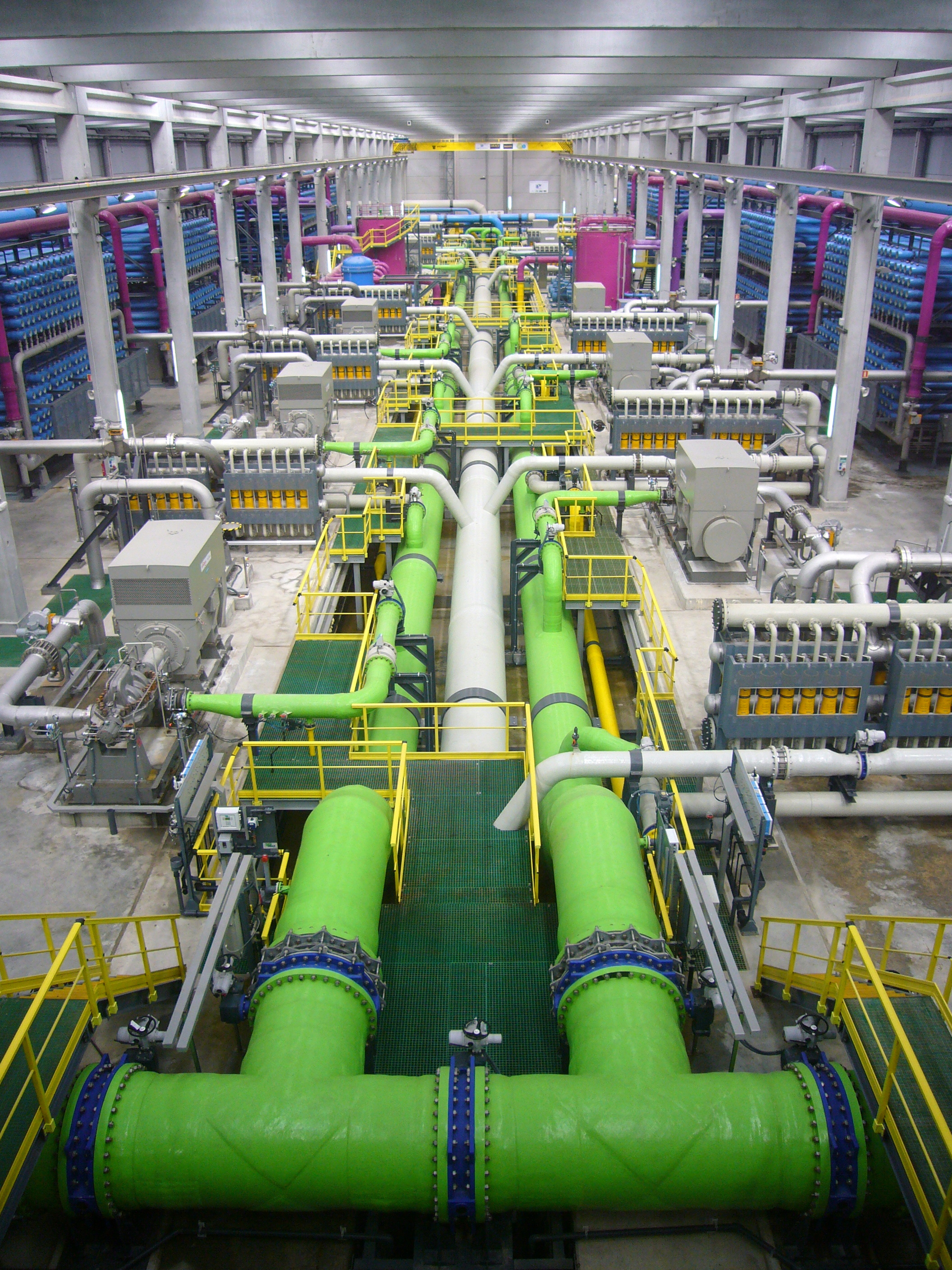
Planta desaladora de ósmosis inversa

El mar contiene enormes cantidades de valiosos minerales disueltos. El más importante, la sal para uso industrial y de mesa, se ha cosechado por evaporación solar de estanques poco profundos desde tiempos prehistóricos. El bromo, acumulado después de ser lixiviado de la tierra, se recupera económicamente en el mar Muerto, donde se produce a 55,000 partes por millón (ppm).
La desalinización es la técnica de eliminar sales del agua de mar para dejar agua fresca apta para beber o irrigar. Los dos métodos principales de procesamiento, destilación al vacío y ósmosis inversa, utilizan grandes cantidades de energía. La desalinización normalmente solo se realiza cuando el agua dulce de otras fuentes es escasa o la energía es abundante, como en el exceso de calor generado por las centrales eléctricas. La salmuera producida como subproducto contiene algunos materiales tóxicos y se devuelve al mar.

### Contaminación marina
Muchas sustancias acaban en el mar como resultado de actividades humanas. Los productos de la combustión se transportan en el aire y se depositan en el mar por precipitación; los efluentes industriales y las aguas residuales contribuyen con metales pesados, pesticidas, PCBs, desinfectantes, productos de limpieza del hogar y otros productos químicos sintéticos. Estos se concentran en la película superficial y en los sedimentos marinos, especialmente en el lodo estuarino. El resultado de toda esa contaminación es en gran parte desconocido debido a la gran cantidad de sustancias involucradas y a la falta de información sobre sus efectos biológicos. Los metales pesados de mayor preocupación son el cobre, el plomo, el mercurio, el cadmio y el zinc que pueden ser bioacumulados por los invertebrados marinos. Son toxinas acumulativas y pasan a la cadena alimentaria.
Mucha de la basura plástica flotante no se biodegrada, sino que se desintegra con el tiempo y finalmente se descompone a nivel molecular. Los plásticos rígidos pueden flotar durante años. En el centro del giro del Pacífico hay una acumulación flotante permanente de residuos plásticos en su mayoría y hay un mancha de basura similar en el Atlántico. Las aves marinas que se alimentan, como el albatros y el petrel, pueden confundir los desechos con la comida y acumular plástico no digerible en sus sistemas digestivos. Se han encontrado tortugas y ballenas con bolsas de plástico y sedal en sus estómagos. Los microplásticos puede hundirse, amenazando los alimentadores de filtro en el fondo marino.
La mayor parte de la contaminación por petróleo en el mar proviene de las ciudades y la industria. El petróleo es peligroso para los animales marinos. Puede obstruir las plumas de las aves marinas, reduciendo su efecto aislante y la flotabilidad de las aves, y puede ingerirse cuando se acicalan para intentar eliminar el contaminante. Los mamíferos marinos se ven menos afectados pero pueden enfriarse mediante la eliminación de su aislamiento, cegarse, deshidratarse o envenenarse. Los invertebrados bentónicos se inundan cuando el aceite se hunde, los peces se envenenan y la cadena alimentaria se interrumpe. A corto plazo, los derrames de petróleo provocan que las poblaciones de vida silvestre disminuyan y se desequilibren, las actividades de ocio se vean afectadas y los medios de vida de las personas que dependen del mar sean devastados. El ambiente marino tiene propiedades de autolimpieza y las bacterias naturales actuarán con el tiempo para eliminar el petróleo del mar. En el golfo de México, donde las bacterias que consumen petróleo ya están presentes, solo toma unos días consumir el petróleo derramado.
La escorrentía de fertilizantes de tierras agrícolas es una fuente importante de contaminación en algunas áreas y la descarga de aguas residuales sin tratar tiene un efecto similar. Los nutrientes adicionales proporcionados por estas fuentes pueden causar un crecimiento excesivo de las plantas. El nitrógeno es a menudo el factor limitante en los sistemas marinos, y con el nitrógeno añadido, las floraciones de algas y las mareas rojas pueden reducir el nivel de oxígeno del agua y matar a los animales marinos. Tales eventos ya han creado zonas muertas en el mar Báltico y en el golfo de México. Algunas proliferaciones de algas son causadas por cianobacterias que hacen que los mariscos que filtran los alimentos se vuelvan tóxicos y dañen a los animales como las nutrias de mar. Las instalaciones nucleares también pueden contaminar. El mar de Irlanda fue contaminado por cesio-137 radioactivo de la antigua planta de procesamiento de combustible nuclear de Sellafield y los accidentes nucleares también pueden hacer que el material radiactivo se filtre en el mar, al igual que el desastre en la central nuclear de Fukushima Daiichi en 2011.
En 1881 el escritor y geógrafo John Francon Williams publicó un trabajo seminal sobre The Geography of the Oceans [Geografía de los océanos] en el que afirmaba: «Por lo tanto, puede decirse realmente que el océano actual no es más que un vasto taller, donde se elaboran y conservan los materiales de los futuros continentes.» Una declaración profunda que nunca ha sonado más relevante dada la amenaza actual para el equilibrio ecológico de los océanos que plantean los contaminantes modernos como los desechos plásticos, los derrames de petróleo y otras toxinas. El vertido de desechos (incluidos petróleo, líquidos nocivos, aguas residuales y basura) en el mar se rige por el derecho internacional. La Convención de Londres (Convention on the Prevention of Marine Pollution by Dumping of Wastes and Other Matter, 1972) es un acuerdo de las Naciones Unidas para controlar el vertido en el océano, que había sido ratificado por 89 países el 8 de junio de 2012. MARPOL 73/78 es una convención para minimizar la contaminación de los mares por parte de los barcos. En mayo de 2013, 152 naciones marítimas habían ratificado MARPOL.

### Pueblos indígenas del mar
Varios grupos indígenas nómadas en el sudeste marítimo asiático viven en botes y obtienen casi todo lo que necesitan del mar. El pueblo moken vive en las costas de Tailandia y Birmania y en las islas del mar de Andaman. El pueblo bajau es originario del archipiélago de Sulu, Mindanao y el norte de Borneo. Algunos gitanos del mar son buceadores libres, capaces de descender a profundidades de 30 m, aunque muchos están adoptando una forma de vida más asentada y terrestre.
Los pueblos indígenas del Ártico, como los chukchi, inuit, inuvialuit y yupik, cazan mamíferos marinos como focas y ballenas, y los isleños del estrecho de Torres de Australia incluyen la propiedad de la Gran Barrera de Coral entre sus posesiones. Viven una vida tradicional en las islas que implica la caza, la pesca, la jardinería y el comercio con los pueblos vecinos de Papúa y los aborígenes australianos continentales.

### En la cultura

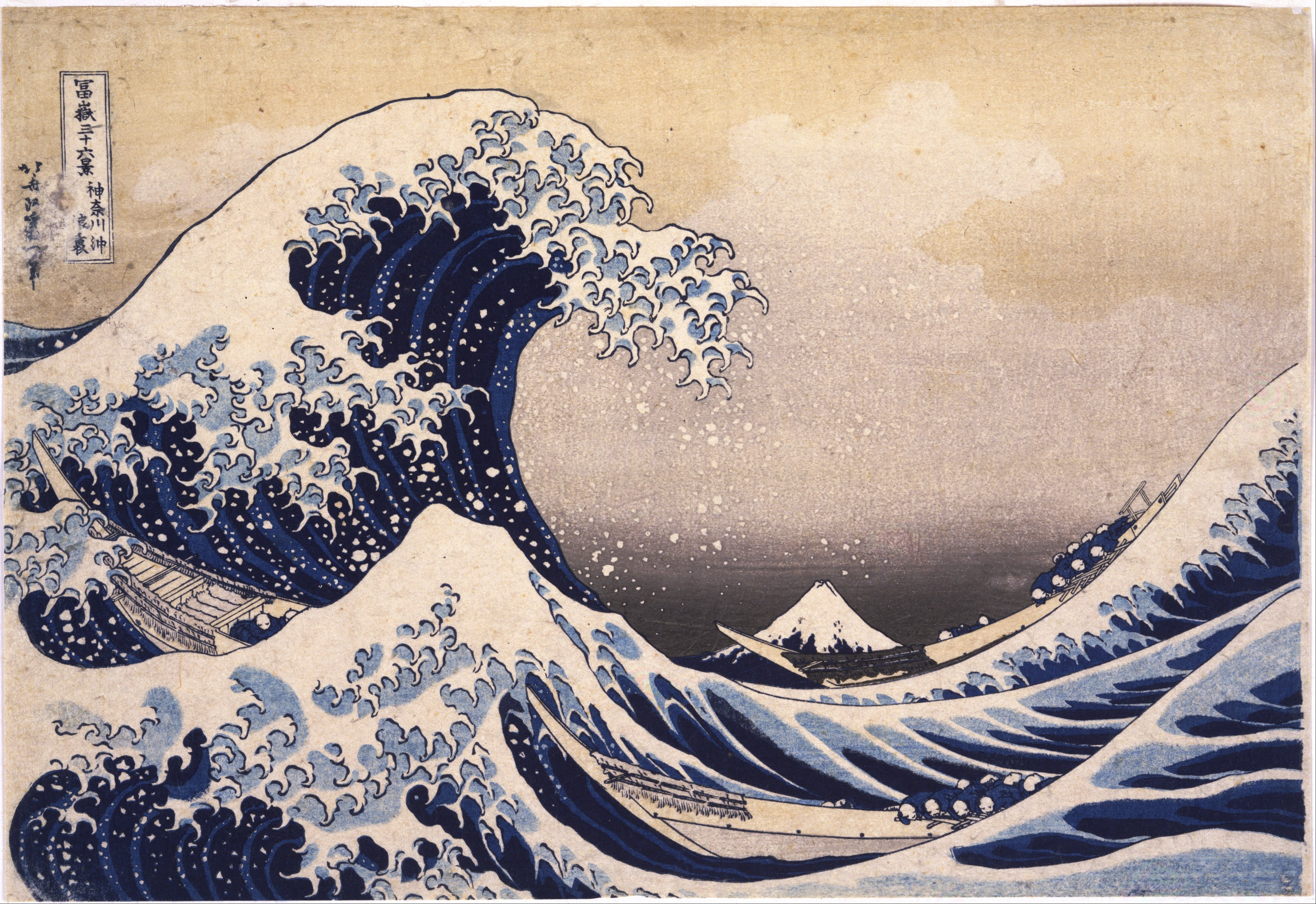
La gran ola de Kanagawa, obra de Katsushika Hokusai, c. 1830/1833

El mar aparece en la cultura humana de maneras contradictorias, como poderoso pero sereno y como bello pero peligroso. Tiene su lugar en la literatura, el arte, la poesía, el cine, el teatro, la música clásica, la mitología y la interpretación de sueños. Los antiguos lo personificaron, creyendo que estaba bajo el control de un ser que necesitaba ser apaciguado, y simbólicamente, ha sido percibido como un ambiente hostil poblado por criaturas fantásticas; el Leviatán de la Biblia, Escila en la mitología griega, Isonade en la mitología japonesa, y el kraken de la mitología nórdica tardía. Las civilizaciones han avanzado a través del comercio marítimo y el intercambio de ideas.: 206–208 

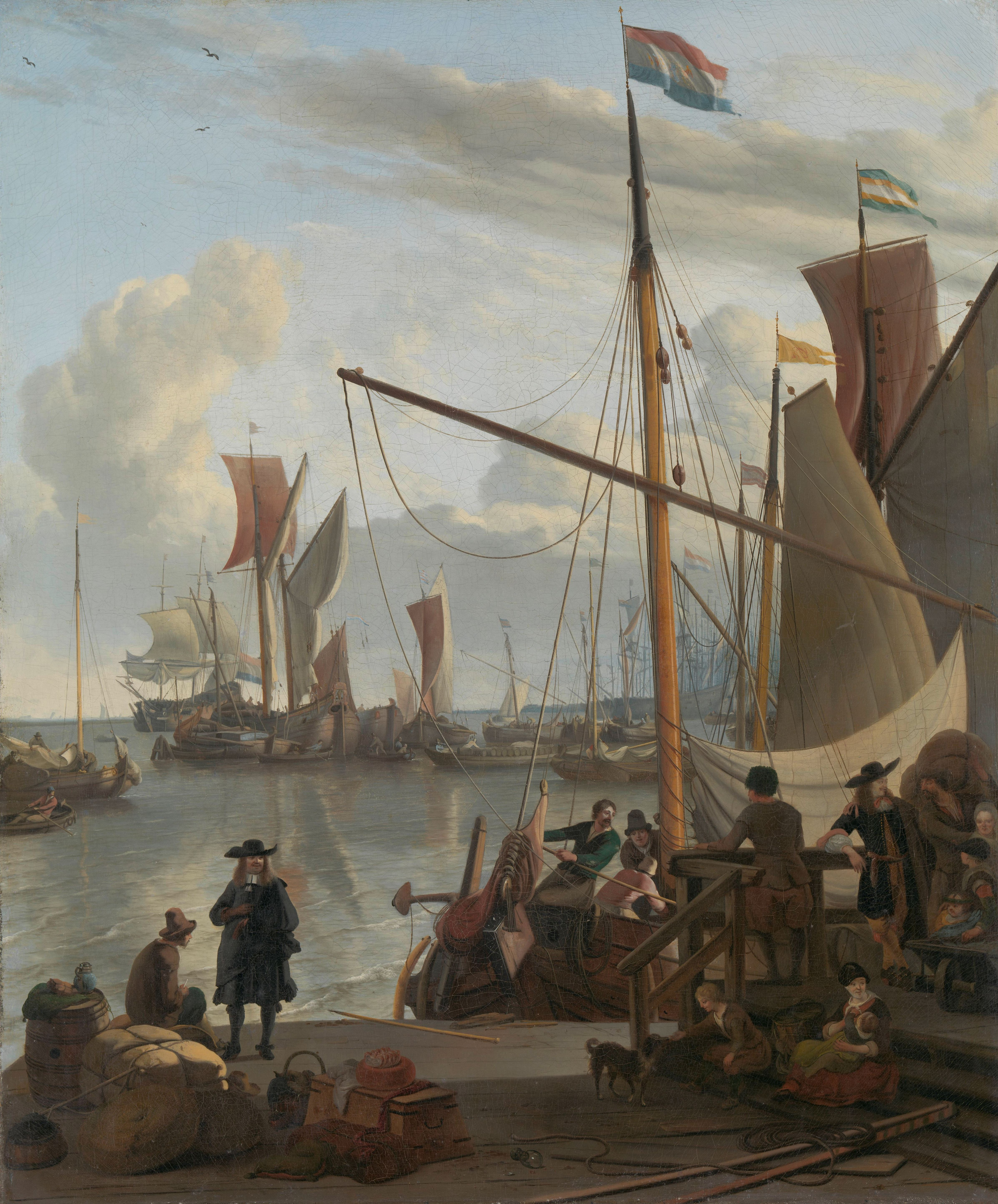
Pintura neerlandesa de la Edad de Oro : The Y at Amsterdam, seen from the Mosselsteiger (mussel pier), obra de Ludolf Bakhuizen, 1673

El mar y los barcos, como tema, han sido abundantemente abordados en la pintura, habiéndose creado un vasto género de origen muy antiguo, el de la marina, que comprende toda obra pictórica cuyo tema principal es el mar. Abarca desde simples dibujos en las paredes de las cabañas en el archipiélago de Lamu hasta los paisajes marinos de Joseph Turner. En la pintura del Siglo de oro neerlandés, artistas como Jan Porcellis, Hendrick Dubbels, Willem van de Velde el Viejo y su hijo, y Ludolf Bakhuizen celebraron el mar y la Marina neerlandesa en la cima de su destreza militar. El artista japonés Katsushika Hokusai creó impresiones en color de los estados de ánimo del mar, incluyendo La gran ola de Kanagawa.
La música también ha sido inspirada por el océano, a veces de compositores que vivieron o trabajaron cerca de la costa y vieron sus muchos aspectos diferentes. Las salomas o canciones de mar, canciones que fueron cantadas por los marineros para ayudarlos a realizar tareas arduas, se han entretejido en composiciones y se han creado impresiones en la música de aguas tranquilas, de las olas y de las tormentas en el mar. Destacadas composiciones de música clásica relacionada con el mar son la ópera El holandés errante (1843) de Richard Wagner; La mer, trois esquisses symphoniques pour orchestre (1903-1905), de Claude Debussy; las Songs of the Sea (1904), de Charles Villiers Stanford; la Sea Pictures (1899), de Edward Elgar; y la A Sea Symphony (1903-1909) de Ralph Vaughan Williams. En 1946 el compositor francés Charles Trenet graba el tema titulado La mer, que supuso su mayor éxito, y que tuvo numerosas versiones (más de cuatrocientas).
Como símbolo, el mar ha desempeñado durante siglos un papel en la literatura, en la poesía y en los sueños. A veces aparece allí como un fondo suave, pero a menudo introduce temas como las tormentas, los naufragios, las batallas, las dificultades y desastres, la carrera de las esperanzas o la muerte. En su poema épico La Odisea, escrito en el siglo VIII a. C., Homero describe el viaje de diez años del héroe griego Odiseo que lucha por regresar a casa a través de los numerosos peligros del mar después de la guerra descrita en la Ilíada. El mar es un tema recurrente en los poemas haiku del poeta japonés del período Edo Matsuo Bashō (松尾 芭蕉) (1644-1694). En la literatura moderna, Joseph Conrad ha escrito novelas inspiradas en el mar, extraídas de su experiencia en el mar, Herman Wouk y Herman Melville. En las obras del psiquiatra Carl Jung, el mar simboliza el inconsciente colectivo y personal en la interpretación de los sueños, y las profundidades del mar simbolizan las profundidades de la mente inconsciente. Aunque el origen de la vida en la Tierra todavía es un tema de debate, la científica y escritora Rachel Carson, en su galardonado libro de 1951 The Sea Around Us, escribió: «Es una situación curiosa que el mar, de donde la vida surgió primero, ahora debería verse amenazado por las actividades de una forma de esa vida. Pero el mar, aunque cambiado de una manera siniestra, seguirá existiendo: la amenaza es más bien la vida misma».
El mar aparece como objeto en algunos de los ensayos de la historiografía, por ejemplo: El mar de Jules Michelet o en El Mediterráneo y el mundo mediterráneo en la época de Felipe II (1946) de Fernand Braudel. Dice Michelet: «Mucho antes de vislumbrarse el mar, se oye y se adivina el temible elemento. Primero un rumor lejano, sordo y uniforme. Poco a poco cesan todos los ruidos dominados por aquel. No tarda en notarse la solemne alternativa, la vuelta invariable de la misma nota, fuerte y profunda, que corre más y más, y brama».